# Commana
Pour les articles homonymes, voir Comana.
Commana [kɔmana] est une commune française du département du Finistère, en région Bretagne. Elle fait partie du parc naturel régional d'Armorique et depuis 1989, la commune a obtenu le label « Communes du patrimoine rural de Bretagne » pour la richesse de son patrimoine architectural et paysager. Elle est située sur le versant nord des monts d'Arrée.

## Géographie

### Localisation
Commana est une commune du Haut-Léon, à la limite de la Cornouaille ; le bourg est situé sur une butte sur le versant nord des monts d'Arrée. Le bourg de Commana se trouve à vol d'oiseau à 21 km au sud de Morlaix, à 32 km au nord-ouest de Carhaix-Plouguer, à 39 km à l'est de Brest et à 47 km au nord de Quimper.

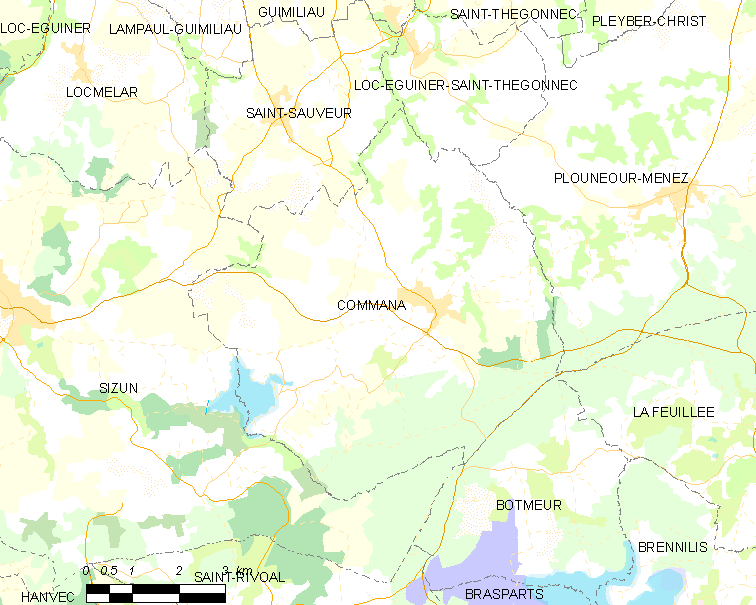
Carte simplifiée de la commune de Commana et des communes limitrophes.

| Saint-Sauveur | Loc-Eguiner-Saint-Thégonnec | Plounéour-Ménez            |
| Sizun         | Commana                     | La Feuillée                |
| Saint-Rivoal  | Botmeur, Monts d'Arrée      | La Feuillée, Monts d'Arrée |

### Description géographique

Commana vu des environs de Croas Melar
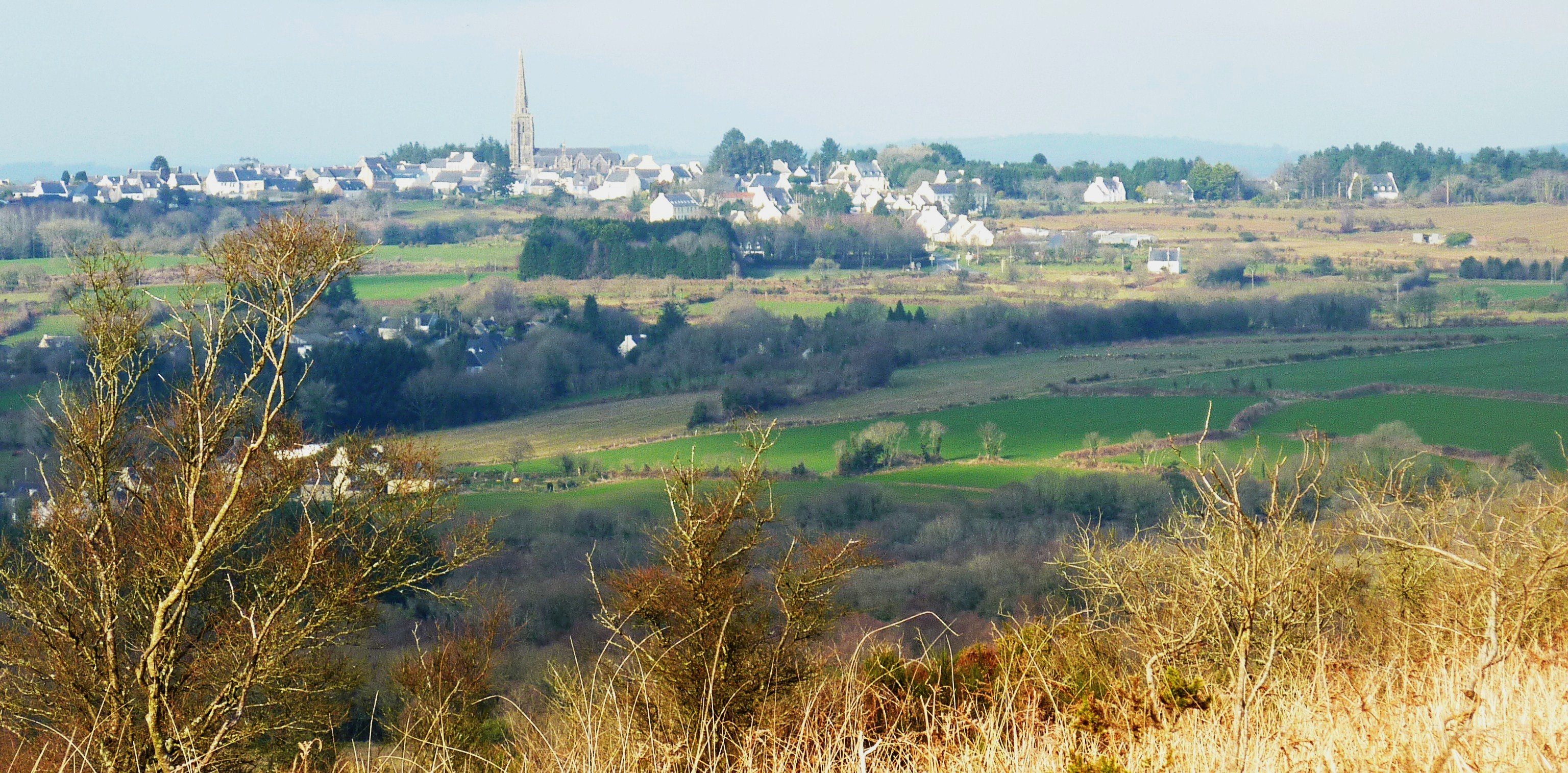
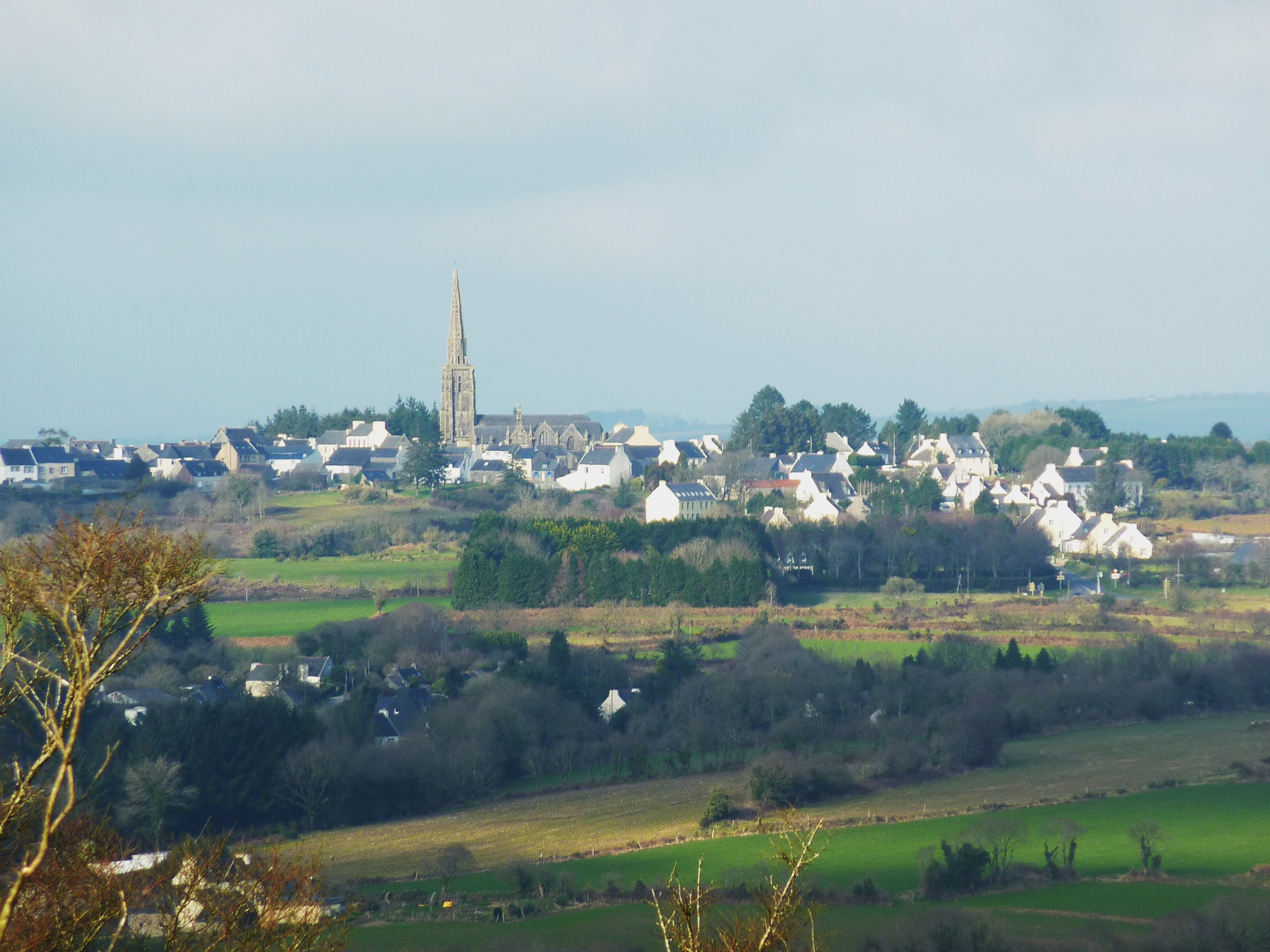

Deux fleuves côtiers, l'Élorn à l'ouest et la Penzé à l'est servent pour partie de limites au territoire communal, séparant Commana de Sizun à l'ouest et de Plounéour-Ménez à l'est. Les monts d'Arrée séparent Commana de Saint-Rivoal et Botmeur au sud, même si les limites communales ne coïncident pas exactement avec la ligne de crête ; au nord, la limite avec Saint-Thégonnec passe à travers le plateau du Léon sans s'appuyer sur des particularités topographiques notables.

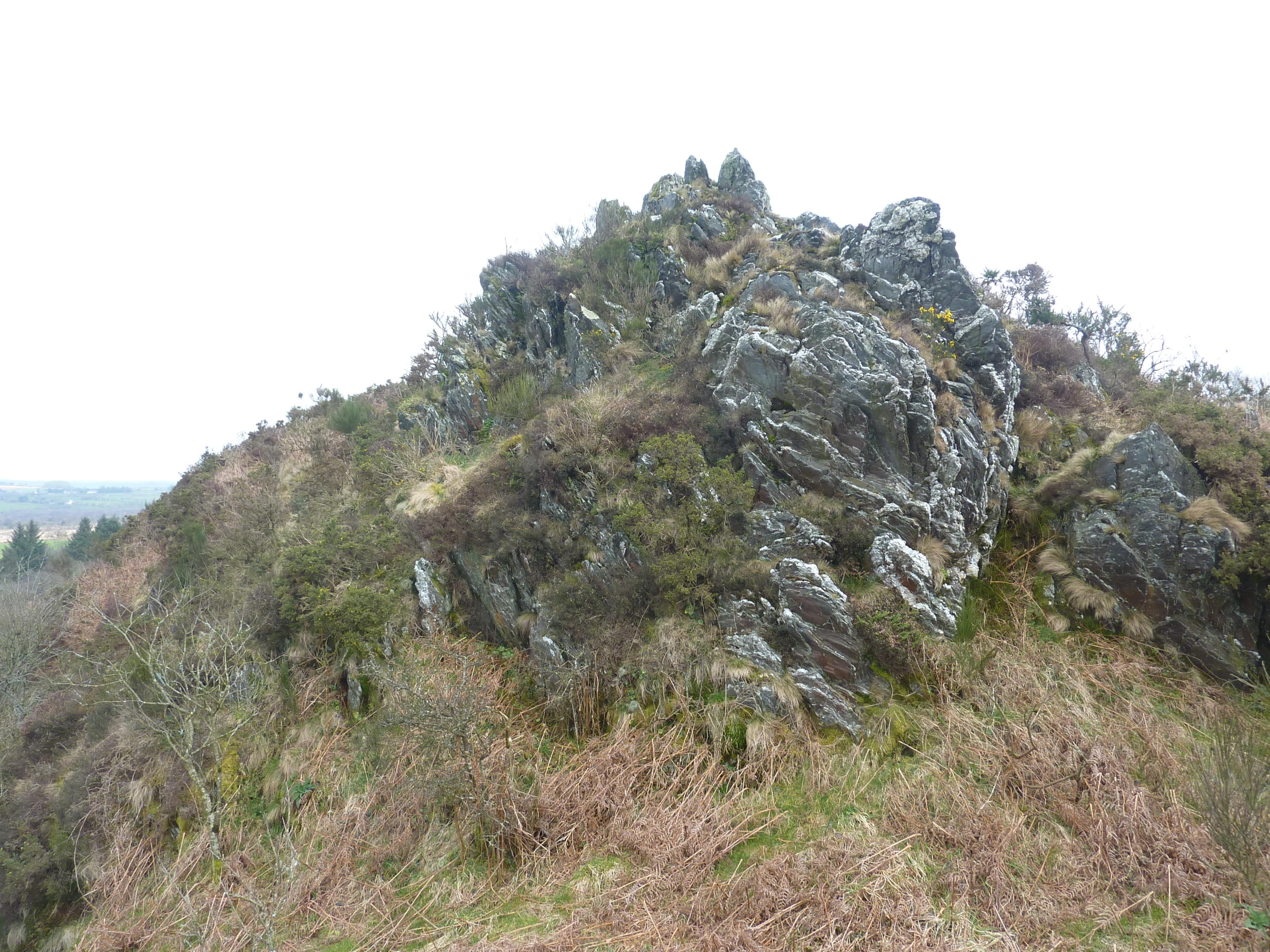
Commana : la cote 318 près de Croas Melar.
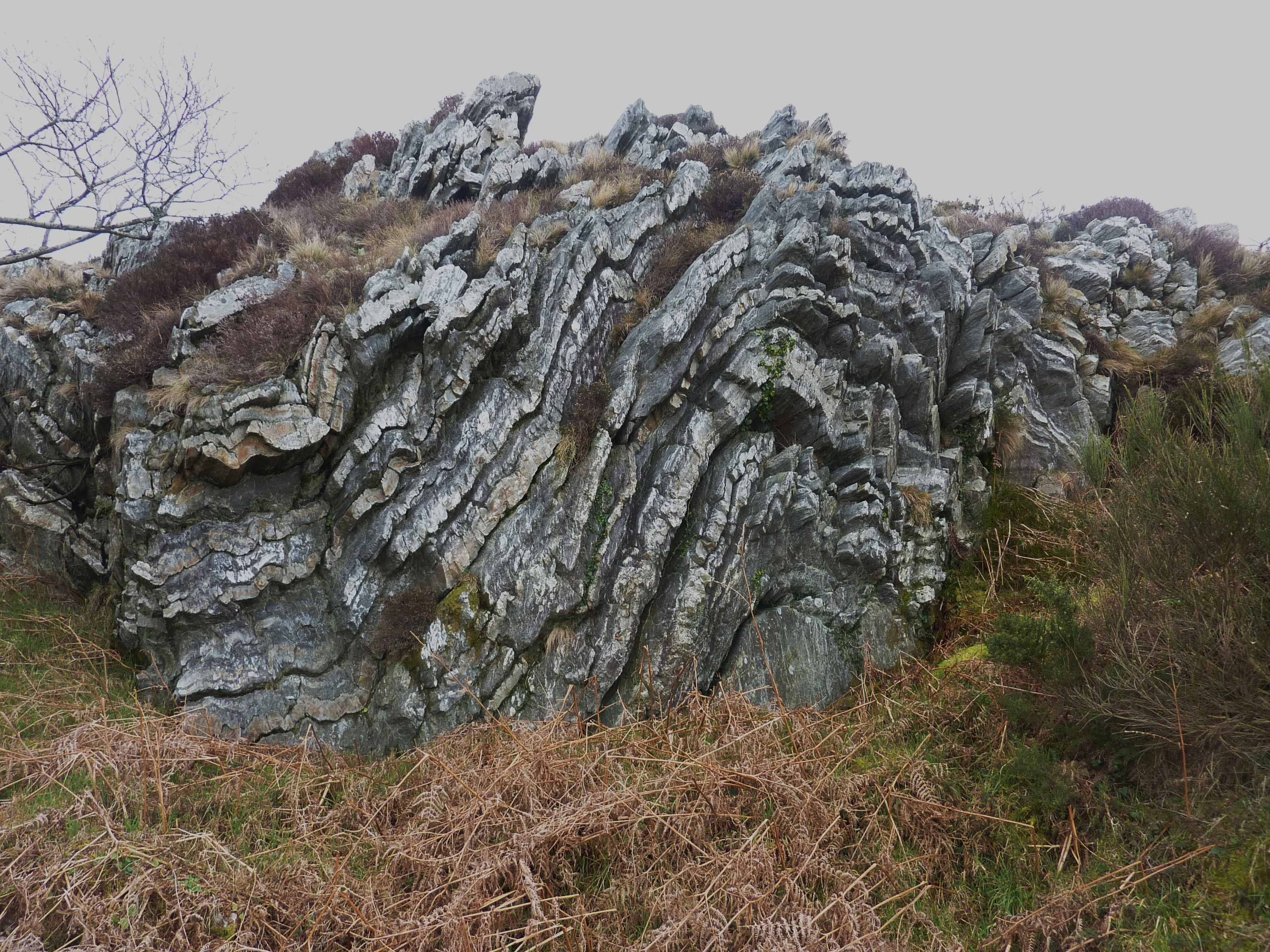
Commana : anticlinal près de la cote 348 à l'est de Croas Melar.
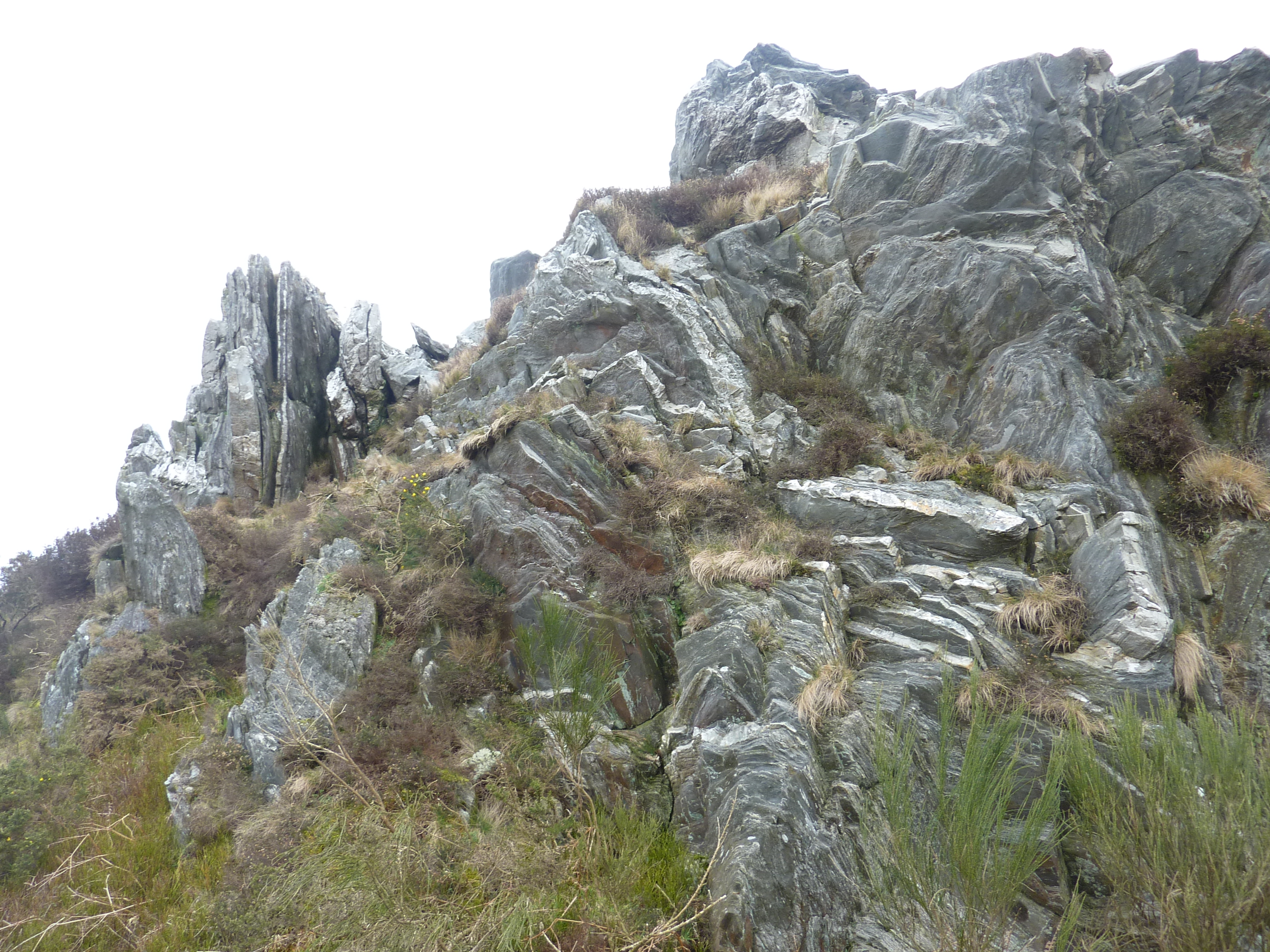
La Pierre bleue (schiste ardoisier) aux environs de la cote 341 à l'est de Croas Melar.
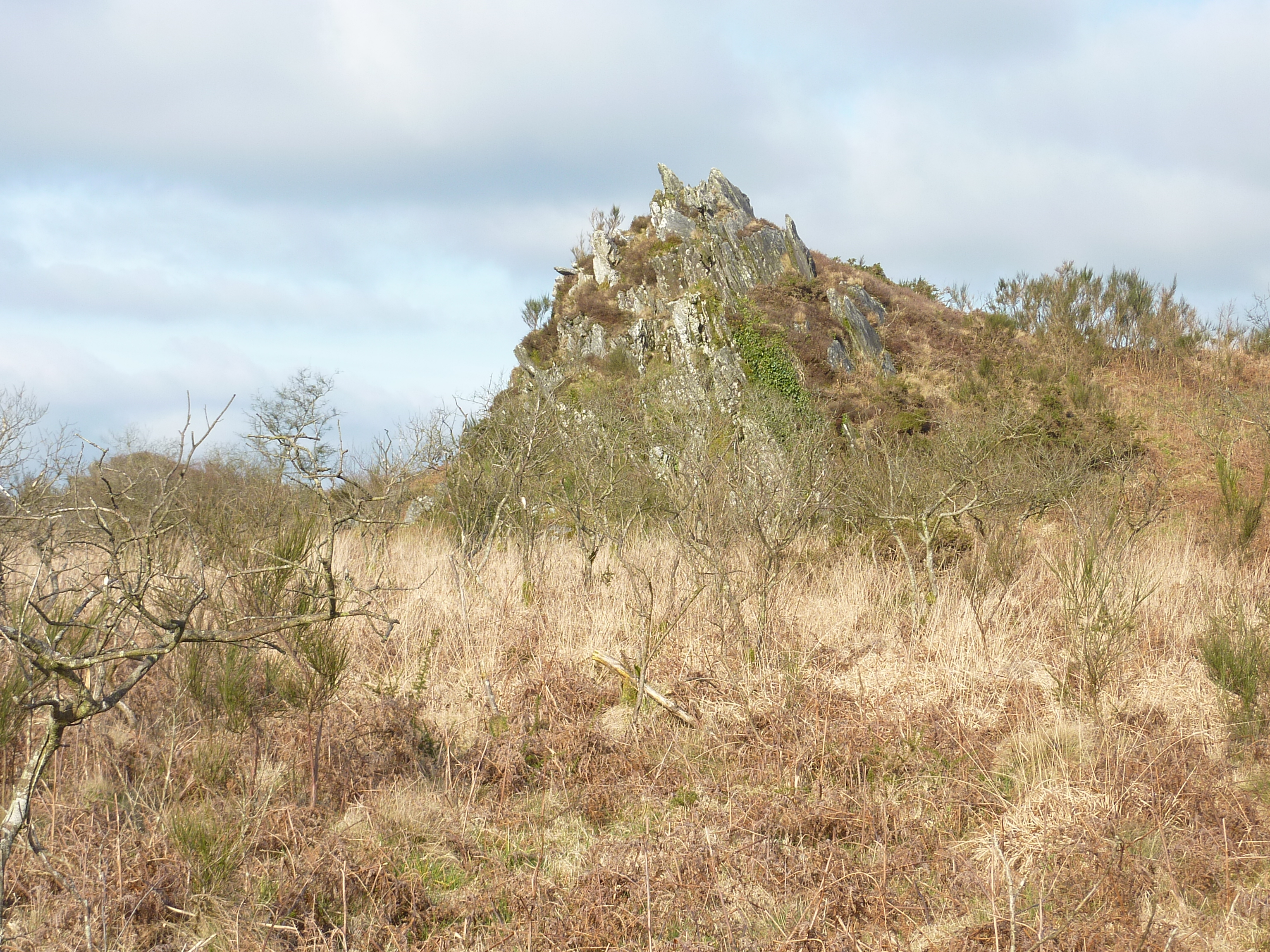
Commana : sommet près de la cote 353 aux environs de Croas Melar 1.
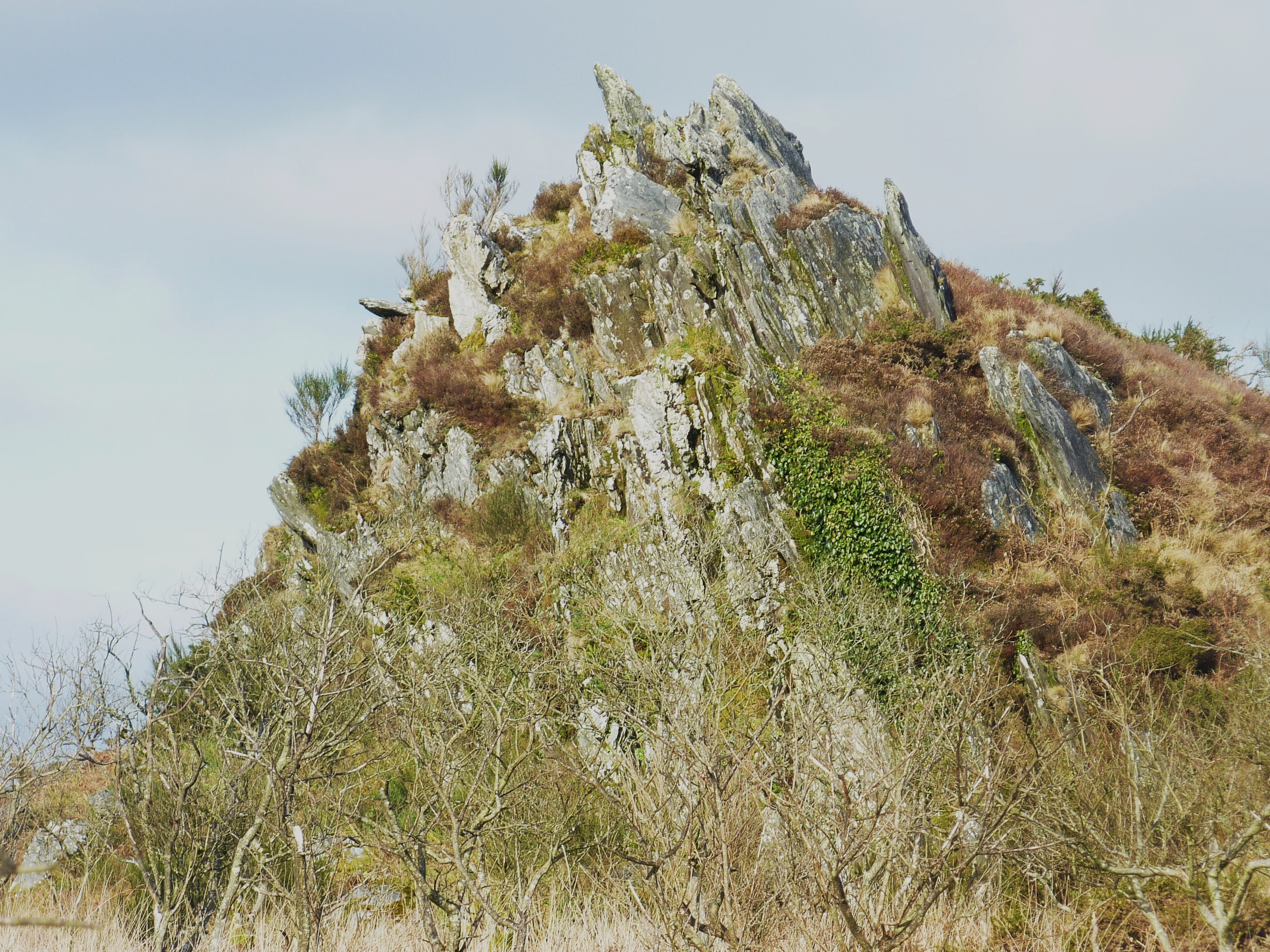
Commana : sommet près de la cote 353 aux environs de Croas Melar 2.
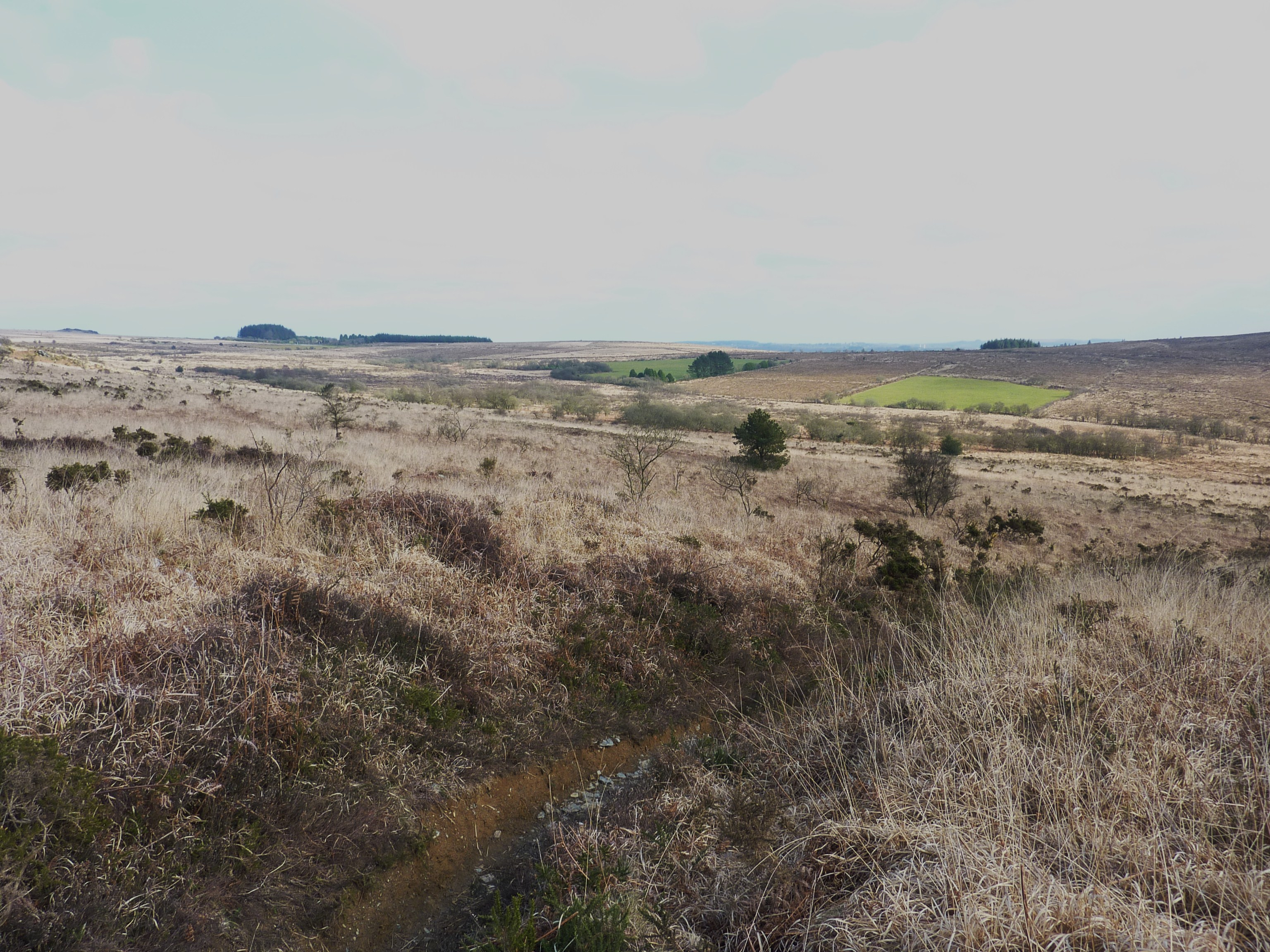
Le bassin amont de l'Élorn vu en venant de Croas Melar et en direction de Croix-Cassée (en Botmeur).
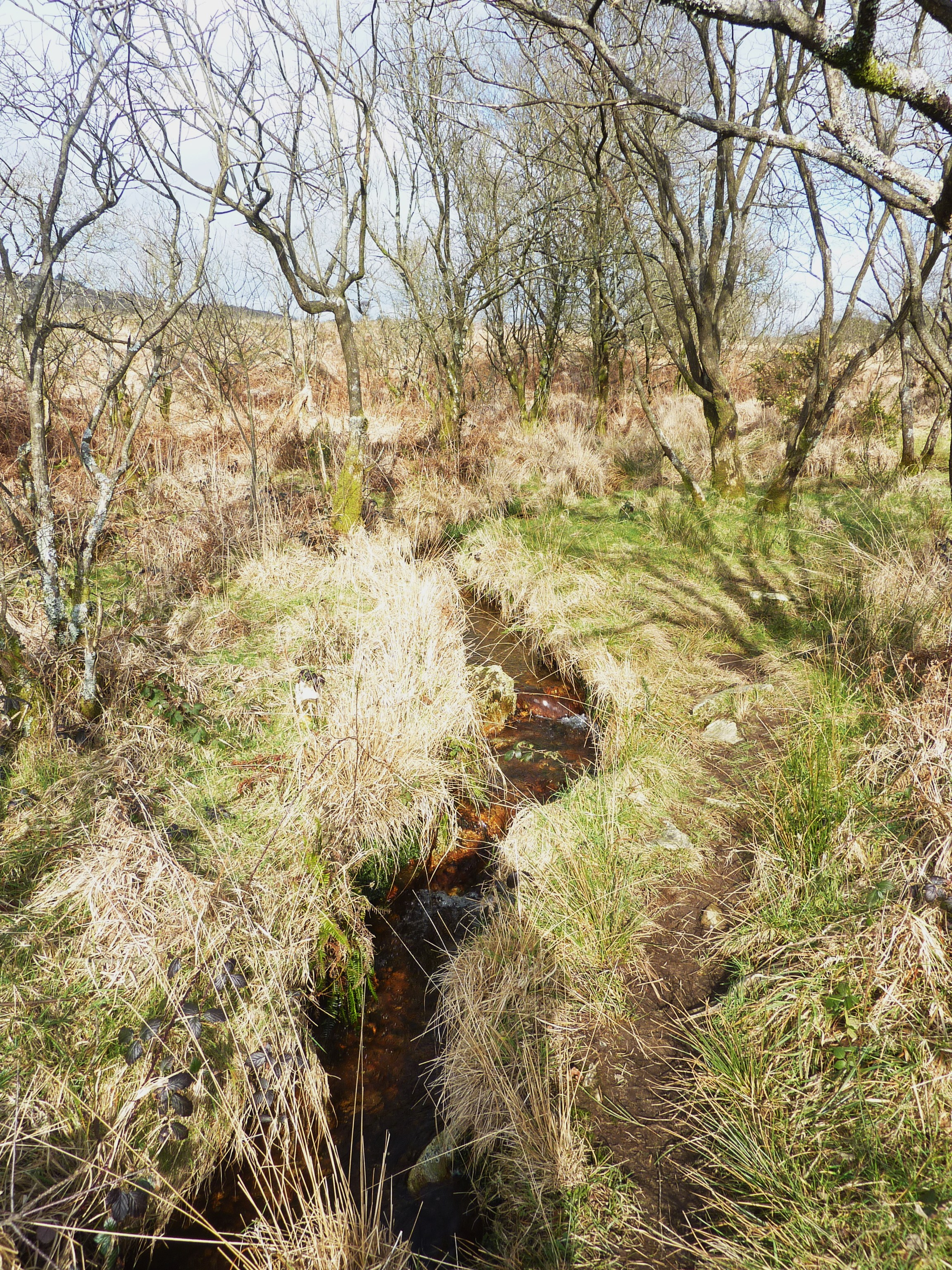
L'Élorn près de sa source (limite communale Commana-Sizun, section de Saint-Cadou).
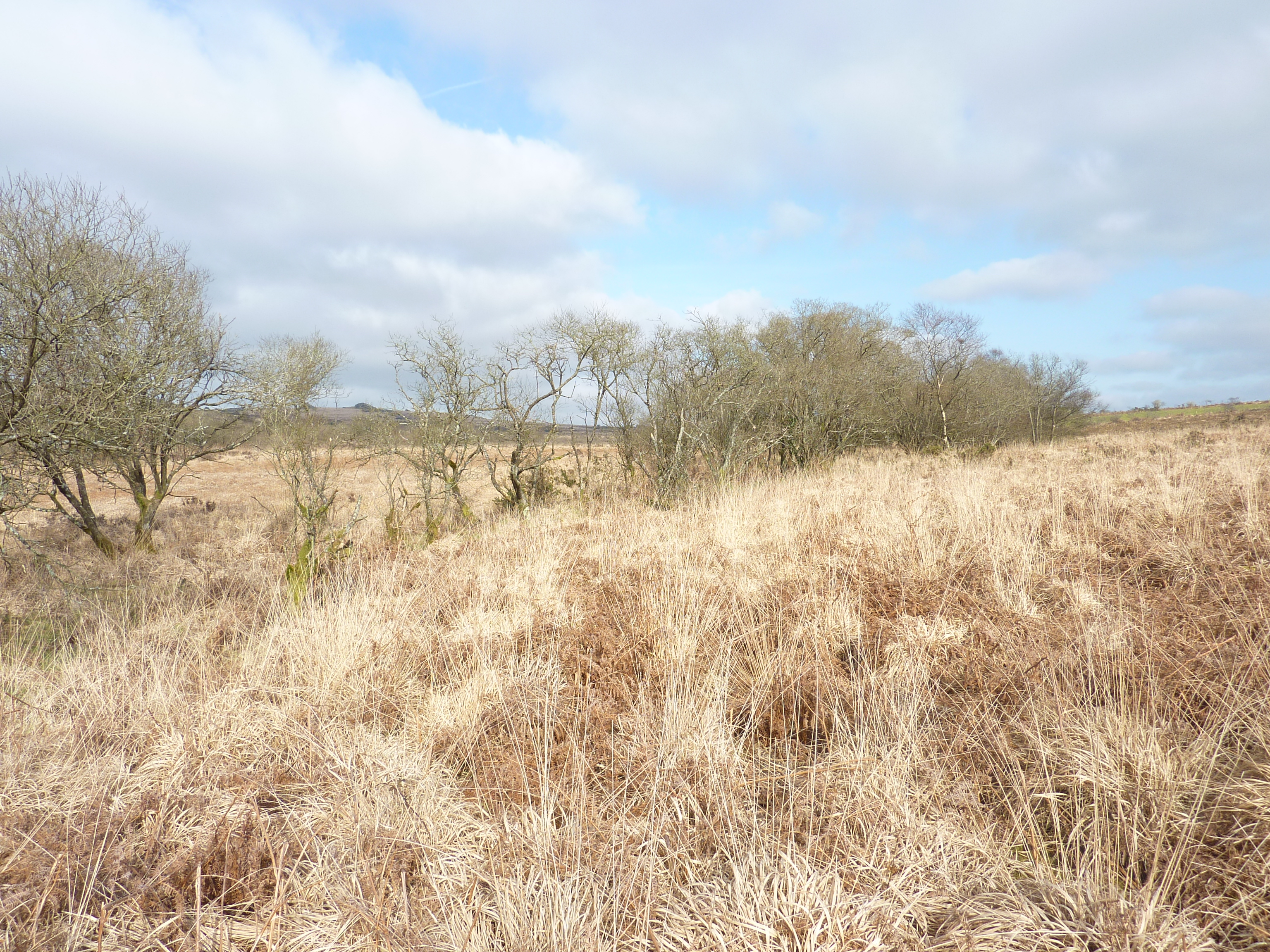
Saules marquant le tracé de l'Élorn tout près de sa source.

| - Carte topographique de la commune de Commana. |

### Cadre géologique
La commune est localisée dans la partie occidentale du Massif armoricain, à la limite septentrionale du domaine centre armoricain. Ce domaine est composé essentiellement de terrains appartenant à un bassin sédimentaire qui s'allonge sensiblement en direction W-E, depuis la baie de Douarnenez jusqu'au bassin de Laval. Ce bassin est principalement constitué de schistes briovériens (sédiments détritiques essentiellement silto-gréseux issus de l'érosion du segment occidental de la chaîne cadomienne, accumulés sur plus de 15 000 m d'épaisseur et métamorphisés), formant un socle pénéplané sur lequel repose en discordance des formations paléozoïques sédimentaires (formations siluro-dévoniennes constituées de schistes, phyllades et quartzites). Ces formations ont été déposées dans le bassin marqué par une forte subsidence, puis métamorphisées et déformées lors de l'orogenèse varisque (plis d'orientation préférentielle N 110° et plusieurs familles de failles d'orientations différentes).
La fin de l'histoire varisque se caractérise par le fonctionnement d'un grand accident crustal, le cisaillement nord-armoricain (CNA) qui guide la mise en place de granites. La partie septentrionale du territoire communal se situe sur une formation de type granite calco-alcalin à deux micas qui correspond au massif granitique de Commana-Plounéour, appelé aussi granite des monts d'Arrée. Le CSA décale d'une vingtaine de kilomètres le massif de Commana de celui de Plouaret. Au passage du CNA, le massif de Lannéanou fortement déformé, permet la jonction entre le massif de Commana-Plounéour et celui de Plouaret. Ces massifs font partie d'un ensemble plus vaste, le batholite médio-armoricain. Dans la partie méridionale de la commune, sur le versant des monts d'Arrée affleurent des schistes ardoisiers (désignés localement « pierre bleue ») et des grès d'ère primaire. Ces roches sont les témoins d'une pénéplanation très ancienne à l'ère primaire suivie d'un resoulèvement à l'ère secondaire, contrecoup des plissements pyrénéen et alpin.

### Hydrographie
Pour un article plus général, voir Réseau hydrographique du Finistère.
La commune est située dans le bassin Loire-Bretagne. Elle est drainée par la Penzé, l'Élorn, l'an Dour Kamm, le Frout, le ruisseau le Bothuan et divers autres petits cours d'eau,.
L'Élorn, fleuve côtier d'une longueur de 56 km, prend sa source dans la commune de Sizun, dans les tourbières des monts d'Arrée, au pied du versant nord du Tuchen Kador, à un peu plus de 300 m d'altitude, juste entre les deux plus hauts sommets de Bretagne, sur le territoire de Commana. Il se jette  dans la rade de Brest entre les communes de Plougastel-Daoulas et de Le Relecq-Kerhuon, après avoir traversé 14 communes.
L'humidité climatique fréquente du versant nord des monts d'Arrée (1 400 mm de précipitations à Commana, contre 900 mm à Brest) entraîne un régime hydrologique tempéré océanique pour ce fleuve côtier. Les caractéristiques hydrologiques de l'Elorn sont données par la station hydrologique située sur la commune de Sizun. Le débit moyen mensuel est de 0,771 m3/s. Le débit moyen journalier maximum est de 9,23 m3/s, atteint lors de la crue du 26 janvier 1995. Le débit instantané maximal est quant à lui de 10,3 m3/s, atteint le 12 décembre 2000.
En 1979 a commencé la construction du barrage du Drennec pour sécuriser l'alimentation en eau de l'agglomération brestoise, à la confluence du Mougau et de l'Élorn ; ce barrage a pour but de soutenir le débit d'étiage de l'Élorn et de faire fonctionner les usines de production d'eau potable situées en aval. Ce barrage, situé sur la commune voisine de Sizun, a entraîné la création d'un lac-réservoir, le lac du Drennec de 110 ha, profond au maximum de 20 mètres, situé pour une large partie sur le territoire de Commana.
Les deux fleuves côtiers ont permis par le passé l'installation de douze moulins : Jean-Baptiste Ogée note la présence de douze moulins situés aux lieux-dits Coat ar Roc'h, Restencaro, Kerouat, Mougau, Neuf, à eau. Certains moulins subsistent : sur la Penzé, les moulins de Restancaroff et du Bois de la Roche, sur l'Élorn les moulins de Kerouat, transformés désormais en écomusée par le parc naturel régional d'Armorique.
La Penzé, d'une longueur de 40 km, prend sa source dans la commune de Plounéour-Ménez et se jette  dans la baie de Morlaix entre les communes de Saint-Pol-de-Léon et de Carantec, après avoir traversé neuf communes.
An an Dour Kamm, d'une longueur de 11 km, prend sa source dans la commune  et se jette  dans l'Élorn à Locmélar, après avoir traversé cinq communes.
Le Stain, d'une longueur de 11 km, prend sa source dans la commune  et se jette  dans l'Élorn à Sizun.

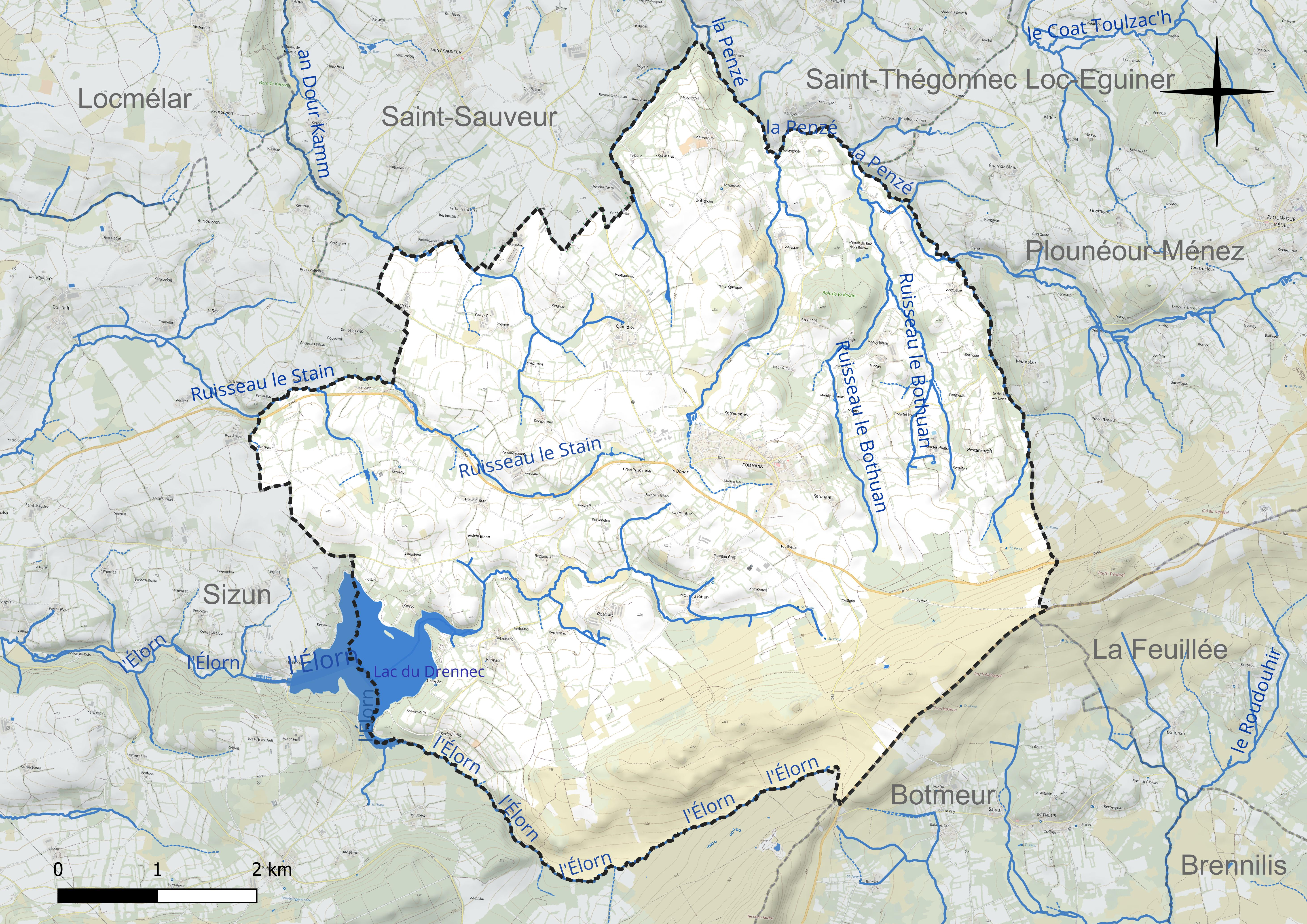
Réseau hydrographique de Commana.

Un plan d'eau complète le réseau hydrographique : le lac du Drennec, d'une superficie totale de 112,6 ha (65,6 ha sur la commune),. Ce lac a suscité un modeste développement touristique : deux plages aménagées, pratique de la voile, sentier de randonnée long de 7,5 km qui en fait le tour. Un important réseau de sentiers balisés a été développé sur la vallée de l'Élorn par le parc naturel régional d'Armorique et les collectivités locales, s'appuyant sur la variété des paysages de la vallée. Ce lac est aussi classé en première catégorie pour la pêche à la truite.
La tourbière du Mougau, au pied du versant nord des monts d'Arrée, est dotée d'un sentier d'interprétation ouvert en 1999, long de six kilomètres.
La qualité des eaux provenant des monts d'Arrée a permis la création d'une entreprise, la société Roxane, implantée sur la zone industrielle de Ty-Douar, qui embouteille les eaux de source et les commercialise sous le nom de Monts d'Arrée.

### Climat
Pour des articles plus généraux, voir Climat de la Bretagne et Climat du Finistère.
En 2010, le climat de la commune est de type climat océanique franc, selon une étude du CNRS s'appuyant sur une série de données couvrant la période 1971-2000. En 2020, Météo-France publie une typologie des climats de la France métropolitaine dans laquelle la commune est exposée à un climat océanique et est dans la région climatique Finistère nord, caractérisée par une pluviométrie élevée, des températures douces en hiver (6 °C), fraîches en été et des vents forts. Parallèlement l'observatoire de l'environnement en Bretagne publie en 2020 un zonage climatique de la région Bretagne, s'appuyant sur des données de Météo-France de 2009. La commune est, selon ce zonage, dans la zone « Monts d'Arrée », avec des hivers froids, peu de chaleurs et de fortes pluies.
Pour la période 1971-2000, la température annuelle moyenne est de 10,7 °C, avec une amplitude thermique annuelle de 11,5 °C. Le cumul annuel moyen de précipitations est de 1 264 mm, avec 16,1 jours de précipitations en janvier et 10 jours en juillet. Pour la période 1991-2020, la température moyenne annuelle observée sur la station météorologique la plus proche, située sur la commune de Sizun à 9 km à vol d'oiseau, est de 11,2 °C et le cumul annuel moyen de précipitations est de 1 345,3 mm,. Pour l'avenir, les paramètres climatiques de la commune estimés pour 2050 selon différents scénarios d'émission de gaz à effet de serre sont consultables sur un site dédié publié par Météo-France en novembre 2022.

## Urbanisme

### Typologie
Au 1er janvier 2024, Commana est catégorisée commune rurale à habitat dispersé, selon la nouvelle grille communale de densité à 7 niveaux définie par l'Insee en 2022.
Elle est située hors unité urbaine et hors attraction des villes,.

### Occupation des sols

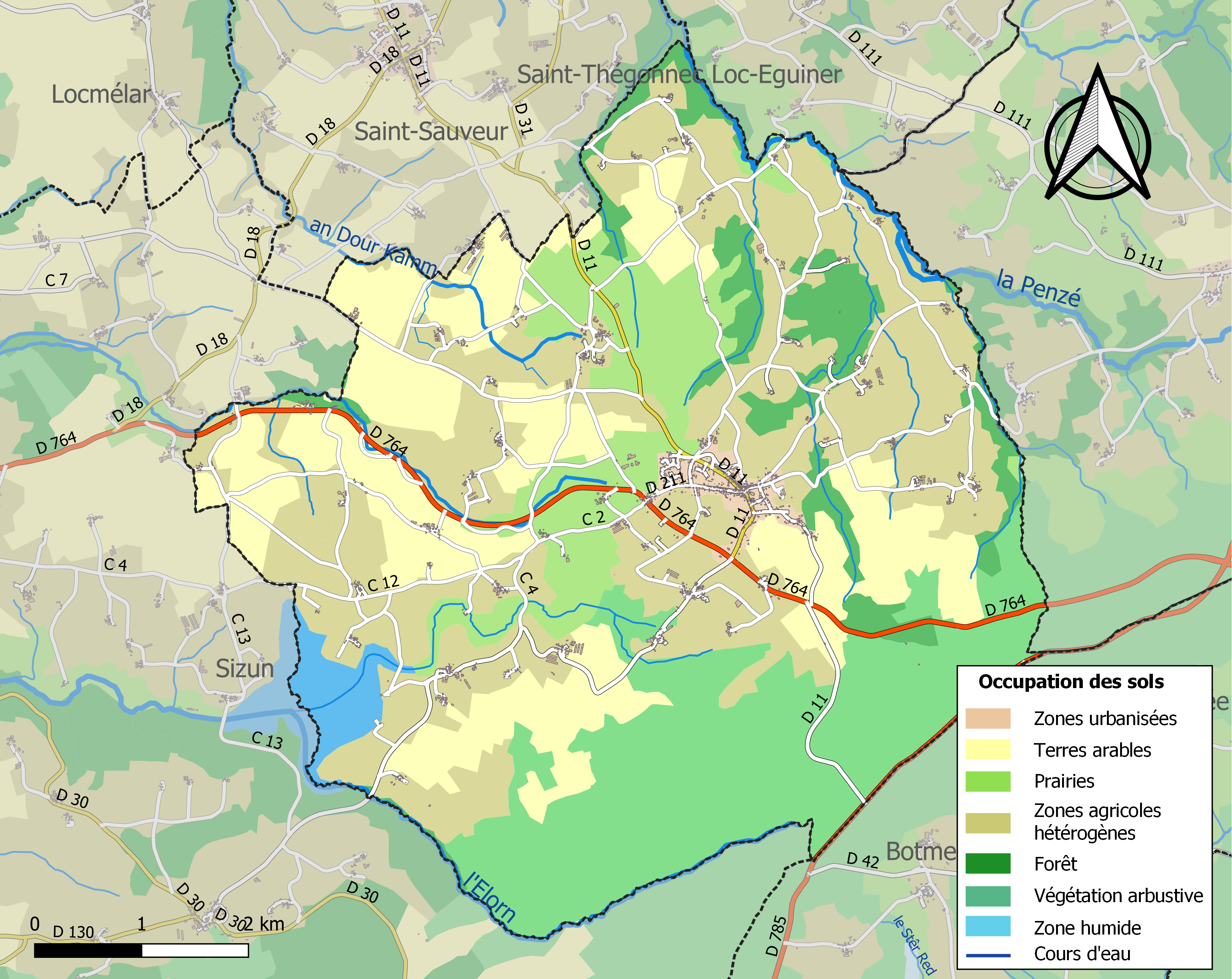
Carte des infrastructures et de l'occupation des sols de la commune en 2018 (CLC).

Le tableau ci-dessous présente l'occupation des sols de la commune en 2018, telle qu'elle ressort de la base de données européenne d'occupation biophysique des sols Corine Land Cover (CLC).
| Type d'occupation                                                                   | Pourcentage | Superficie (en hectares) |
| ----------------------------------------------------------------------------------- | ----------- | ------------------------ |
| Tissu urbain discontinu                                                             | 1,6 %       | 64                       |
| Terres arables hors périmètres d'irrigation                                         | 22,1 %      | 891                      |
| Prairies et autres surfaces toujours en herbe                                       | 10,2 %      | 409                      |
| Systèmes culturaux et parcellaires complexes                                        | 34,3 %      | 1381                     |
| Surfaces essentiellement agricoles interrompues par des espaces naturels importants | 2,5 %       | 99                       |
| Forêts de feuillus                                                                  | 6,5 %       | 262                      |
| Forêts de conifères                                                                 | 0,6 %       | 26                       |
| Landes et broussailles                                                              | 19,7 %      | 792                      |
| Forêt et végétation arbustive en mutation                                           | 0,7 %       | 28                       |
| Plans d'eau                                                                         | 1,8 %       | 74                       |
| Source : Corine Land Cover                                                          |             |                          |

## Toponymie
Le nom de Commana proviendrait des mots bretons cum (vallée) ou komm (auge) et de sainte Anne, en raison selon la tradition locale, d'une auge de pierre contenant une statue de sainte Anne qu'on aurait trouvé à l'emplacement de l'église (mais qui serait[Selon qui ?] en fait une statue de Vénus que les habitants auraient christianisée en sainte Anne). Ce serait l'origine du culte de sainte Anne dans la paroisse. La légende dit que l'église devait être construite à Quillidiec, hameau situé au nord-ouest du bourg actuel, mais les blocs de granite qu'on posait le jour disparaissaient mystérieusement la nuit. Alors, pour satisfaire aux désirs de Dieu, les bâtisseurs chargèrent les pierres sur une charrette qu'ils attelèrent à deux bœufs. On laissa aller l'attelage à son gré : il s'arrêta sur le mamelon le plus élevé ce qui expliquerait le site perché du bourg de Commana.
Mais selon les chanoines Peyron et Abgrall, il est probable que cette explication du nom de Commana fut « imaginée après coup […] lorsqu'on a perdu de vue le sens du vieux mot Coummand, coummanha qui veut dire donner une terre en fief, inféoder », en commande. Cette interprétation a été cautionnée plus récemment par Louis Richard.

## Histoire

### Des origines à la fin du Moyen Âge
De nombreuses traces d'une présence humaine ancienne existent à Commana : allée couverte du Mougau-Bihan étudiée par Jean L'Helgouach (environ 3 000 av. J.-C.) avec ses sculptures et son mobilier funéraire retrouvé (poignards, hache emmanchée), dolmen au Bois de la Roche, plusieurs sites de l'âge du fer à Quillidiec, Kerouat, traces d'un édifice gallo-romain et de fortifications médiévales au Bois de la Roche, etc. Des statuettes d'Isis, déesse égyptienne, auraient même été retrouvées par Yves Le Diberder au pied du Roc'h Trévézel, mais leur identification reste contestée et même douteuse et leur présence éventuelle inexpliquée.

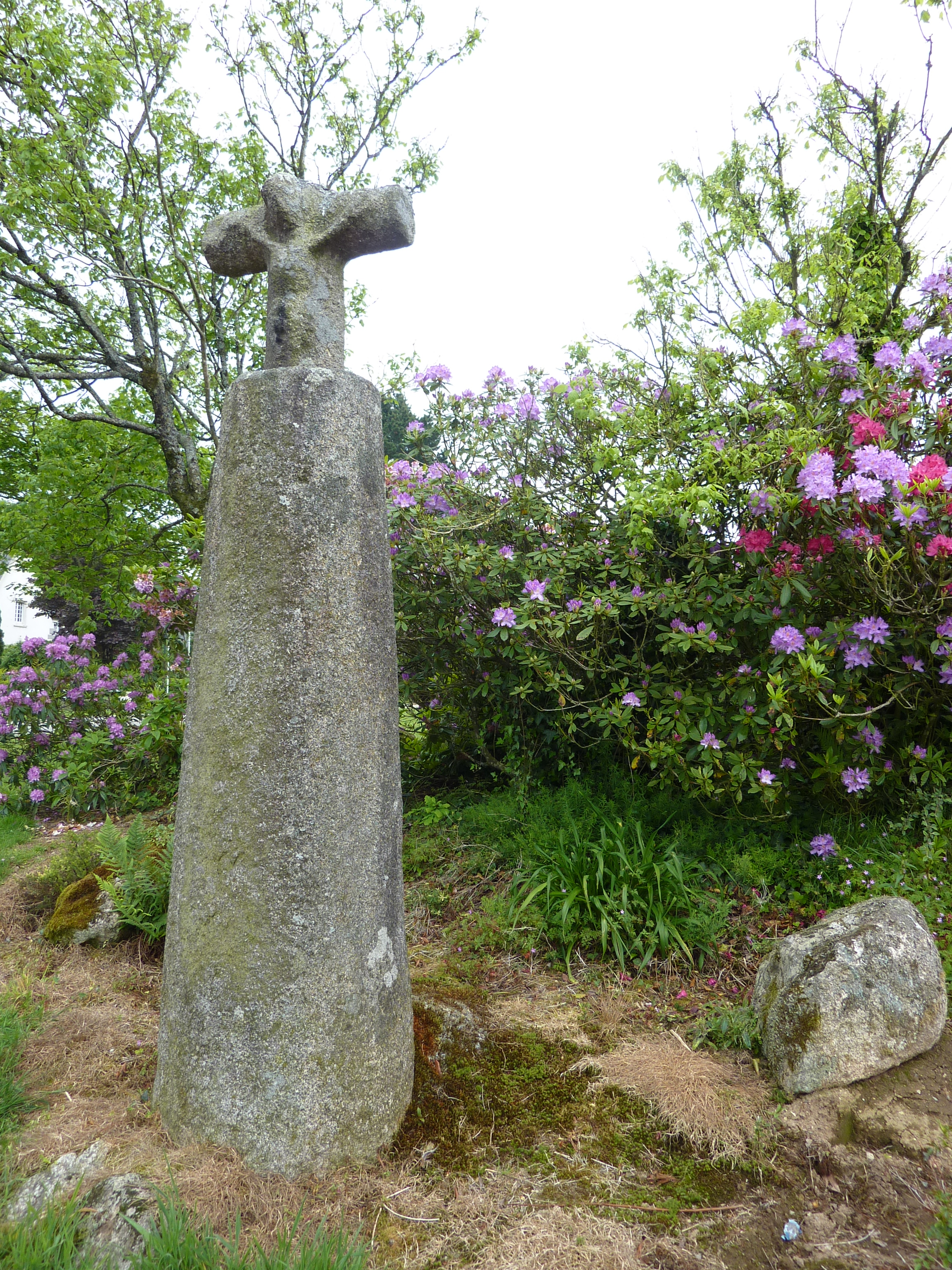
stèle christianisée sur la place du champ de foire.
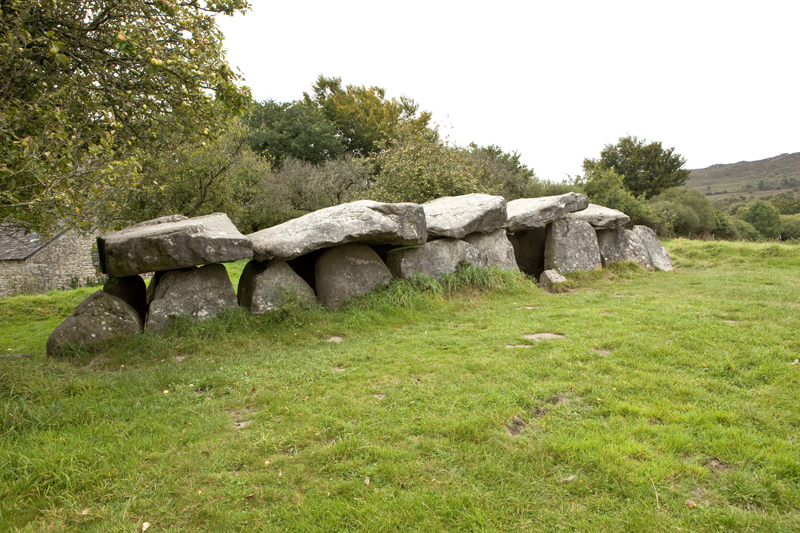
Commana : l'allée couverte de Mougau Bihan.
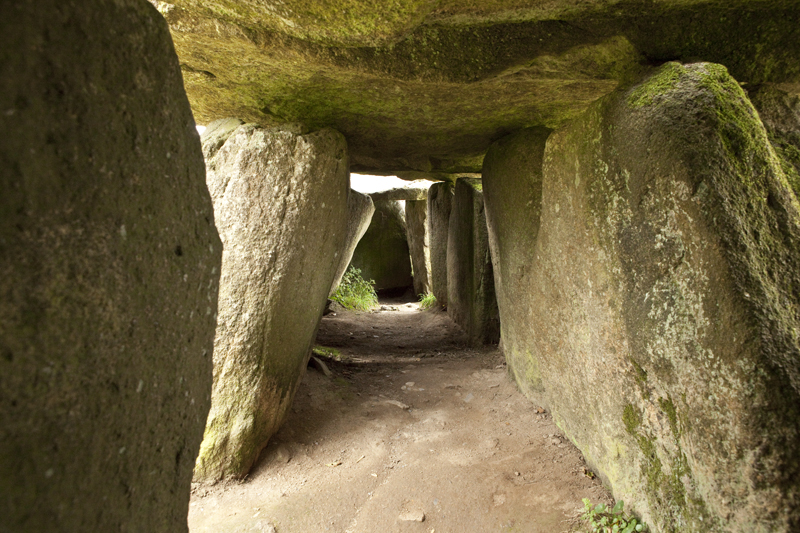
Commana, Mougau Bihan, vue intérieure de l'allée couverte.
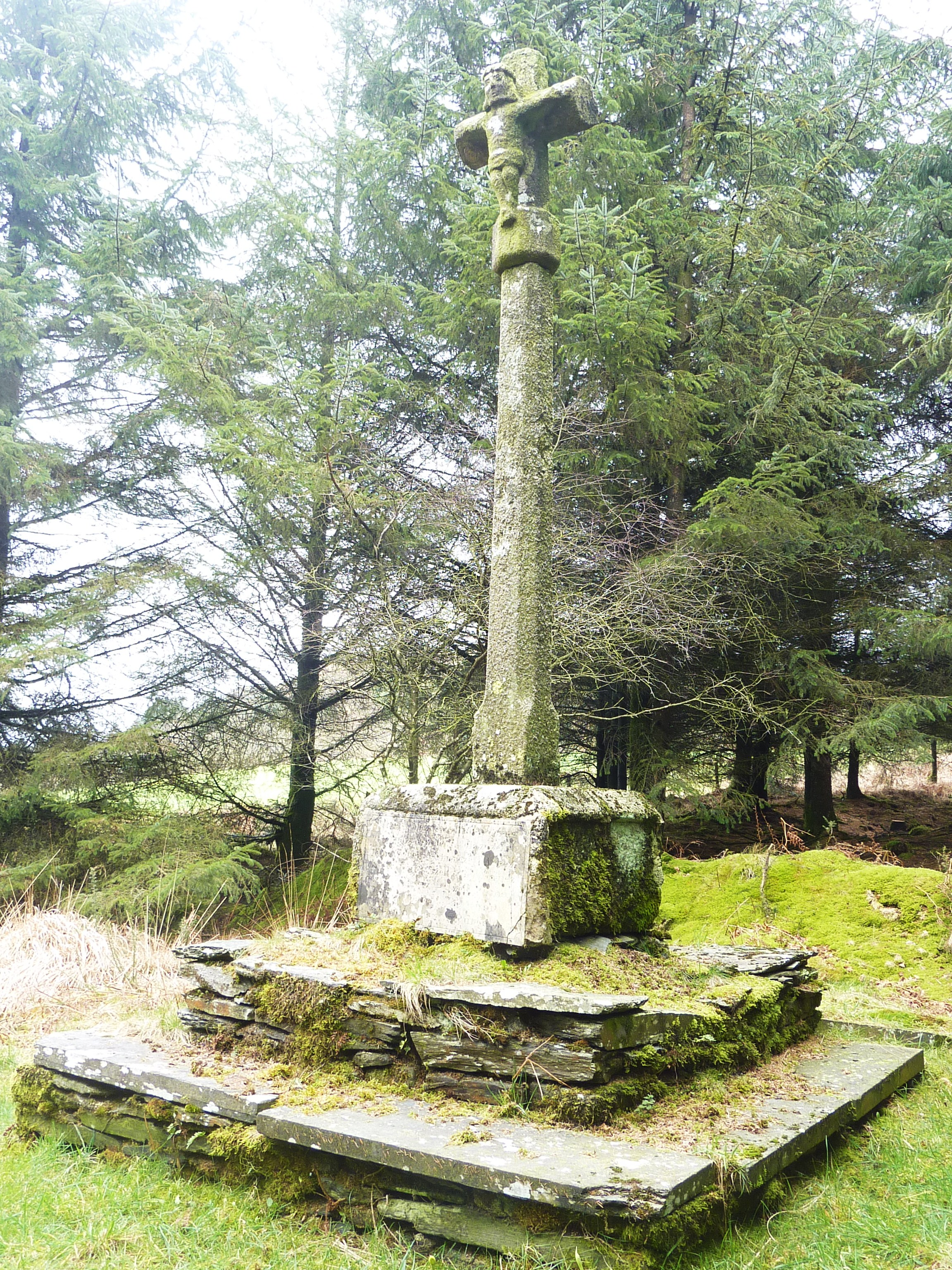
La croix de Croaz Melar (censée commémorer la bataille de 1169).
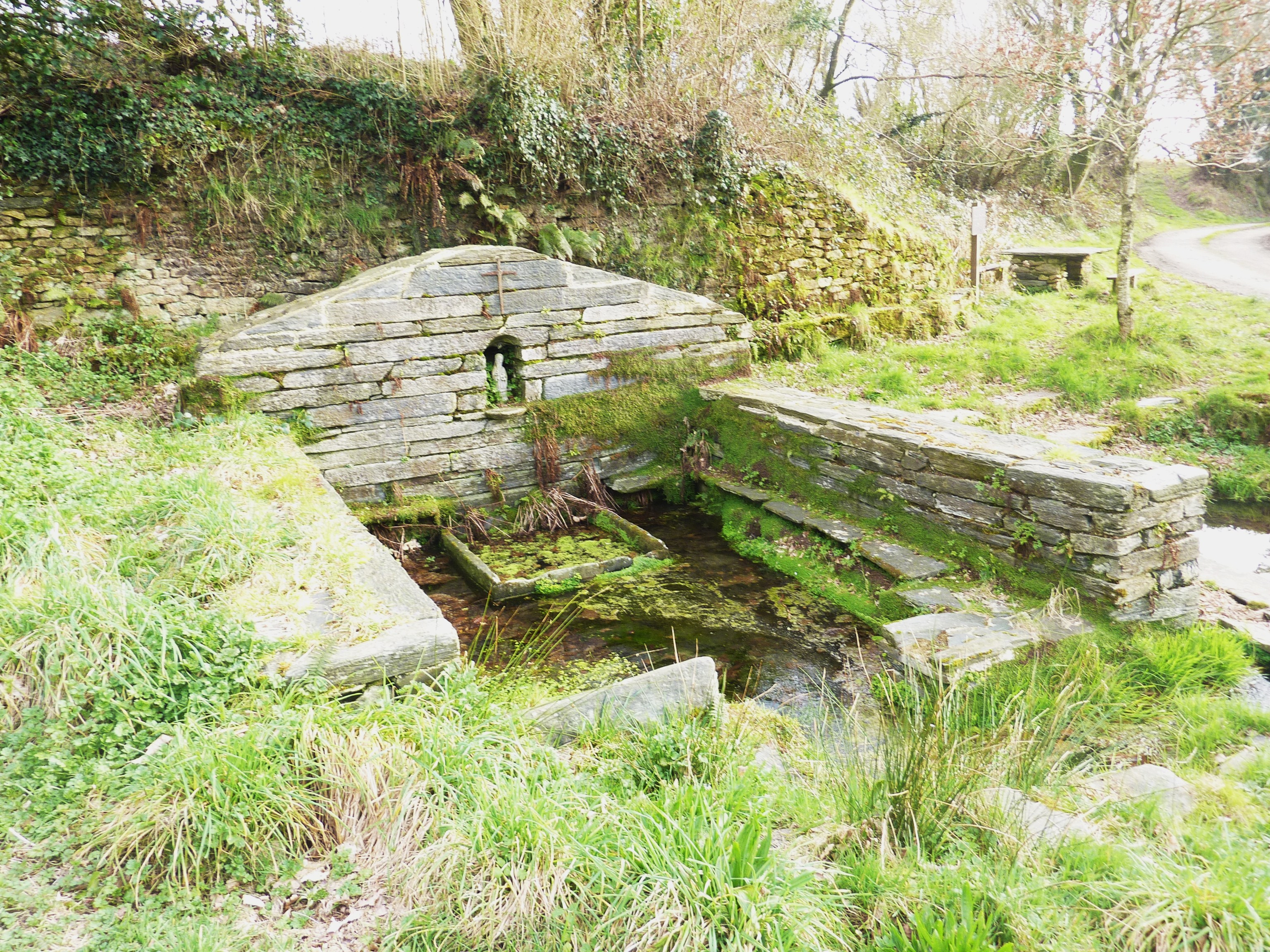
La fontaine Saint-Jean au Mougau (restaurée par l'association « Lichen »).

La paroisse était initialement englobée dans celle beaucoup plus vaste de Sizun, mais la paroisse de Commana est mentionnée dès le XIe siècle dans l'Histoire de Bretagne de Pierre Le Baud. L'auteur raconte qu'en 1169 (ou 1170, ou 1171) le duc de Bretagne Conan IV, allié du roi d'Angleterre Henri II Plantagenêt aurait lourdement battu à Croaz-Melar en Commana le vicomte de Léon : 

« Oudit an aussi [1169 ?], selon Guillaume d'Armoricque, fut expulsé & debouté de son siege Haman Euesque de Leonense, par le Vicomte Guihomar son frere : pour laquelle chose le Duc Conan assembla son exercite, et auec ledit Hamon Euesque entra en la terre de Leon, & fist bataille contre celuy Guihomar & ses fils, lesquels il desconfilst jouxte Commanna, en vn lieu qui est dit Methueot, lequel est interpreté : Ce fut honte. Et de ce rapportent les Annaux, que Conan assembla en Leon auec le Vicomte Guihomar, & qu'apres ce qu'il eut prins & occis multitude de Leonenses Conan obtint victoire : & dient aussi que ce fut en celuy an, & qu'il y eut terrible famine en Bretagne. »

Guiomar IV. Une croix monumentale implantée à cet endroit est censée commémorer ce fait d'armes.
Le blason de Commana est inspiré de ce combat. La paroisse est indiquée alors comme une simple trève de Berrien au XIe siècle (Cummanna in plebe Berriun), puis avec plusieurs variantes orthographiques, en 1160 : Comanna, en 1330 : Comanha, dans un texte de 1450 sous le vocable Komanâ. La paroisse de Commana, soumise alors à l'autorité féodale des seigneurs du Bois de la Roche, était divisée jadis en neuf frairies ou cordelées : Kerangouly, Restamaroff, La Garenne, Le Mougeau, Kermabil, Linguinou, Quillidiec, Perroz et Kergoat.
Une commanderie aurait été créée dès le XIIe siècle au lieu-dit Kaerfornerit (Kerfornédic) par les Hospitaliers de l'Ordre de Saint-Jean de Jérusalem implantés dans la paroisse voisine de La Feuillée. "Dans la paroisse de Commana se trouvait le membre de Saint-Jean de Mougoult. Là s'élevait une chapelle en l'honneur de saint Jean-Baptiste, reconstruite en 1659, renfermant trois autels, entourée d'un cimetière et accompagnée d'une « belle fontaine avec niche pour la statue de saint Jean ». Selon Amédée Guillotin de Corson, "le commandeur avait ses armoiries dans la maîtresse-vitre et en nommait le chapelain, qui était en 1617 dom Jean Gorret (visite de 1617). À côté, les eaux des deux étangs de Mougoult faisaient tourner le moulin de la Commanderie. Les villages de Mongoult, Kerhamon-Moal, Penanroz, Kerdreinbraz, Peintrès, Quillidiec et Kerfornèrit, avec une vingtaine de tenues, relevaient du commandeur ; le dernier de ces villages est signalé en 1160 comme appartenant déjà, aux chevaliers de Saint-Jean de Jérusalem ; il est appelé dans la charte « Kaerfornerit in Commana ». Notons encore les dîmes de Mougoult, qui étaient en 1691 affermées 213 livres (déclaration de 1697). La chapelle Saint-Jean de Mougoult, alors sous le vocable de Saint-Jean-du-Doigt, existait encore pendant la première moitié du XIXe siècle, aussi bien qu'un manoir portant le même nom selon les continuateurs d'Ogée.

### La seigneurie et le manoir du Bois de la Roche (Coat ar Roch)
Les traces d'un important édifice gallo-romain avec hypocauste, système de chauffage souterrain, ont été mises au jour dans la seconde moitié du XIXe siècle près du manoir, attestant donc d'une occupation très ancienne des lieux.
Le lieu noble de Coat ar Roch est attesté dès 1481 ; les seigneurs les Kermellec, puis les Cornouaille et les Bouvans, du début du XVIIe siècle à la fin du XVIIIe siècle, enfin les Laurens de la Barre) détenaient les droits de basse justice, moyenne justice et haute justice. Les seigneurs du Bois de la Roche avaient le privilège de porter la chaise de l'évêque du Léon lors de son entrée dans sa ville épiscopale de Saint-Pol. Au XVIIe siècle, cette paroisse est une baronnie, qui ressortit au siège royal de Lesneven, possédée alors par les seigneurs du Bois de la Roche, dénommé aussi alors château de Bouvans, du nom de la famille qui en est alors propriétaire. Le retable de Sainte-Anne, dans l'église paroissiale, est orné d'un écusson aux armes de Gabriel de Bouvans, seigneur du Bois de La Roche, « fondateur et seul prééminencier de ladite église ». Dans leur manoir, les seigneurs étaient à la tête d'un important domaine seigneurial, possédaient leur chapelle disparue dans le cours du XIXe siècle et un colombier lui aussi disparu, etc. Le manoir subsiste, ainsi qu'un vivier et un étang.

« Le Bois de la Roche, en Commana, qui embrassait dans son fief la plus grande partie de cette paroisse, relevait anciennement de Penhoët ; au XVIIe siècle, le seigneur du Bois de la Roche acquit la portion de Penhoët s'étendant en Commana ainsi que tous les autres fiefs de cette paroisse qui ne lui appartenaient pas encore, et ainsi il réunit la paroisse entière, qu'il appela "seigneurie de Commana" et dont il porta l'hommage directement au Roi. Remarquons qu'à une époque relativement moderne, le manoir du Bois de la Roche en Commana fut appelé château de Bouvans, du nom de ses derniers possesseurs. »

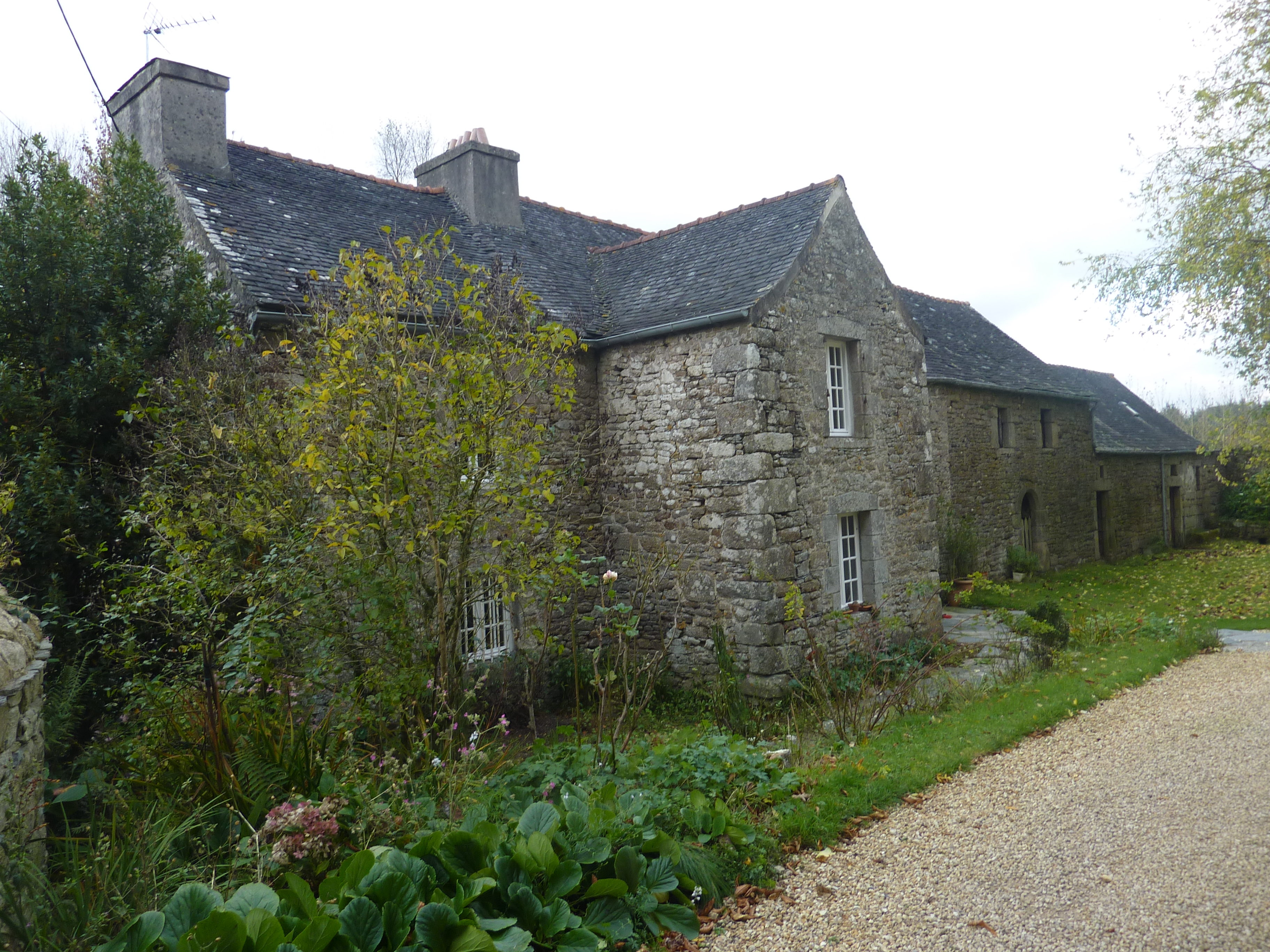
Le manoir du Bois de la Roche 1 (état en 2011).
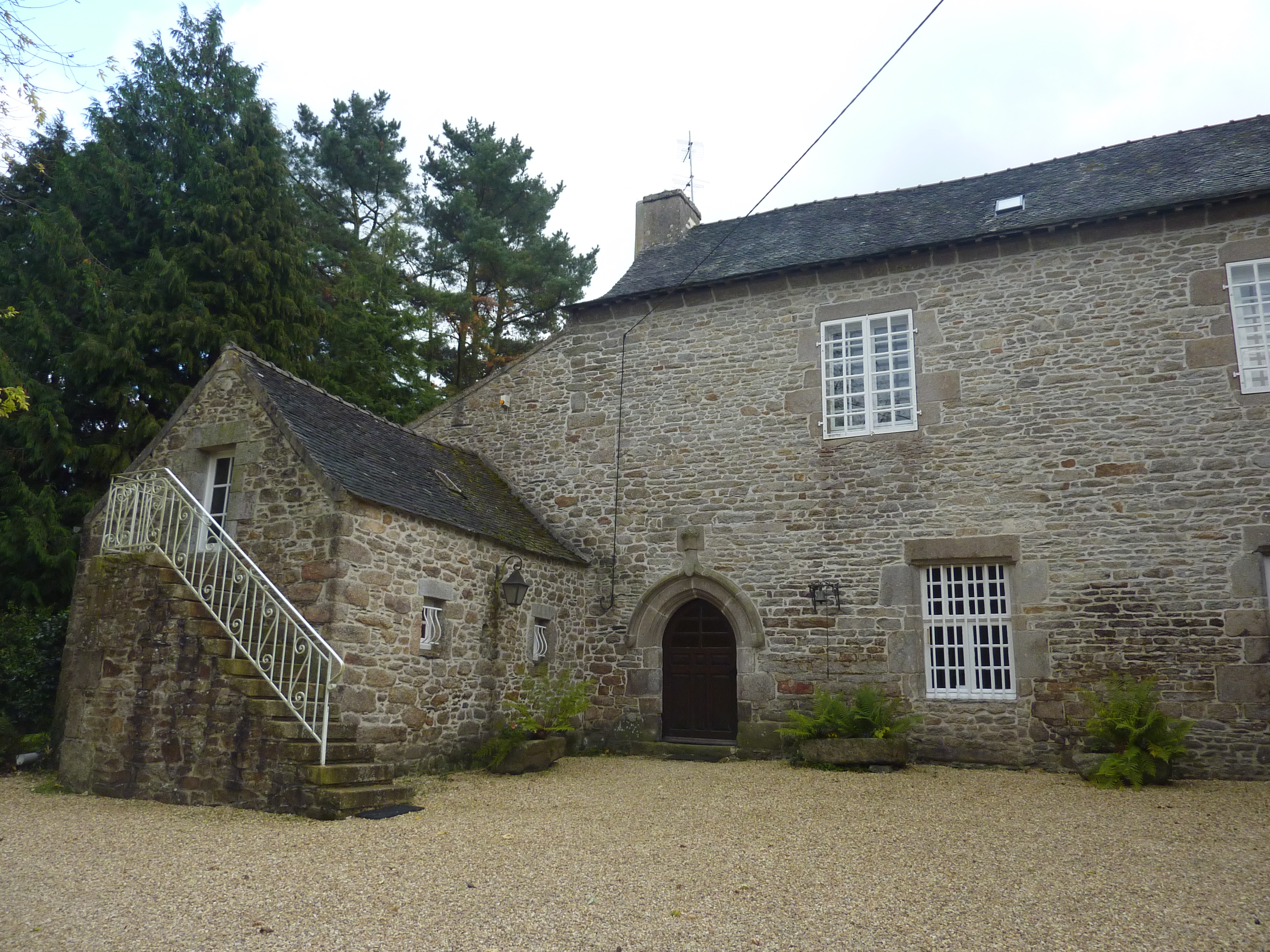
Le manoir du Bois de la Roche 2.
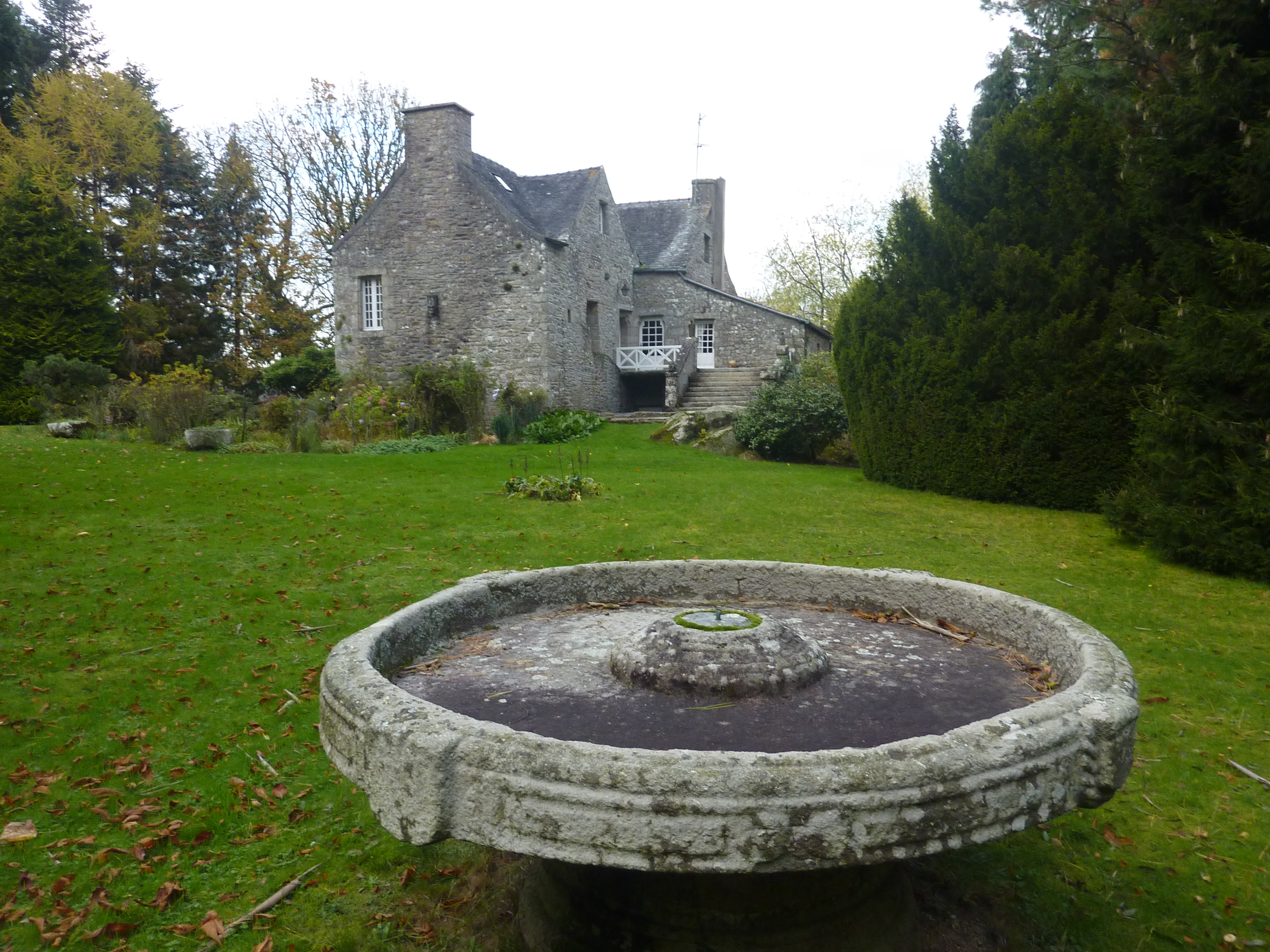
Le manoir du Bois de la Roche et sa vasque.
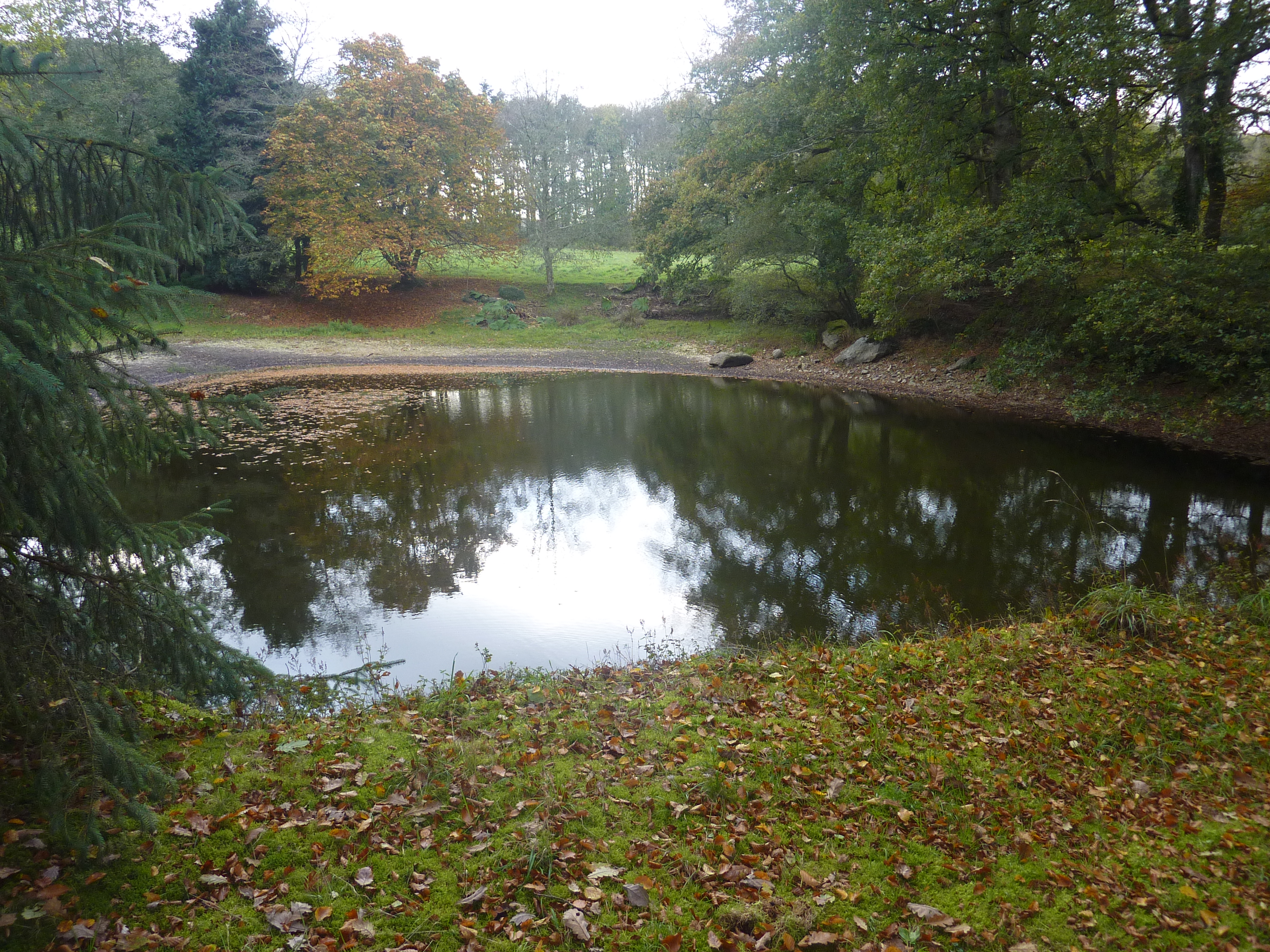
L'étang du manoir du Bois de la Roche.
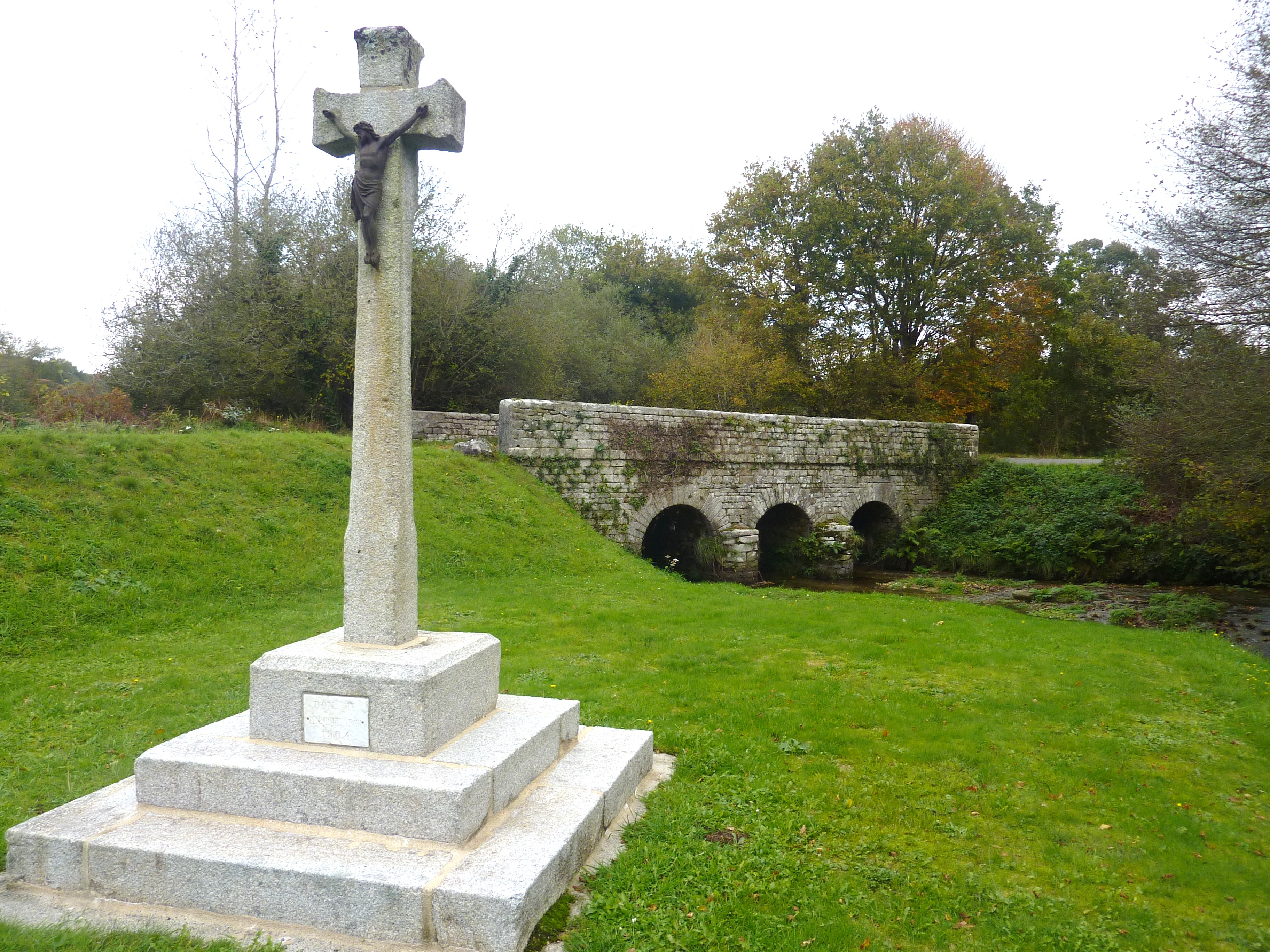
Le calvaire du Bois de la Roche près du pont sur la Penzé.

La fontaine du Bois de la Roche subsiste près du site de l'ancienne chapelle Saint-Roc'h qui existait encore au début du XIXe siècle puisque le 12 nivôse an XII (5 janvier 1804) M. Laurent, alors propriétaire du château du Bois de la Roche, demande à l'évêque de Quimper la permission d'y faire dire la messe. « Cette chapelle, par sa position, sa grandeur et le bon état de réparation où elle est, présente un local très avantageux aux habitants des environs » écrit-il. En 1906, la fontaine était encore fréquentée et l'on continuait « à y plonger les enfants malades, pour obtenir leur guérison par la protection du saint (saint Roch) qui est si invoqué dans les épidémies ».
Au XVIIe siècle, la châtellenie de Daoudour est subdivisée en deux juridictions : celle de "Daoudour-Landivisiau", dite aussi "Daoudour-Coëtmeur", qui avait son siège à Landivisiau et comprenait Plouvorn et ses trèves de Mespaul et Sainte-Catherine, Plougourvest et sa trève de Landivisiau, Guiclan, Saint-Thégonnec, Guimiliau, Lampaul-Bodénès, Pleyber-Christ, Commana et sa trève de Saint-Sauveur, Plounéour-Ménez et pour partie Plouénan ; et celle de "Daoudour-Penzé", qui avait son siège à Penzé et comprenait Taulé et ses trèves de Callot, Carantec, Henvic et Penzé, Locquénolé, Saint-Martin-des-Champs et sa trève de Sainte-Sève.
Le seigneur de Commana avait ses patibulaires dans le bourg et sa justice à quatre piliers dans la Montagne d'arrée, sur un rocher.

### XVIIe–XVIIIesiècles: la vie rurale traditionnelle

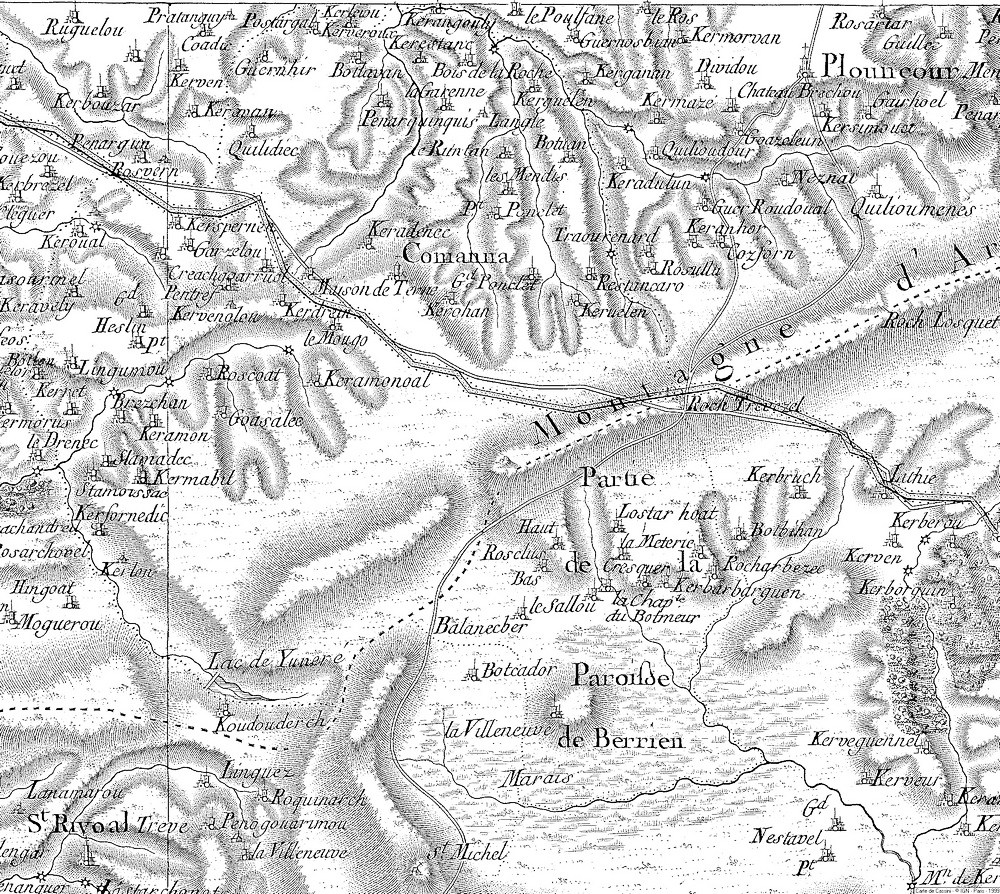
Carte de Cassini (XVIIIe siècle) de la région de Commana.

En 1645, une contestation éclate entre le seigneur de Poulpry et des paroissiens de Commana, qui font remarquer au seigneur que la vitre de la chapelle du Sauveur leur appartient car « d'ancienneté les contremarques des dits paroissiens estoit dans la vitre au-dessus de l'autel du Saint-Sauveur, y ayant les faulx, des cognées, charrettes et autres ustensiles de labourage ». Cette controverse prouve une certaine aisance de la part des paysans paroissiens qui imitent les nobles pour marquer leurs droits de fondateur sur telle ou telle partie de l'église. Cette piété ostensible n'empêche pas parfois des mouvements d'humeur à l'encontre du clergé : en juillet 1675, Yves Croguennec, recteur de Commana, est outragé par certains de ses paroissiens « d'une infinité de coups ». Il est vrai que la région est alors en pleine révolte des Bonnets rouges.
La confrérie du Saint-Sacrement de Commana en 1671 a fait l'objet d'un article détaillé de Claude-Youenn Roussel.
En 1777, le recteur de Commana écrit, à propos des bannières portées lors des pardons que dès qu'elles « sont hors de l'église (...) on se les arrache » et on se plaît à « les porter rasant la terre (...) », parfois certains « les laissent tomber, ce qui occasionne des huées » ; en effet, les processions étaient pour les jeunes gens l'occasion de « faire montre de leurs forces ».
Commana se trouve sur un axe ancien de communication. Jean-Baptiste Ogée vers 1780 écrit : « Il paraît certain que la voie romaine de Carhaix à Plouguerneau se dirige par les environs du Huelgoat par Comanna, Gul-Milliau [Guimiliau], Lan-Paul [Lampaul-Guimiliau]. […]. Monsieur de Kerdanet (...) assure que cette voie est encore fréquentée comme le chemin le plus court de Lesneven à Carhaix, qu'on y trouve des colonnes milliaires ».
La paroisse de Commana faisait partie de l'archidiaconé de Léon relevant de l'évêché de Léon et était sous le vocable de Saint-Derrien. Elle avait comme trève Saint-Sauveur, devenue commune indépendante en 1790.
Jean-Baptiste Ogée vers 1780 décrit ainsi Commana : « Commana fait partie de la montagne d'Arès. Le sol est pierreux et peu profond. Il y a beaucoup de terrains communaux qui se partagent avec les villages avoisinants. La mendicité est fréquente. il en est de même des maladies psoriques ».
Fin XVIIIe siècle les activités agricoles étaient surtout tournées vers l'élevage : « La principale industrie est l'élève des chevaux. Ils sont estimés et se vendent dans les foires environnantes, sous le nom de bidets de la montagne [race bidet breton en fait]. On fait aussi des élèves de bestiaux, notamment des moutons ».

### La Révolution française et leXIXesiècle
Les deux députés représentant la paroisse de Commana lors de la rédaction du cahier de doléances de la sénéchaussée de Lesneven le 1er avril 1789 étaient François Proust et Jean Elleouet.
Mais la pauvreté restait grande. Le curé de Commana écrit, dans une enquête sur la mendicité dans le Léon, effectuée par l'évêque de Léon, Jean-François de La Marche, en 1774 : « Il y a, dans la paroisse de Commana et trève, 20 familles de gens aisés et autant de familles de mendians, mais il faut observer que, dans chaque famille ou maison aisée, il n'y a qu'un aisé à compter qui est le chef ou le maître, qui est le seul qui représente et qui donne, au lieu que, dans chaque famille de mendians, il y a plusieurs à compter : le père, la mère et jusqu'à cinq à six enfans. Mais à ne compter que trois par chaque famille de mendians, cela ferait 300 mendians. Les familles riches ne fournissant que 120 aisés, il en résulte que le nombre des mendians est triple du nombre des aisés ». Le curé estime la population de la paroisse à 2 500 habitants à cette date. Il se plaint aussi que « n'y ayant pas dans mon bourg une bonne auberge pour recevoir, […] m'étant impossible de refuser l'hospitalité à d'honnêtes voyageurs », cela lui entraîne des frais.
Le curé de Commana attribue plusieurs causes à cette importante mendicité l'essor de l'activité toilière : « Tous adonnés au commerce de toiles blanches, ils négligent les terres, les labourent mal et à la hâte. D'autres […] les abandonnent pour dévider, ourdir et faire de la toile ». Il accuse aussi l'abondance des foires et marchés à Commana : « L'on y va en foule pour mendier ou pour voler, ou enfin pour avoir l'occasion de boire et dépenser ». Les terres pourtant ne manquent pas pour y faire paître son cheptel : « Un tiers du terrain de la paroisse est sans clôture, vague et abandonné au public », mais « le pays est infesté de loups ». Le grand nombre des infirmes un dixième de la population selon lui), le manque de volonté de travailler mais aussi le manque de travail, le trop grand nombre de jours de fêtes sont les autres causes évoquées.
Selon des statistiques agricoles publiées en 1849 et concernant selon les productions des années comprises entre 1836 et 1846, la totalité de la population communale en 1836, soit 2 691 personnes, est considérée comme agricole. La répartition de l'occupation des terres est alors la suivante pour une superficie totale de 3 997 hectares : 1 635 ha de terres arables (41 % de la superficie totale), 1 625 ha de landes et bruyères, 131 ha de bois, taillis et plantations, 390 ha de prairies naturelles ; la commune possédait alors 12 moulins en activité. Les paysans de Commana cultivaient à l'époque 327 ha d'avoine, 163 ha de froment, 163 ha d'orge, 108 ha de seigle, 196 ha de sarrasin, 16 ha de lin, 14 ha de chanvre, 33 ha de navets, betteraves, carottes et choux (dont 26 ha de navets et 7 ha de choux), 82 ha de trèfle, 82 ha de pommes de terre, 1 517 ha d'ajoncs d'Europe, 490 ha restant en jachère, et élevaient 237 chevaux (219 mâles, 4 juments, 4 poulains), 950 bovins (dont 450 vaches), 350 porcs, 921 ovins (58 béliers, 218 moutons, 365 brebis, 280 agneaux), 21 caprins (6 boucs et 15 chèvres), 500 poules et 350 coqs, 30 canards, et possédaient 350 ruches à miel.
Alain Lizzin, né le 16 avril 1829 à Commana, soldat au 30e de ligne, participa pendant le Second Empire à la bataille de Solférino au cours de laquelle il fut blessé à la région lombaire par un projectile.
Le pourcentage de conscrits illettrés à Commana entre 1858 et 1867 est de 66 %.

### L'industrie de la toile
Depuis le XVIe siècle au moins, l'activité toilière liée au lin et au chanvre, probablement grâce à l'impulsion suscitée par les moines de l'abbaye du Relec située dans la paroisse voisine de Plounéour-Ménez, s'est développée à Commana, permettant entre autres l'ascension sociale des juloded et le financement de la construction de l'enclos paroissial.
Le lin est essentiellement cultivé dans les paroisses côtières, très peu sur le plateau léonard et pas du tout dans les paroisses de l'Arrée. Cependant, l'abondance des eaux de surface dans cette région permet le rouissage et le blanchissage des fils de lin. Le tissage est facilité par l'humidité ambiante qui évite au fil tendu sur le métier de casser. En 1799, la présence de paysans-marchands de toiles (les juloded) est attestée dans 17 hameaux de Commana. Un habitat cossu se développe alors, les familles commanditaires, souvent apparentées entre elles, appartenaient aux classes rurales dirigeantes, exploitants de domaines ruraux ou, parfois, marchands de toiles. Le nom de certaines familles est connu : Cam à Runtan, Yves René Fagot à Kerouat, Prouf et Le Maguet à Restancaroff, Baron, Picart et Martin à Ponclet Izella, Martin et Prouf à Pengoaziou, Pouliquen et Iolus à Pentreff par exemple. Une vingtaine de maisons de cette époque subsistent par exemple dans les hameaux de Brézéhant, Mougau, Kervéroux, Ponclet Izella, Quillidiec, Restancaroff.
À la fin du XVIIIe siècle, une véritable industrie de la toile se crée à Commana : « Une fabrique de toile a été récemment établie au bourg de Commana, et cet établissement, qui prend chaque jour plus d'importance, occupe déjà plus de deux cents familles ». Mais les guerres de la Révolution française et de l'Empire ruinèrent cette industrie naissante, qui subsista toutefois jusqu'à la fin du XIXe siècle.
De nombreuses anciennes maisons de tisserands, reconnaissables à leur architecture bien particulière, sont encore visibles dans la campagne de Commana. 59 kanndi ont été recensés sur le territoire communal par l'association Lichen dont trois dans le village de Resloas où des traces de débitage d'une cuve de buanderie restée inachevée sont encore visibles. Un kanndi (buanderie) est conservé à Créac'h Goarniel et un autre à Rozonoual.

### Les transports, les foires et marchés

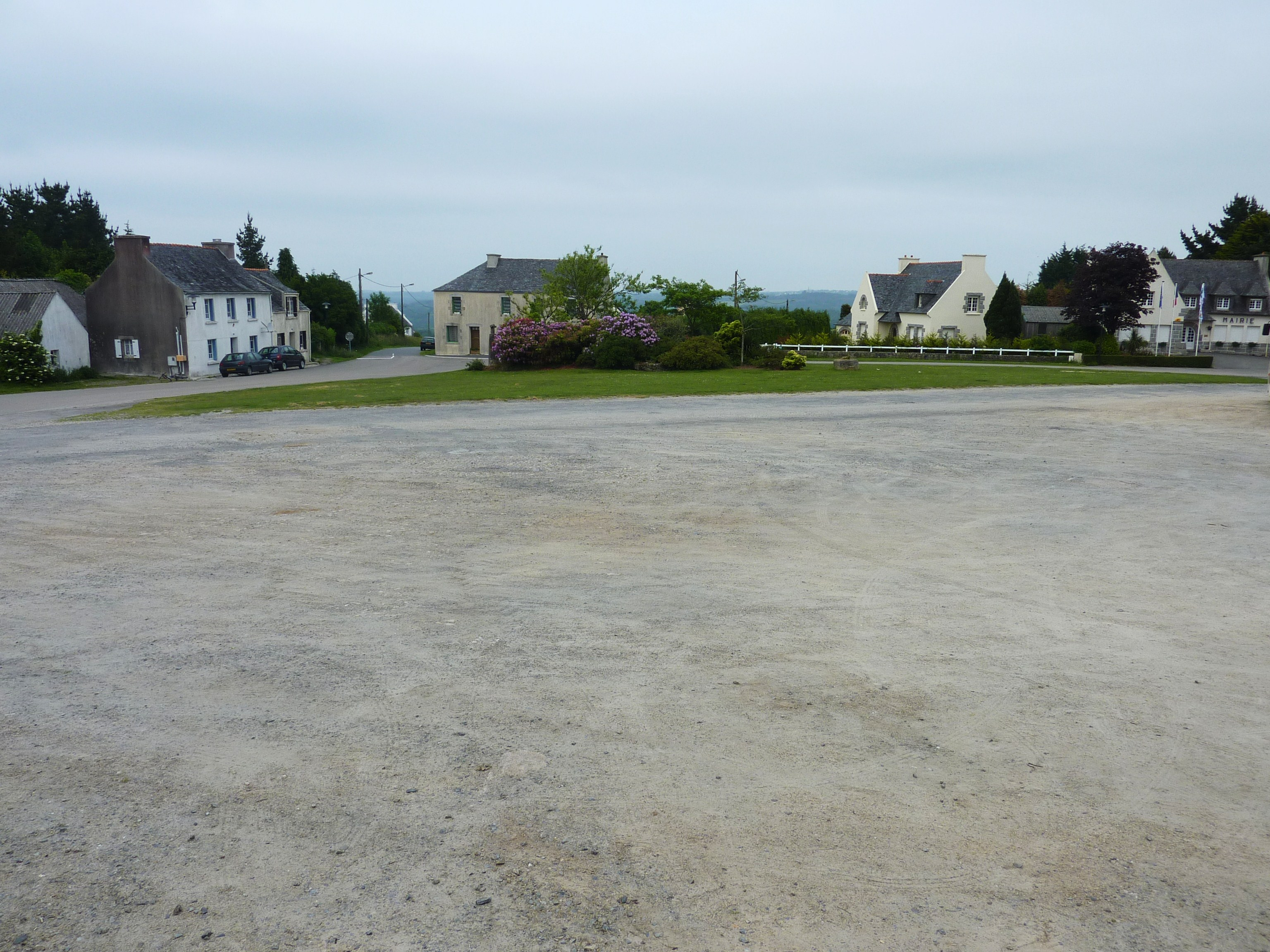
La place du Champ-de-Foire.

La situation de Commana sur l'axe Carhaix-Landerneau a longtemps profité à la localité placée sur le tracé de la voie romaine Vorgium (Carhaix) - Gesocribate (Brest), puis de la route royale devenue route nationale 164 qui reliait Ancenis à Landerneau, puis Brest, dont le tracé traditionnel passait par Huelgoat, La Feuillée, Commana, Sizun et Landerneau. C'est en 1973 que cet axe fut déclassé au profit de l'axe allant de Carhaix à Châteaulin, désormais voie expresse. Cette situation sur une route royale n'avait pas que des avantages : Commana dut loger des troupes à maintes reprises : deux fois en 1779 (un détachement du régiment du Roi-dragon), une fois en 1780, une autre fois en 1781, etc.
Foires et marchés ont longtemps fait la réputation de Commana. Ils remontent au moins au XVIIIe siècle, puisque l'abbé Podeur, recteur de Commana entre 1743 et 1789 les évoque. Un autre témoignage datant de 1780 précise que les foires étaient nombreuses à Commana à cette époque : « Il y a foire le dernier mardi de chaque mois, le 30 novembre, le 27 décembre ; le lendemain quand ce jour tombe un dimanche ». On exporte « beurres, graisses et suifs ». Les marchés ont apparemment disparu depuis longtemps, mais les foires ont survécu jusqu'en 1968 les derniers mardis de chaque mois, la plus importante étant la foire Saint-Michel, fin septembre. Commana compte pendant la deuxième moitié du XIXe siècle et les premières décennies du XXe siècle parmi les trois plus importantes foires de la région, avec celles de Landivisiau et de La Martyre : « Les acheteurs, tous vêtus d'une blouse noire, un pen-baz [bâton] à la main et les boutou-coat [sabots] aux pieds, se promènent parmi les animaux, s'arrêtent, tâtent l'animal, l'examinent de la tête aux pieds ». C'était surtout des foires aux chevaux (de 200 à un millier parfois ; 500 en moyenne) car Commana fut longtemps un centre très prospère d'élevage des chevaux. Ces foires et marchés étaient une aubaine pour le commerce local. Dans l'enquête sur la mendicité dans le Léon ordonnée en 1774 par Jean-François de la Marche, le recteur de Commana réclame une diminution du nombre de foires et marchés, où l'on va « pour avoir l'occasion de boire et dépenser ». La dernière foire fut organisée en 1968, les chevaux se faisant de plus en plus rares dans les exploitations agricoles de la région.

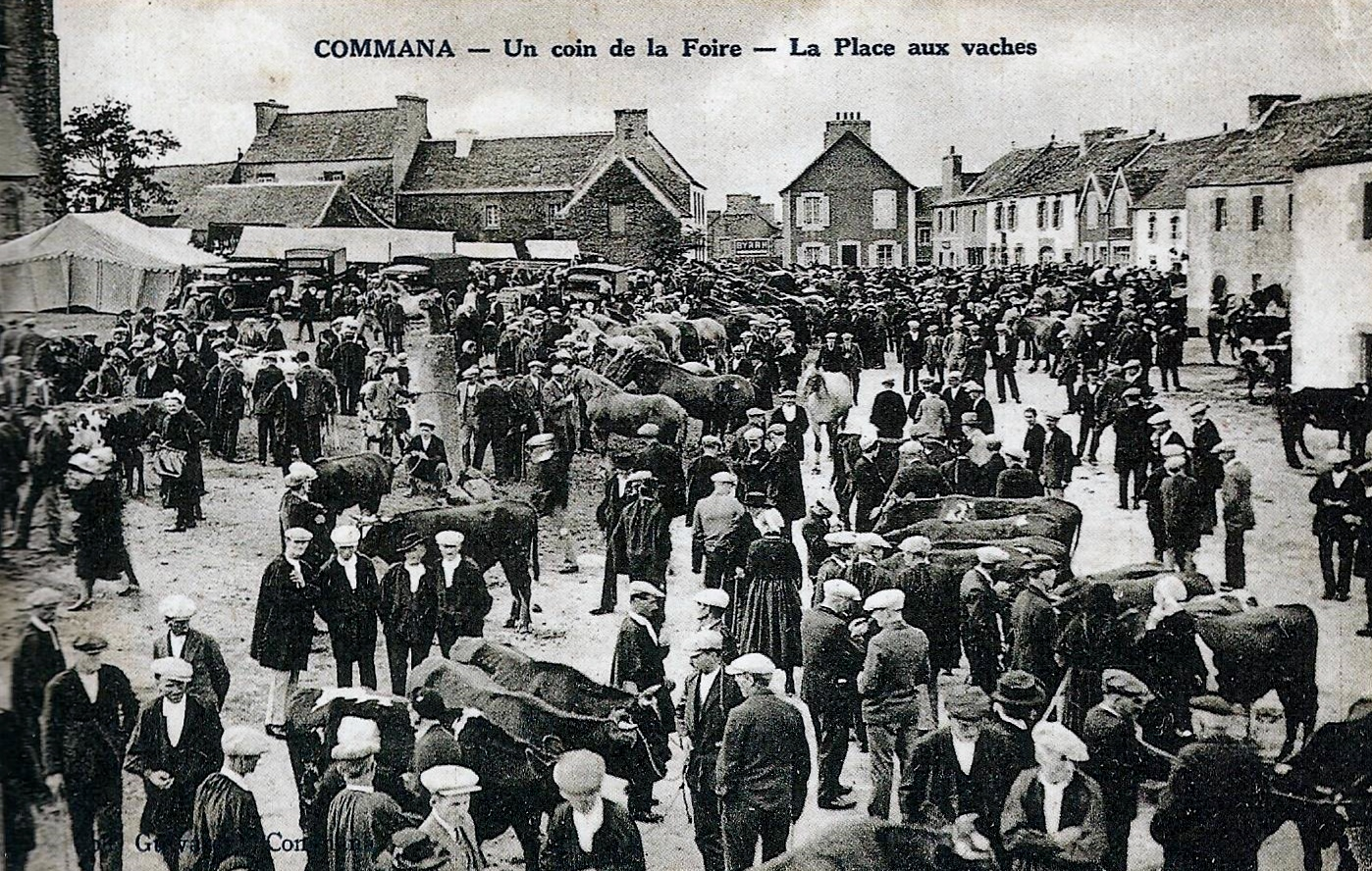
Commana : le marché aux vaches vers 1908 (carte postale Guivarch).
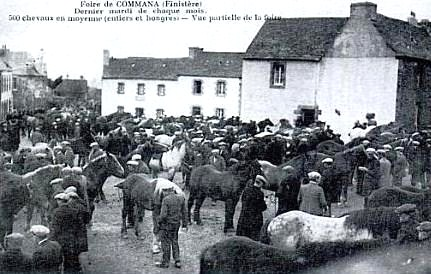
Commana : la foire aux chevaux vers 1910.
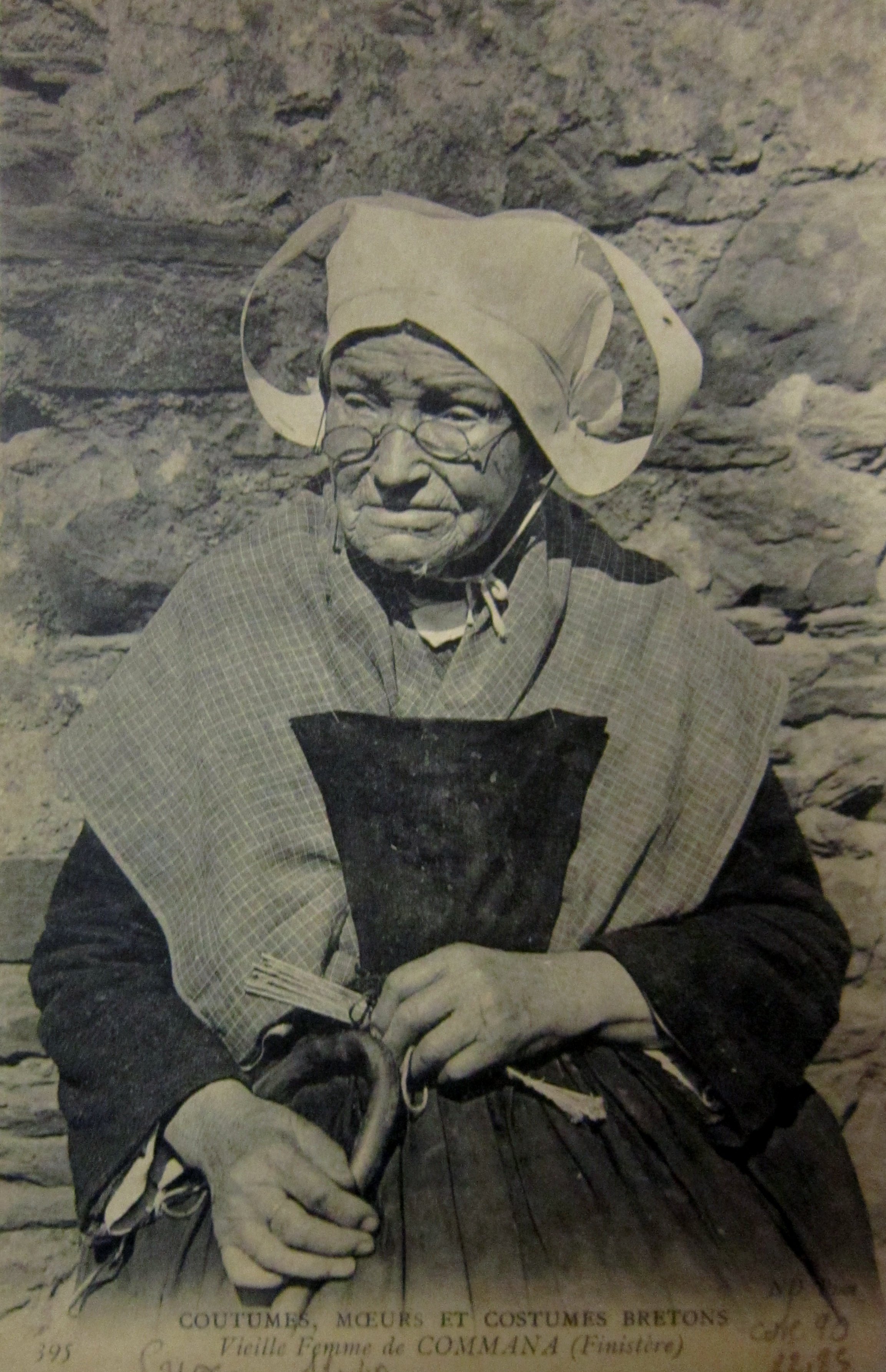
Vieille femme de Commana vers 1910 (carte postale ND Photo).
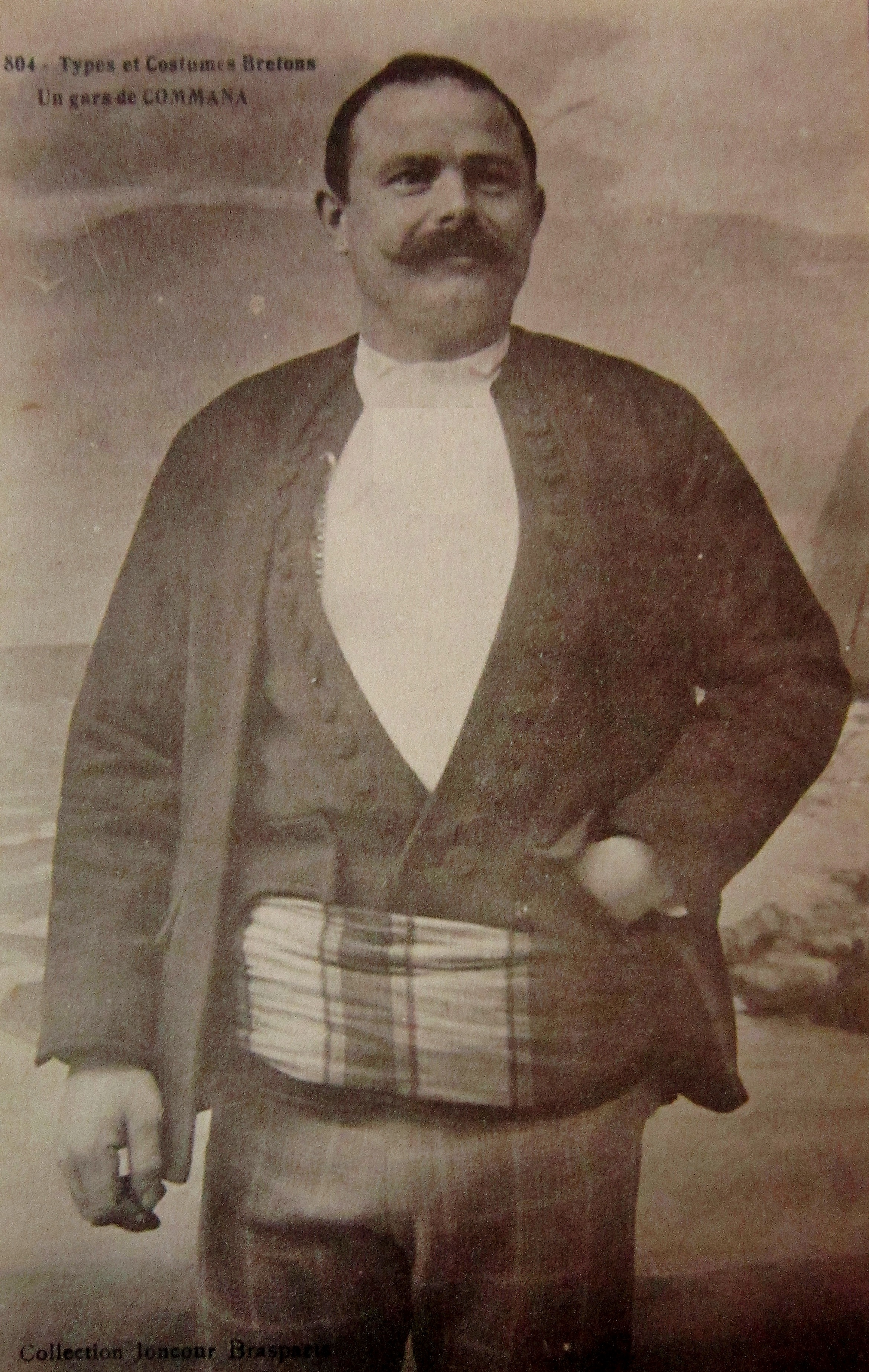
Homme de Commana vers 1920 (carte postale François Joncour).

Pendant les premières décennies du XXe siècle, le succès de ces foires a été facilité par le « train-patate », exploité par les Chemins de fer armoricains, mis en service en 1912, surnommé ainsi à cause de son allure réduite et de sa démarche poussive (30 km/h de moyenne sur un parcours de 138 km) qui le menait de Plouescat à Rosporden, à travers les monts d'Arrée via le Roc'h Trédudon, mais la ligne fut supprimée en 1934. La gare était située près de Ty-Douar.
Sous le nom de « foire à l'ancienne », la foire Saint-Michel renaît depuis 1989, mais n'a pas retrouvé son lustre d'antan. Son animation hétéroclite, avec la participation de commerçants non sédentaires et des déballages divers d'artisans, d'artistes, de produits régionaux connaît le succès : 9 000 visiteurs pour l'édition 2009, 7 à 8 000 pour l'édition 2010.

### Les ardoisières et les carrières de granite

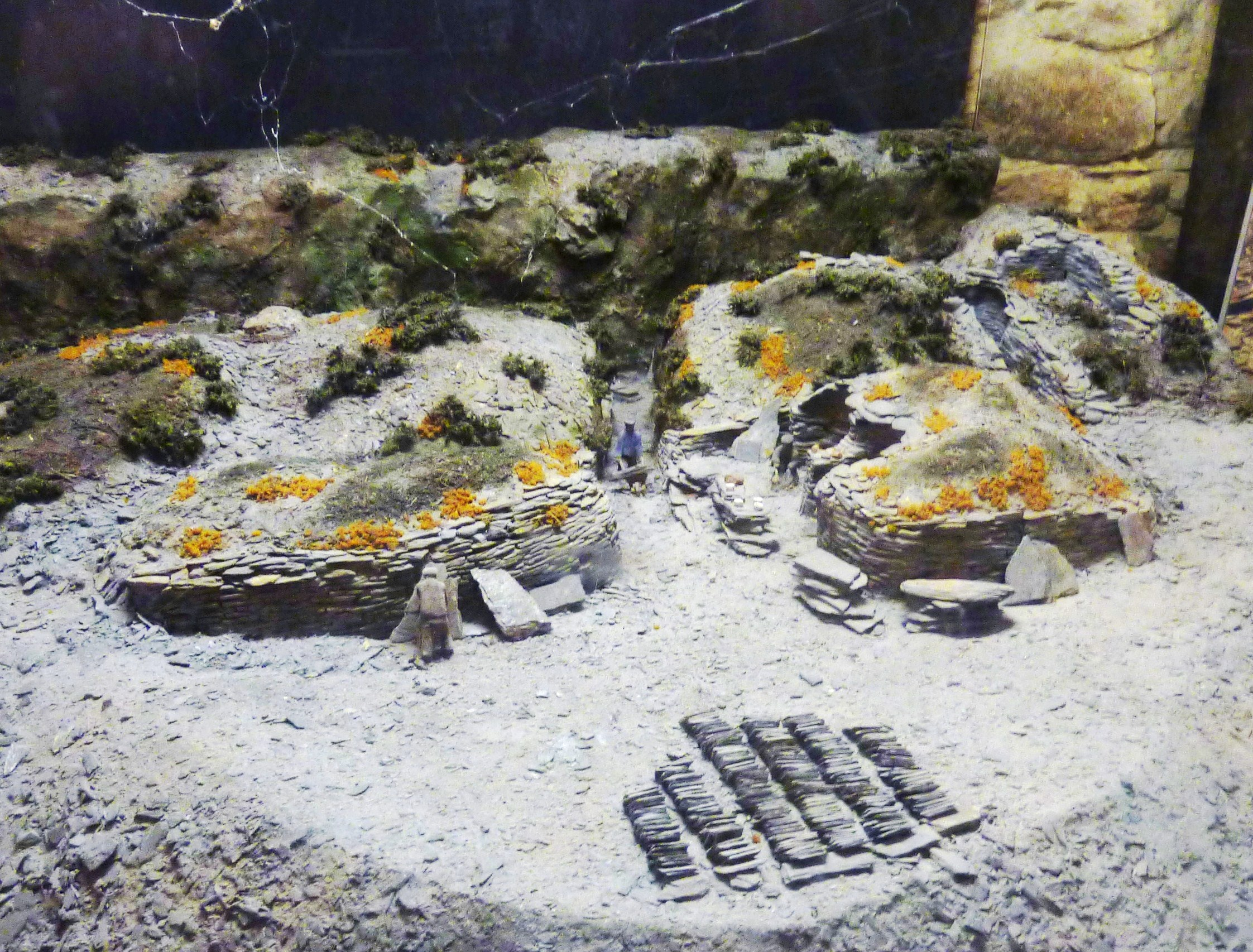
Moulins de Kerouat : ardoisière de Commana reconstituée en modèle réduit.

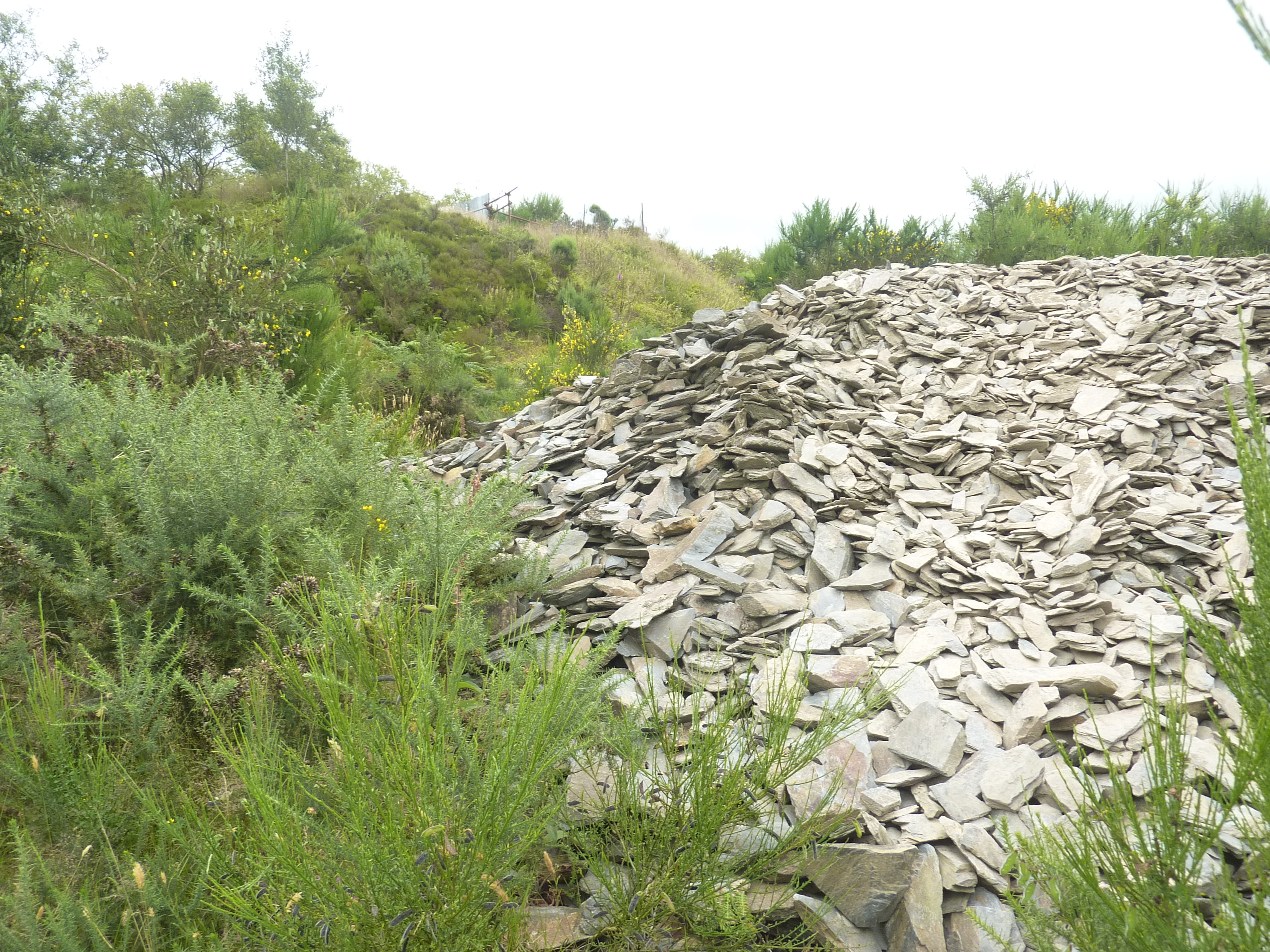
Terril d'une ancienne carrière d'ardoise en amont de la tourbière du Mougau (versant nord des Monts d'Arrée).

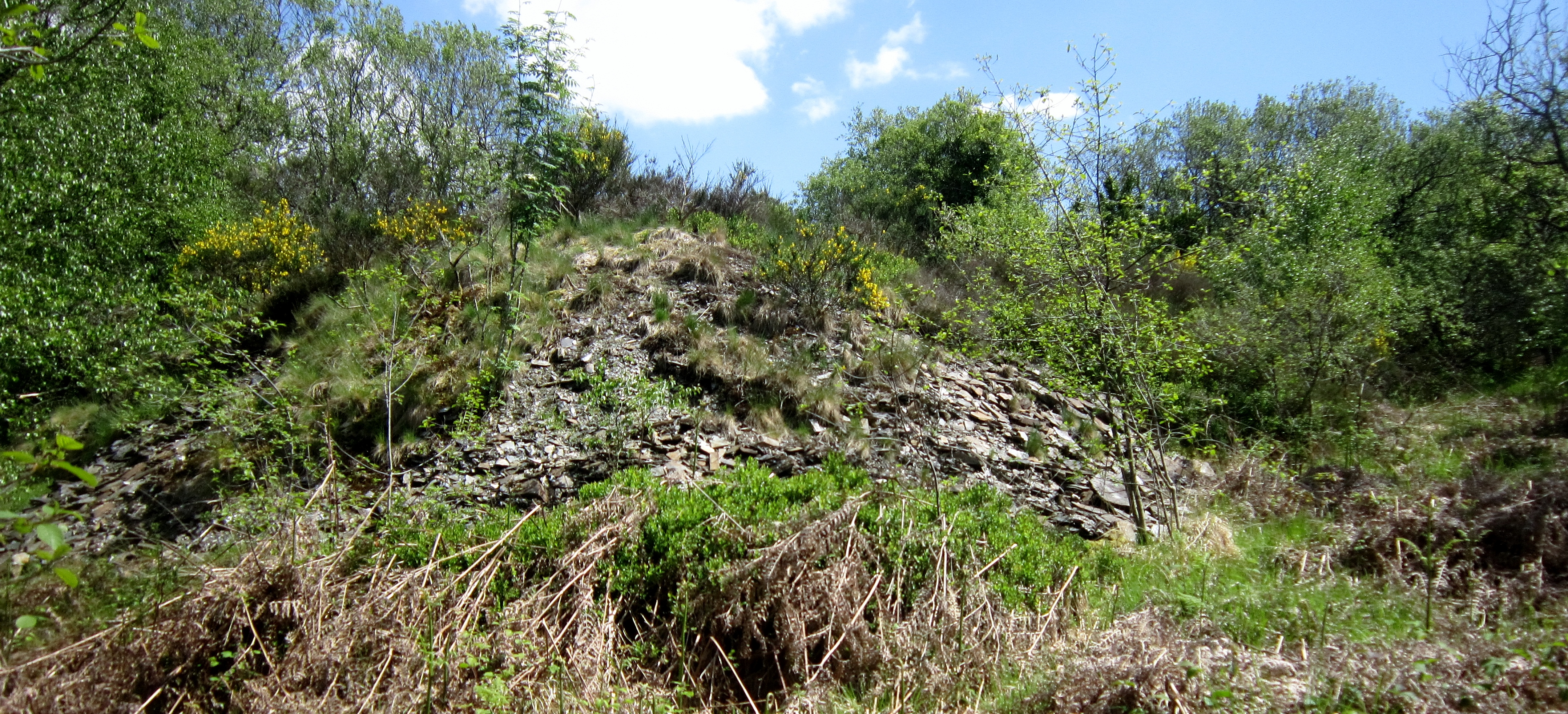
Terril, en partie recouvert par la végétation, d'une ancienne carrière d'ardoises (versant nord des Monts d'Arrée)

L'exploitation des ardoises a jadis constitué une activité très importante dans le Centre-Finistère ; il semble qu'elles ont été exploitées à Commana à partir du milieu du XIXe siècle. Cantonnée au XVIIIe siècle aux environs de Châteaulin, elle s'est progressivement développée vers l'est en suivant la vallée de l'Aulne (schistes carbonifères) et au nord, dans les monts d'Arrée, principalement à Commana, Sizun et Plounéour-Ménez (schistes dévoniens). La production a atteint son niveau maximal en 1923, avec un tonnage de 15 000 tonnes, soit environ 40 millions d'ardoises, d'aspect rustique, encore recherchées de nos jours par les Monuments historiques ; mais les veines assez pauvres, né permettaient que rarement aux carriers de vivre exclusivement de cette activité ; la plupart étaient aussi paysans.
À Commana, vers 1900, on estime le nombre des carrières à environ 150 (à ciel ouvert et situées sur le versant nord de la montagne) employant 400 ouvriers sur le territoire de la commune, sans compter celles exploitées dans les communes voisines (Plounéour-Ménez et Saint-Cadou en Sizun). « Les carriers apprenaient le métier dès l'âge de 10 ou 11 ans, lorsqu'ils accompagnaient leurs parents les jeudis et durant les vacances. Les femmes comme les hommes travaillaient aux carrières. Le voyage entre le bourg et les ardoisières se faisait à pied le matin comme le soir, dans la brume et le froid, sous la pluie et dans le vent de jour comme de nuit. Sous le soleil et les lourdes chaleurs, les boutoù-koat au pied, il fallait trois quarts d'heure de marche pour atteindre les carrières. Les journées de travail pouvaient durer jusqu'à 12 ou 14 heures, passées à extraire, fendre et tailler la pierre. Seule la neige pouvait contraindre les ouvriers à chômer ».
En 1946 seules quatre carrières étaient encore en activité. La production a atteint son apogée dans la décennie 1950-1960, déclinant ensuite rapidement sous les effets de la concurrence des ardoisières de Trélazé (« ardoise d'Angers »), puis étrangères, espagnoles surtout. Aujourd'hui, l'extraction est arrêtée. La réouverture de carrières pour trouver des veines d'ardoise n'est pas rentable mais depuis 2008, les frères David et Arnaud Coat recyclent l'ardoise de vieilles toitures de granges (remplacées par des bac en acier) pour contribuer à la sauvegarde du patrimoine local.
Des carrières de granite ont existé depuis au moins la fin du XVIIIe siècle, moins actives toutefois que dans la localité voisine de Plounéour-Ménez.

### LeXXesiècle

#### La Belle Époque
En réponse à une enquête épiscopale organisée en 1902 par François-Virgile Dubillard, évêque de Quimper et de Léon en raison de la politique alors menée par le gouvernement d'Émile Combes contre l'utilisation du breton par les membres du clergé, le recteur de Commana, l'abbé Laurent, écrit : « Il n'y a pas une personne sur cinquante sachant un peu de français qui soit capable d'entendre, avec fruit, une instruction [religieuse] française, si simple soit-elle » ; il ajoute : « Tous nos enfants apprennent en breton leurs prières (...), c'est leur langue unique. À l'école, quand on les y envoie, on les initie à la langue française, mais avant qu'ils puissent l'entendre suffisamment, le temps du catéchisme est passé ». Le même recteur ajoute : « Dans nos montagnes à six ou sept lieues de tout grand centre, la langue française est très peu en usage » et « Nos montagnards, quoiqu'assez bons chrétiens, ne sont pas des modèles de patience et je suis certain qu'un sermon français irriterait profondément la masse de la population qui n'y comprendrait rien ». Répondant en 1904 à une enquête de l'inspection académique un instituteur de Commana précise qu'« plus des trois-quarts des enfants comprennent et parlent le français assez couramment ».
Le 9 janvier 1903, Laurent, curé de Commana, fait partie des 31 prêtres du diocèse de Quimper dont les traitements sont retenus par décision du gouvernement Combes « tant qu'ils ne feront pas emploi de la langue française dans leurs instructions et l'enseignement du catéchisme » car ils utilisaient le breton.

#### Les guerres duXXesiècle
Le monument aux morts de Commana porte les noms de 126 morts pour la France originaires de la commune dont 119 pendant la Première Guerre mondiale et 7 pendant la Seconde Guerre mondiale.
Plusieurs Commanéens ont fait partie des réseaux de résistance ou ont été déportés pendant la Deuxième Guerre mondiale, parmi eux :
- Robert Pichon, né le 1er janvier 1925 à Commana, était dans un transport parti de Compiègne le 3 septembre 1943 et arrivé au KL Buchenwald le 4 septembre 1943 (matricule : 20406) ; il est décédé le 14 juin 1944 à Dora (Allemagne) ;
- Jean Baptiste Sissou, né le 26 juillet 1911 à Commana, déporté à Meppen-Versen (matricule : 44230), décédé le 2 décembre 1944 à Meppen-Versen (Allemagne) ;
- Charles Goulard né le 18 juin 1922, fils de François Goulard, le forgeron, a pris beaucoup de risques en devenant réfractaire au STO. Très jeune, la nuit, sur sa moto, il narguait les Allemands en se déplaçant de village en village pour distraire les populations. C'était l'excellent accordéoniste et saxophoniste du célèbre orchestre des monts d'Arrée. Il est décédé le 10 juin 2003 à Plœmeur dans le Morbihan.

#### «La Montagnarde», coopérative agricole
Créée avant la Seconde Guerre mondiale, la coopérative agricole « La Montagnarde » a été pendant l'Entre-deux-guerres présidée par François Crenn, et François Manac'h devint son gérant à partir du 1er janvier 1938. Pendant la Seconde Guerre mondiale, elle contribua à contourner le rationnement, grâce aux livraisons clandestines de mouture de blé livré en fraude à la meunerie par les paysans locaux, transformées en pain par la boulangerie coopérative ; elle refusa par contre d'approvisionner les troupes d'occupation. Le 15 mars 1942, l'assemblée générale de la coopérative décide « qu'en raison du manque de main-d'œuvre chaque adhérent doit fournir une journée de coupe de bois et le transport de 2 charretées de fagots pour le chauffage du four ». La coopérative, qui joua un rôle important dans la commune pendant la seconde moitié du XXe siècle, a été dirigée pendant 45 ans par François Manac'h, aussi maire de la commune et conseiller général, qui prend sa retraite en 1978 ; André Riou lui succéda alors. La coopérative diversifie ses activités, ajoutant à la collecte du blé et sa transformation en farine, l'approvisionnement en intrants agricoles (engrais, aliments du bétail, produits phytosanitaires, quincaillerie, etc.). Des dépôts succursales furent également construits à Saint-Sauveur, Guimiliau, Sizun, Locmélar, Plounéour-Ménez et Saint-Thégonnec. En 1964, « La Montagnarde » a participé à la création d'Unicopa avant d'être reprise par le groupe coopératif Even, dont le siège est à Ploudaniel, dans la décennie 1980. En 2005, « la Montagnarde » ferme ses portes et les bâtiments, situés rue du Manoir neuf, sont vendus.

#### Le retour de la foire aux chevaux
La foire aux chevaux de Commana, disparue depuis 1968, a été relancée en 1989.

## Démographie
Le curé de Commana estime le nombre des habitants de la paroisse en 1786 à 2 500 personnes, « compris ceux de la succursale de Saint-Sauveur ». Le chiffre est très probablement sous-estimé si l'on en juge par les résultats du recensement de 1793, car Saint-Sauveur a alors 638 habitants et Commana 2 664 à la même date.
L'évolution du nombre d'habitants est connue à travers les recensements de la population effectués dans la commune depuis 1793. Pour les communes de moins de 10 000 habitants, une enquête de recensement portant sur toute la population est réalisée tous les cinq ans, les populations de référence des années intermédiaires étant quant à elles estimées par interpolation ou extrapolation. Pour la commune, le premier recensement exhaustif entrant dans le cadre du nouveau dispositif a été réalisé en 2004.
En 2022, la commune comptait 994 habitants, en évolution de −3,59 % par rapport à 2016 (Finistère : +2,16 %, France hors Mayotte : +2,11 %).
| 1793  | 1800  | 1806  | 1821  | 1831  | 1836  | 1841  | 1846  | 1851  |
| ----- | ----- | ----- | ----- | ----- | ----- | ----- | ----- | ----- |
| 2 664 | 2 045 | 2 332 | 2 457 | 2 670 | 2 691 | 2 881 | 2 976 | 2 781 |

| 1856  | 1861  | 1866  | 1872  | 1876  | 1881  | 1886  | 1891  | 1896  |
| ----- | ----- | ----- | ----- | ----- | ----- | ----- | ----- | ----- |
| 2 712 | 2 763 | 2 660 | 2 645 | 2 634 | 2 546 | 2 622 | 2 625 | 2 593 |

| 1901  | 1906  | 1911  | 1921  | 1926  | 1931  | 1936  | 1946  | 1954  |
| ----- | ----- | ----- | ----- | ----- | ----- | ----- | ----- | ----- |
| 2 608 | 2 557 | 2 417 | 2 064 | 2 035 | 1 933 | 1 849 | 1 655 | 1 480 |

| 1962  | 1968  | 1975  | 1982  | 1990  | 1999 | 2004 | 2006 | 2009  |
| ----- | ----- | ----- | ----- | ----- | ---- | ---- | ---- | ----- |
| 1 462 | 1 370 | 1 262 | 1 153 | 1 061 | 988  | 985  | 995  | 1 099 |

| 2014  | 2019 | 2022 | - | - | - | - | - | - |
| ----- | ---- | ---- | - | - | - | - | - | - |
| 1 052 | 998  | 994  | - | - | - | - | - | - |

Commentaire : Après une chute démographique brutale pendant la Révolution française (- 619 habitants en 7 ans !), la population de Commana augmente pendant la première moitié du XIXe siècle, atteignant son apogée en 1846 avec 2 976 habitants. La période 1846-1911 connaît une stagnation remarquable de la population dont le nombre ne fluctue que très légèrement en dents de scie. Le XXe siècle par contre, qui s'amorce avec la véritable saignée provoquée par la Première Guerre mondiale (-350 habitants entre 1911 et 1921) voit la population décliner régulièrement et fortement, passant de 2 414 habitants en 1911 à 988 en 1999, soit une perte de 1 429 habitants en 88 ans (-60 %). Le dernier intervalle intercensitaire 1999-2006 donne toutefois quelques raisons d'espérer la fin de cette hémorragie démographique avec la quasi-stagnation enregistrée pendant cette période. De 1998 à 2007 inclus, Commana a enregistré en 10 ans 120 naissances et 112 décès, la commune a donc un excédent naturel légèrement positif. Son solde migratoire, constamment négatif ces dernières décennies est même devenu lui aussi légèrement positif pour l'intervalle intercensitaire 1999-2006, mais au prix d'un vieillissement de la population qui rend quelque peu illusoire la maigre amélioration démographique apparemment constatée : en 1996, les 65 ans et plus étaient 220, presque autant que les 0 à 19 ans qui étaient alors 237.
La densité de population est de 25 habitants par km2. La population, outre le gros bourg, est répartie en une vingtaine de hameaux assez gros le plus souvent : ceux du Mougau et de Quillidiec avaient respectivement 129 et 115 habitants en 1936, Roscoat 52 et Kerradennec 47 habitants. Leur population a nettement décru depuis.
Malgré la crise démographique, Commana a réussi non sans mal pour l'instant à conserver son collège François-Manac'h (du nom d'un ancien maire de la commune), mais les effectifs étaient seulement d'une cinquantaine d'élèves pour l'année scolaire 2014-2015.

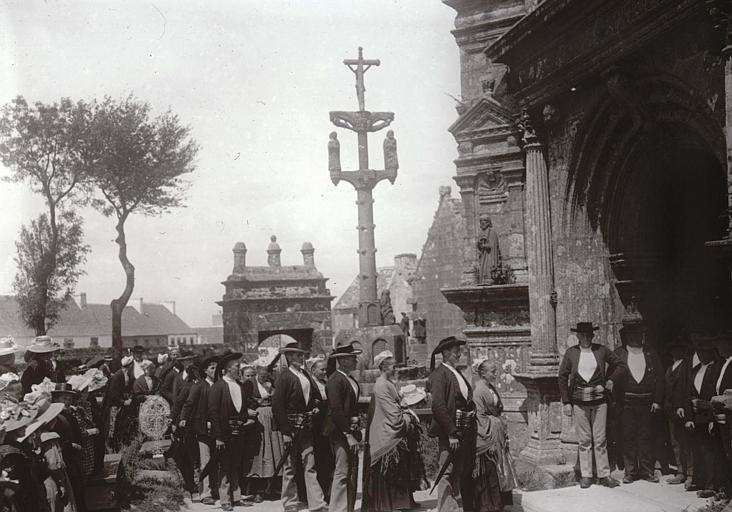
Commana : arrivée d'un mariage à l'église vers 1910.

### Les maires de Commana

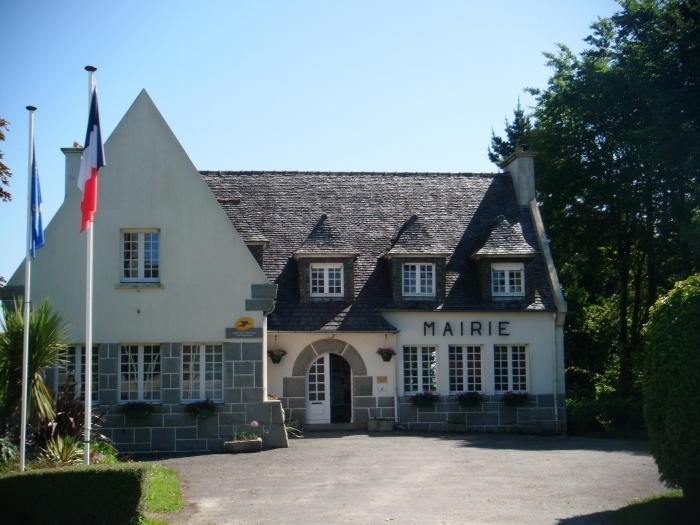
La mairie-poste de Commana.

## Politique et administration

### Héraldique
| Blason de Commana | Le blason de Commana. D'argent aux trois mouchetures d'hermine de sable, au mantel renversé de gueules chargé de quatre fasces aussi d'or et d'un lion léopardé morné aussi de sable brochant en pointe. Ce blason évoque le combat livré en 1169 à Commana, au cours duquel Conan, duc de Bretagne vainquit Guyomarch, vicomte du Léon. Les trois hermines représentent les armoiries du duché de Bretagne affrontant et dominant le lion noir du Léon. Les neuf bandes rappellent les neuf fratries qui constituaient la paroisse : la Garenne, Kerangouly, Kergoat, Kermabil, Linguinou, le Mougau, Perroz, Quillidiec et Restancaroff. Les bandes jaunes constituent le fond des armes du Léon ; les bandes rouges dépeignent combien ce combat fut sanglant. Approuvé par décision municipale le 20 avril 1977. Déposé en préfecture le 18 mai 1977. |

## Enseignement, culture, langue bretonne
- L'école de la pierre bleue[102].
- L'école Diwan.

L'adhésion à la charte Ya d'ar brezhoneg a été votée par le Conseil municipal le 10 mai 2010.

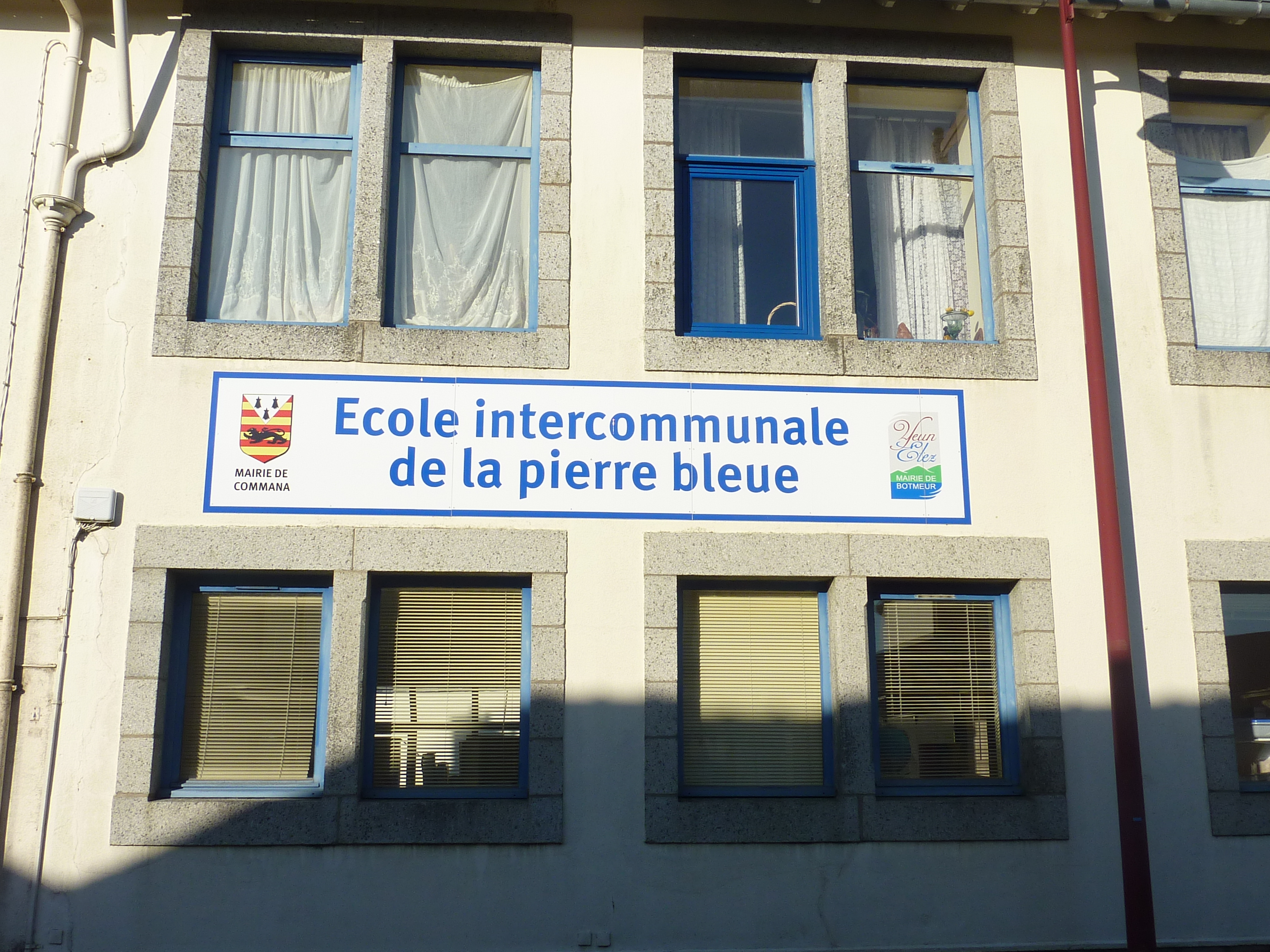
École intercommunale de la Pierre Bleue.

## Activités économiques et commerces actuels

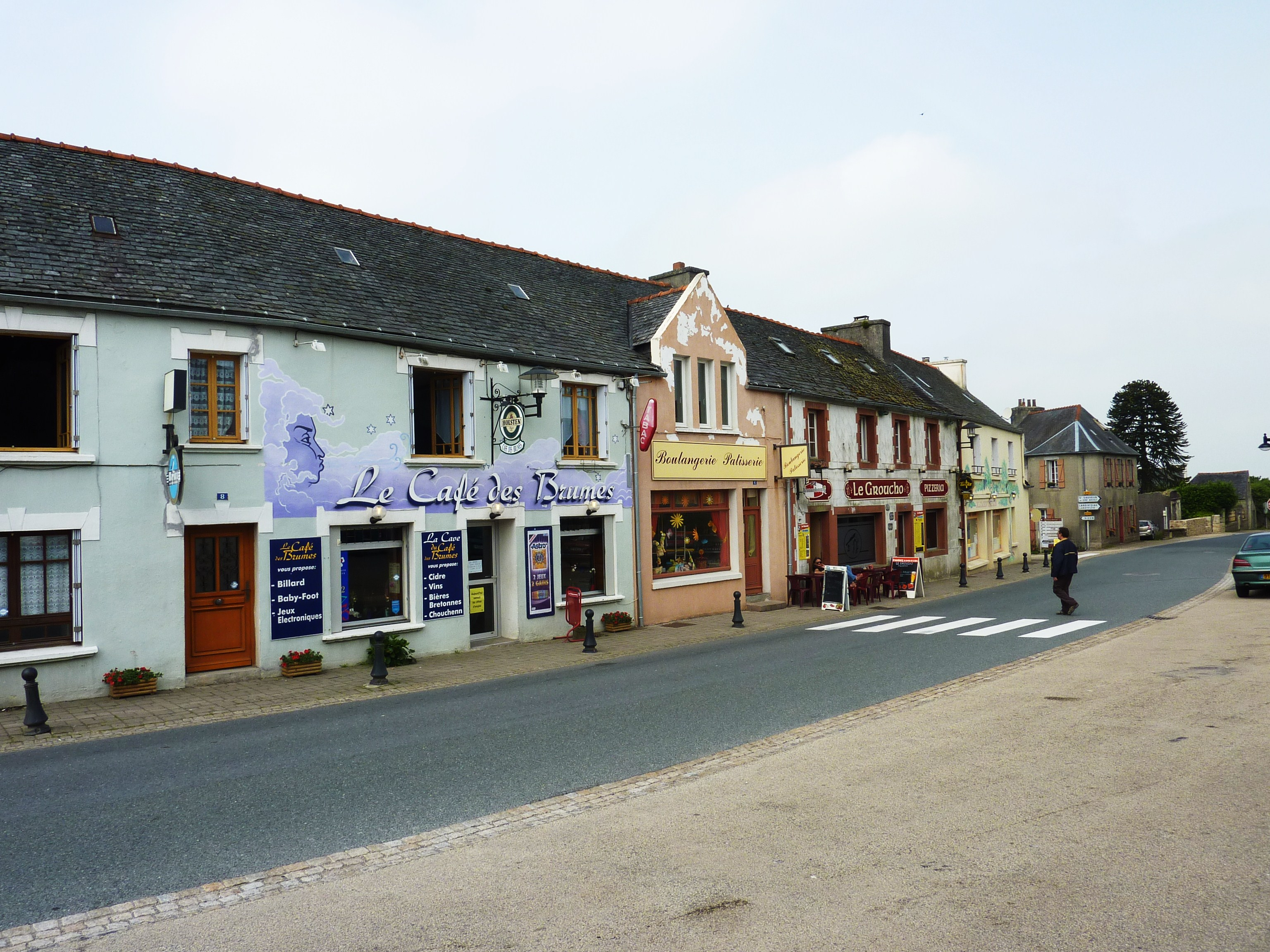
Trois des commerces devant l'église.

Commana possède une entreprise originales, :
- La qualité des eaux provenant des monts d'Arrée a permis la création d'une entreprise, la société Roxane, implantée sur la zone industrielle de Ty-Douar, qui embouteille les eaux de source[19] et les commercialise sous le nom de « Monts d'Arrée ». Plus de 25 000 litres d'eau sont embouteillées chaque heure ouvrable provenant de la source Radennec-ar-Men, située à 4,8 km de là, eau réputée pour son taux de nitrates exceptionnellement peu élevé (moins de 2 mg par litre).

Commana possède 2 commerces fixes situés au centre-bourg, un commerce fixe situé au lac du Drennec et un commerce ambulant.

## Monuments et sites

### Monuments historiques

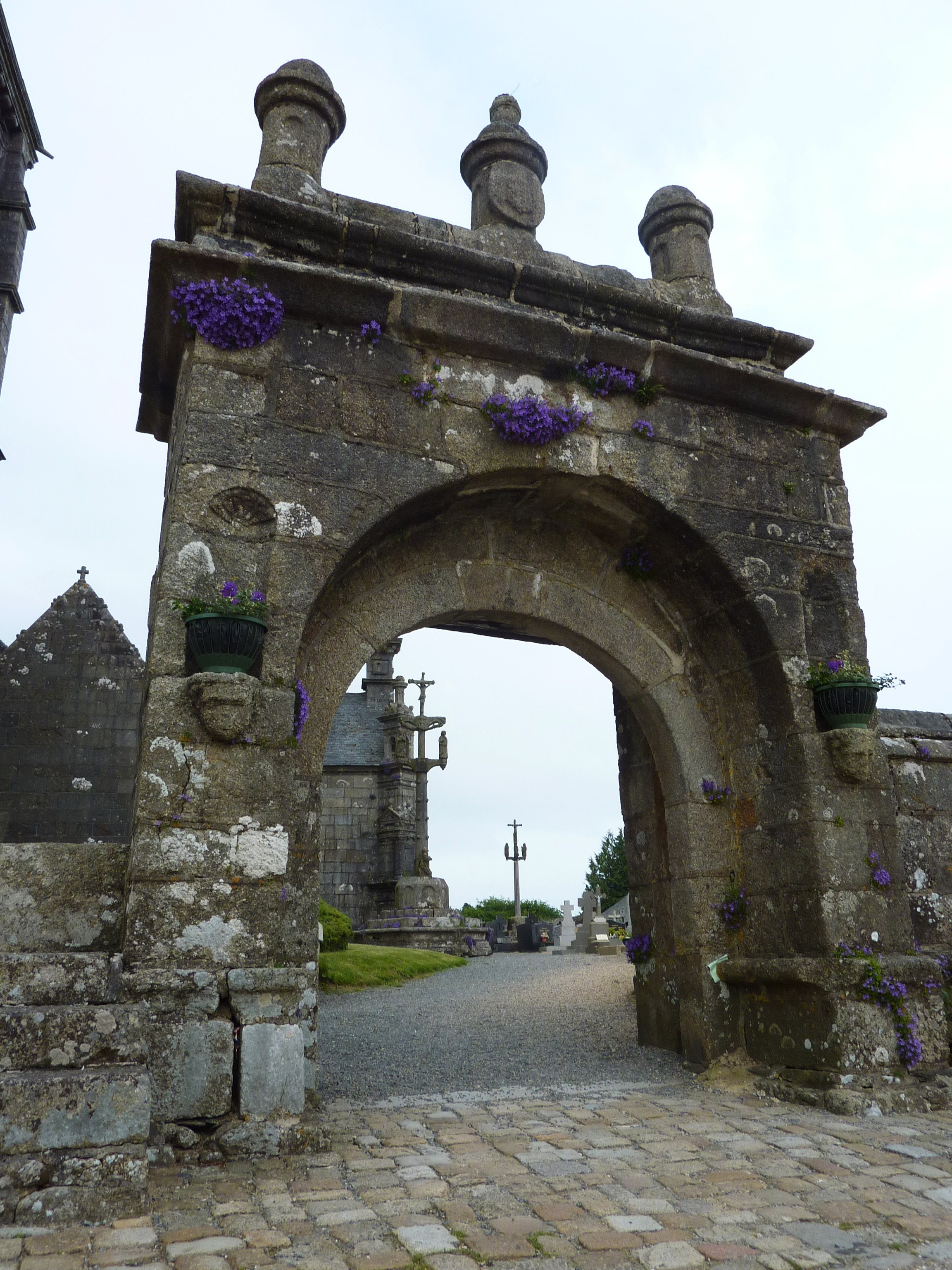
La porte d'entrée de l'enclos paroissial de Commana.
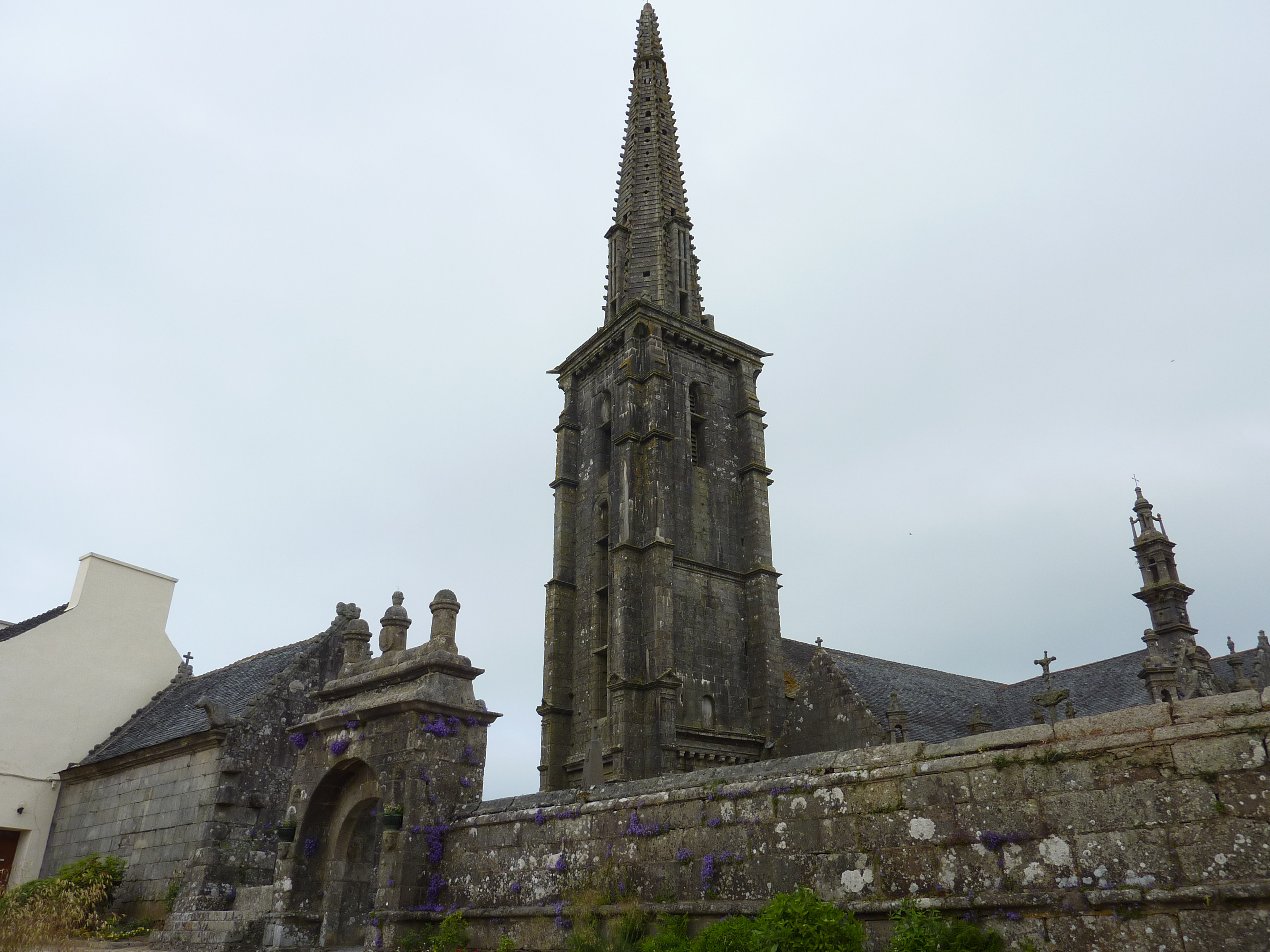
L'enclos paroissial : vue d'ensemble depuis la place.
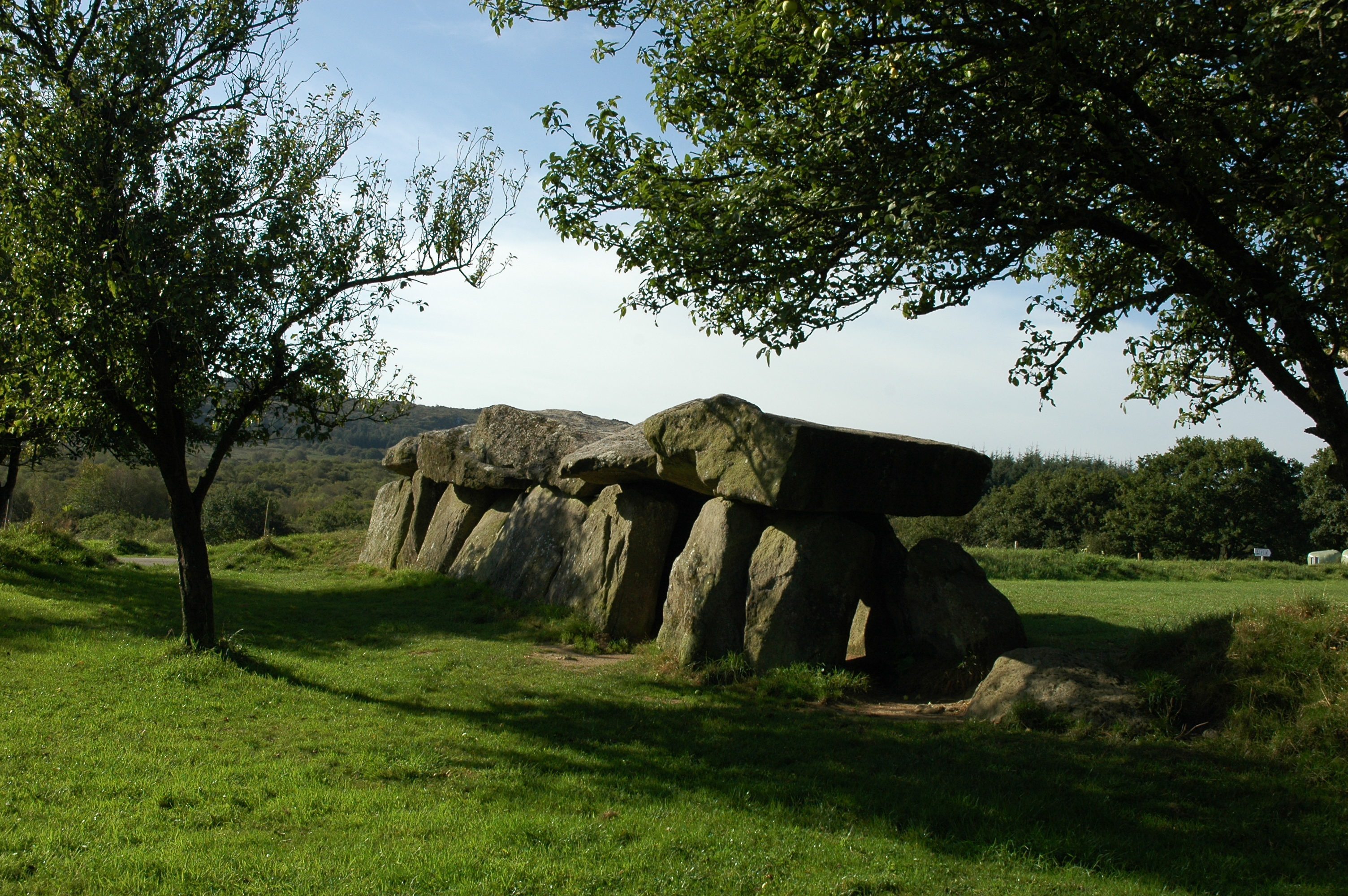
Vue extérieure de l'allée couverte du Mougau-Bihan.

La commune abrite deux monuments historiques :
- l'enclos paroissial, constitué autour de l'église Saint-Derrien. Il a été classé par arrêté du 17 juillet 1915[107] ;

- l'allée couverte du Mougau-Bihan, ou « Tombeau des Géants », qui date de 3000 av. J.-C. (Néolithique). Elle est classée depuis 1909[108].

### Les autres monuments et curiosités naturelles

#### Les moulins de Kerouat
Les moulins sont situés dans le vallon du Stain, un affluent de l'Élorn. La première occupation connue remonte à l'époque gallo-romaine. Vers le Xe siècle un monastère fut édifié dans le village voisin de Gouézou ; la chapelle de Kerouat en dépendait, mais elle fut détruite en 1812 par la famille Fagot qui construisit sa maison à son emplacement (il subsiste une fontaine). Un prieuré et une grange dîmière occupent le site au Moyen-Âge ; le premier moulin, ainsi que l'étang et le bief auraient été construits par les moines au XVIIe siècle.
Le premier meunier connu est Paul Keriel, né à la fin du XVIIe siècle. En 1764 le moulin est tenu par François Lirzin, venu du moulin de Quillidour en Plounéour-Ménez (sa femme Anne Pouliquen est la petite-fille de Paul Keriel). En 1799, Derrien Fagot, de Keradennec en Commana, époux d'une fille de François Lirzin, devint meunier de Kerouat.
Le moulin du Haut date du XVIIIe siècle, les autres bâtiments (situés de part et d'autre de la rue qui était alors la route principale reliant Sizun à Commana, d'où la présence de chasses-roues aux angles des maisons) du XIXe siècle ; une des maisons porte, gravée sur le linteau en granite d'une fenêtre l'inscription "YRF 1831" (Yves-René Fagot, 1831) ; le moulin du Bas est resté en activité jusqu'en 1895 ; la famille Fagot a occupé le site jusqu'en 1967.
Le site a été acheté en 1971 par le département du Finistère et est géré par le parc naturel régional d'Armorique. Bâti de 1610 à 1910, le village comprend deux moulins à eau et leur système hydraulique, deux fours à pain, une maison à avancée (apoteiz) datant de 1831, et son mobilier, diverses dépendances. Près du village, une tannerie (l'ancienne tannerie Abgrall de Lampaul-Guimiliau qui a été transférée sur le site en 1995) ainsi qu'un moulin à vent chandelier ont été reconstitués.

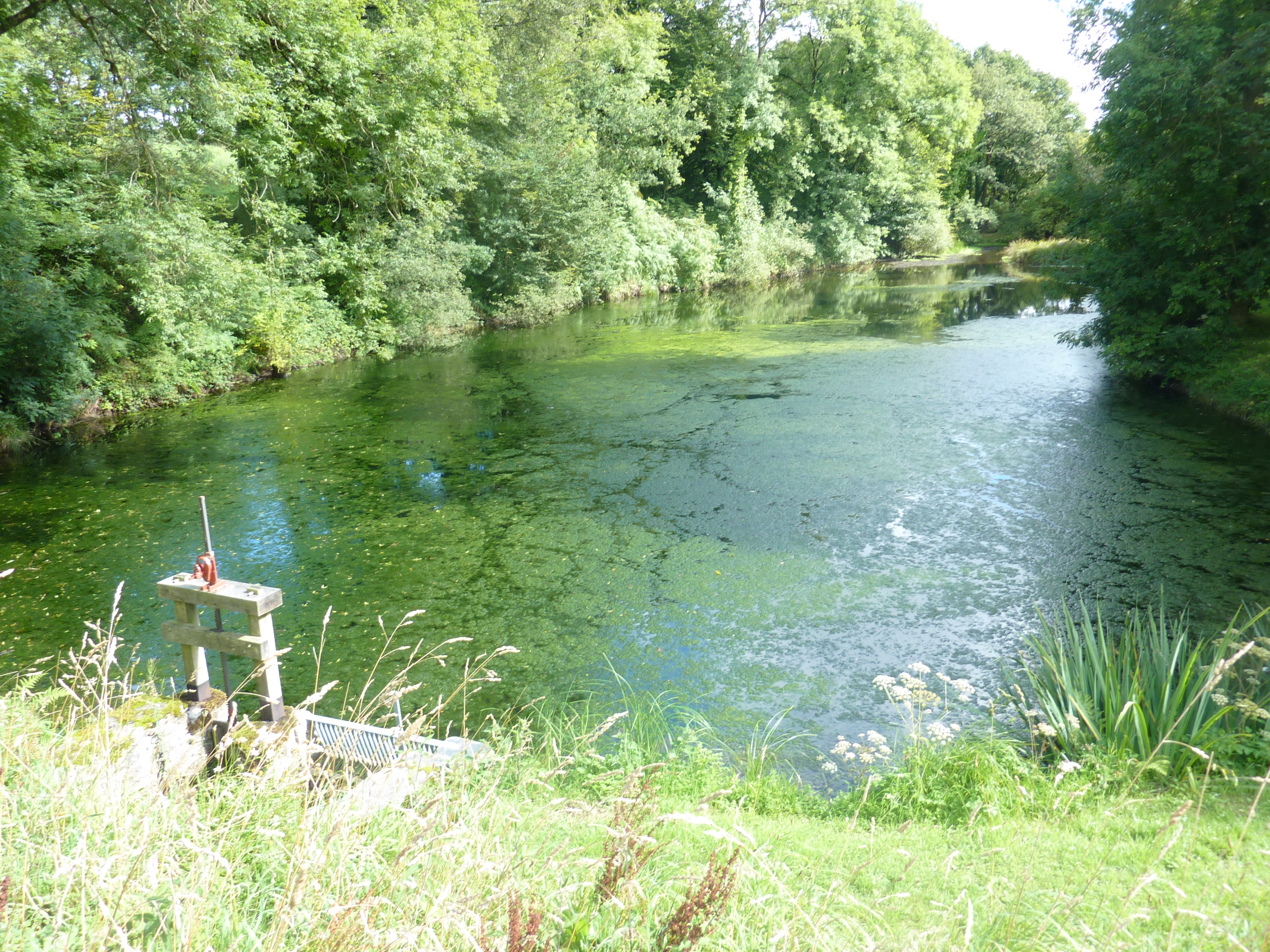
Moulins de Kerouat : l'étang servant de réserve pour l'approvisionnement en eau des moulins.
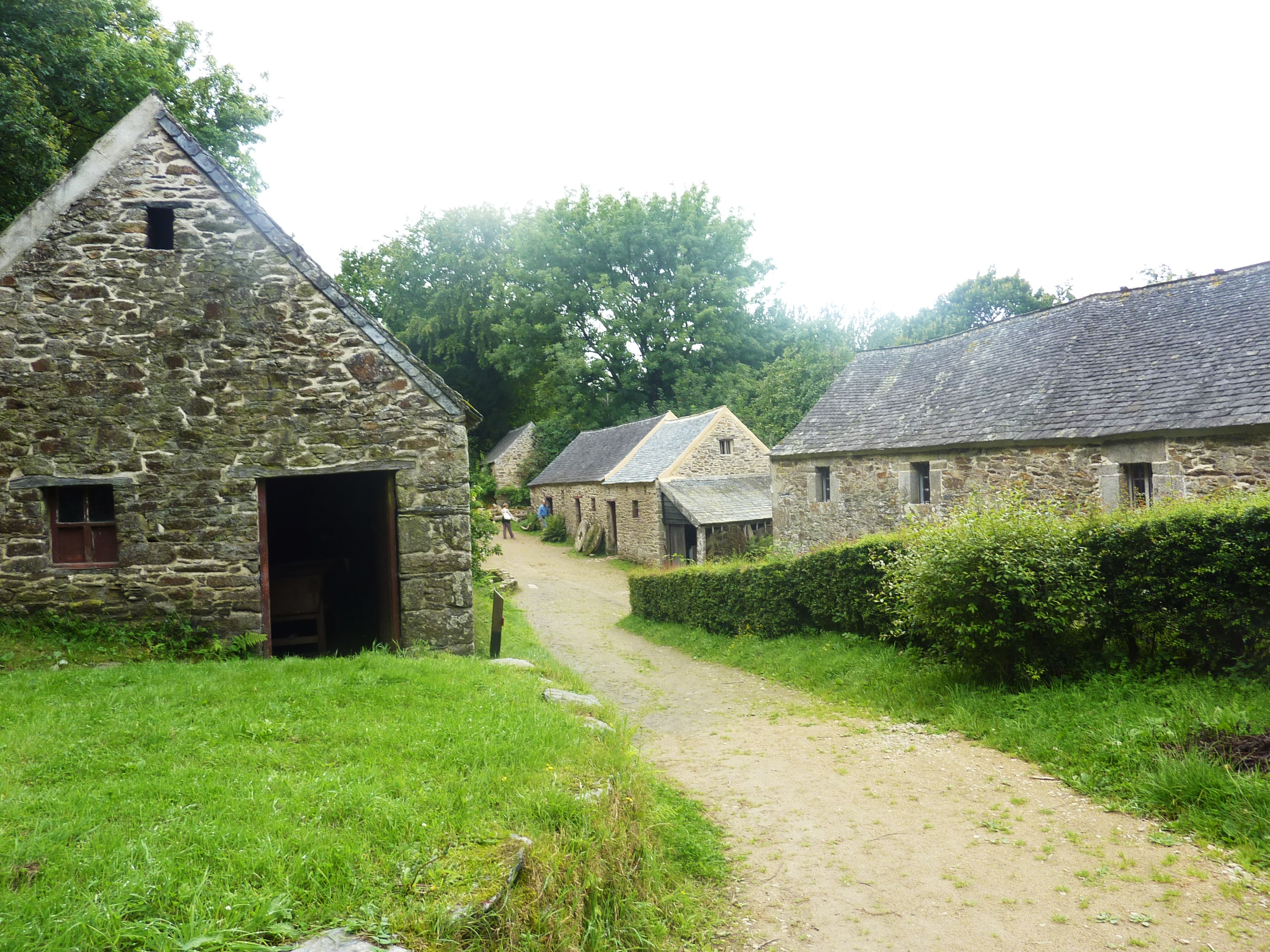
Le hameau des Moulins de Kerouat en Commana : vue d'ensemble 1.
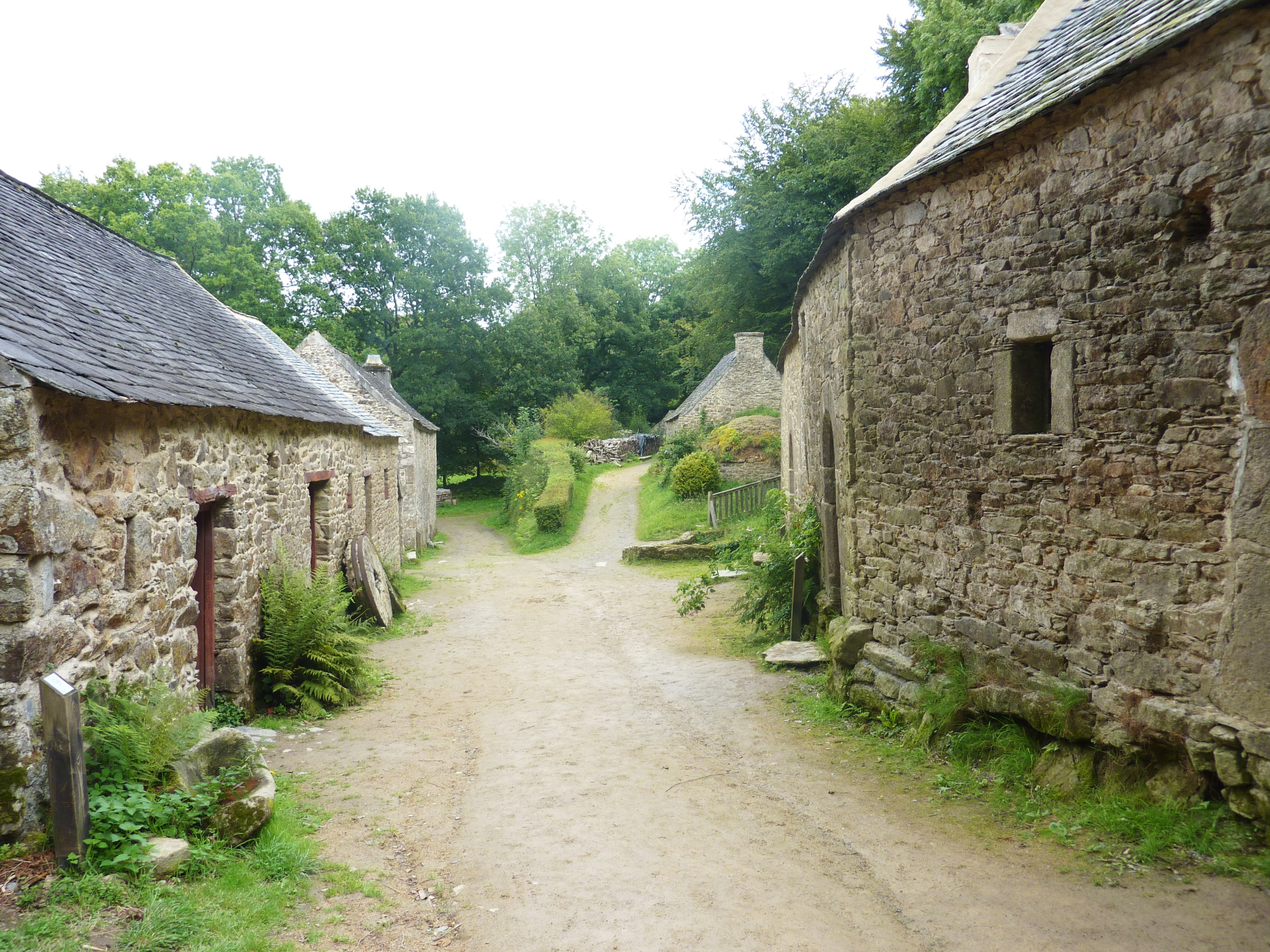
Le hameau des Moulins de Kerouat en Commana : vue d'ensemble 2.
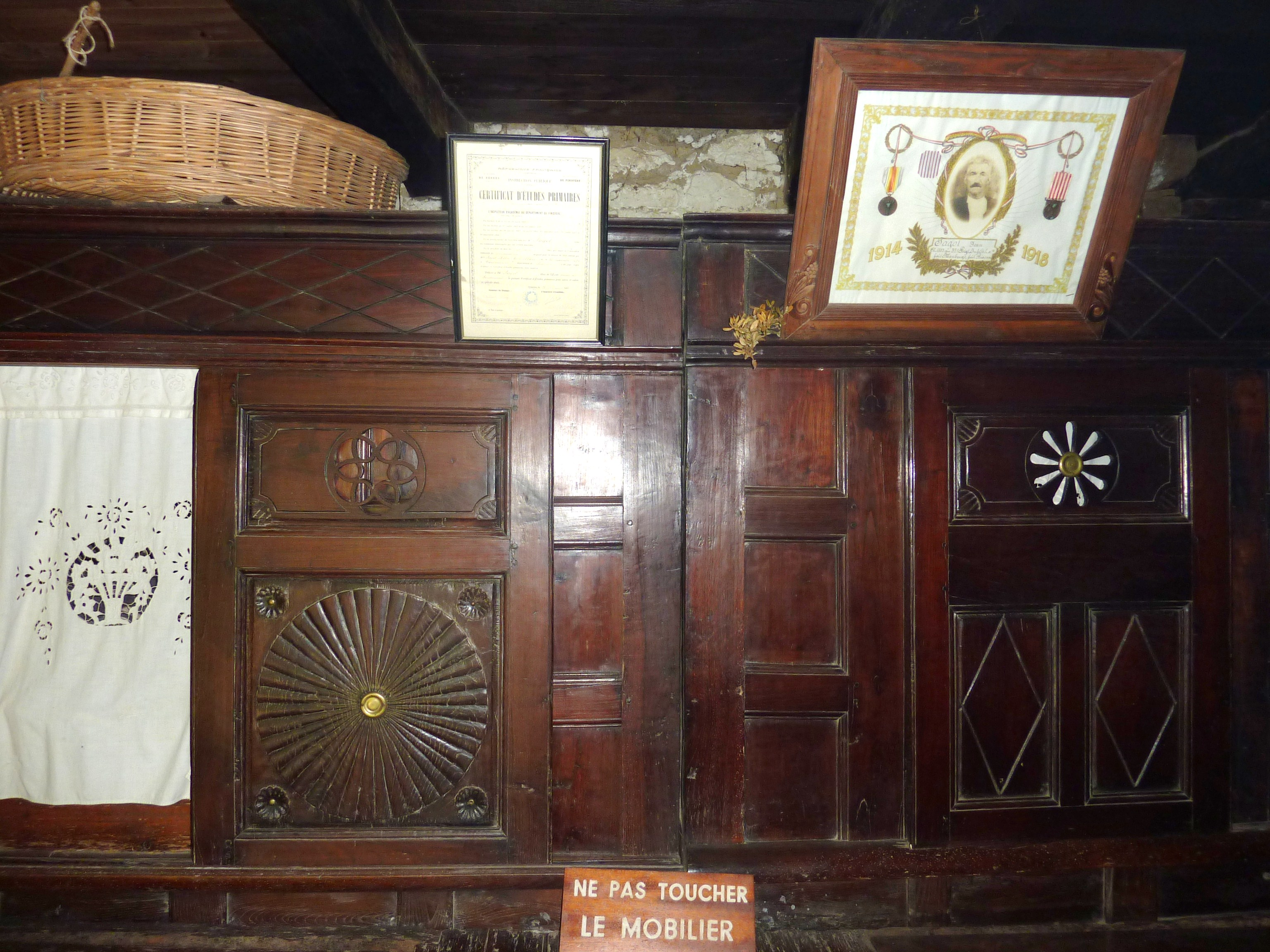
Moulins de Kerouat : meubles bretons dans un intérieur style 1930.
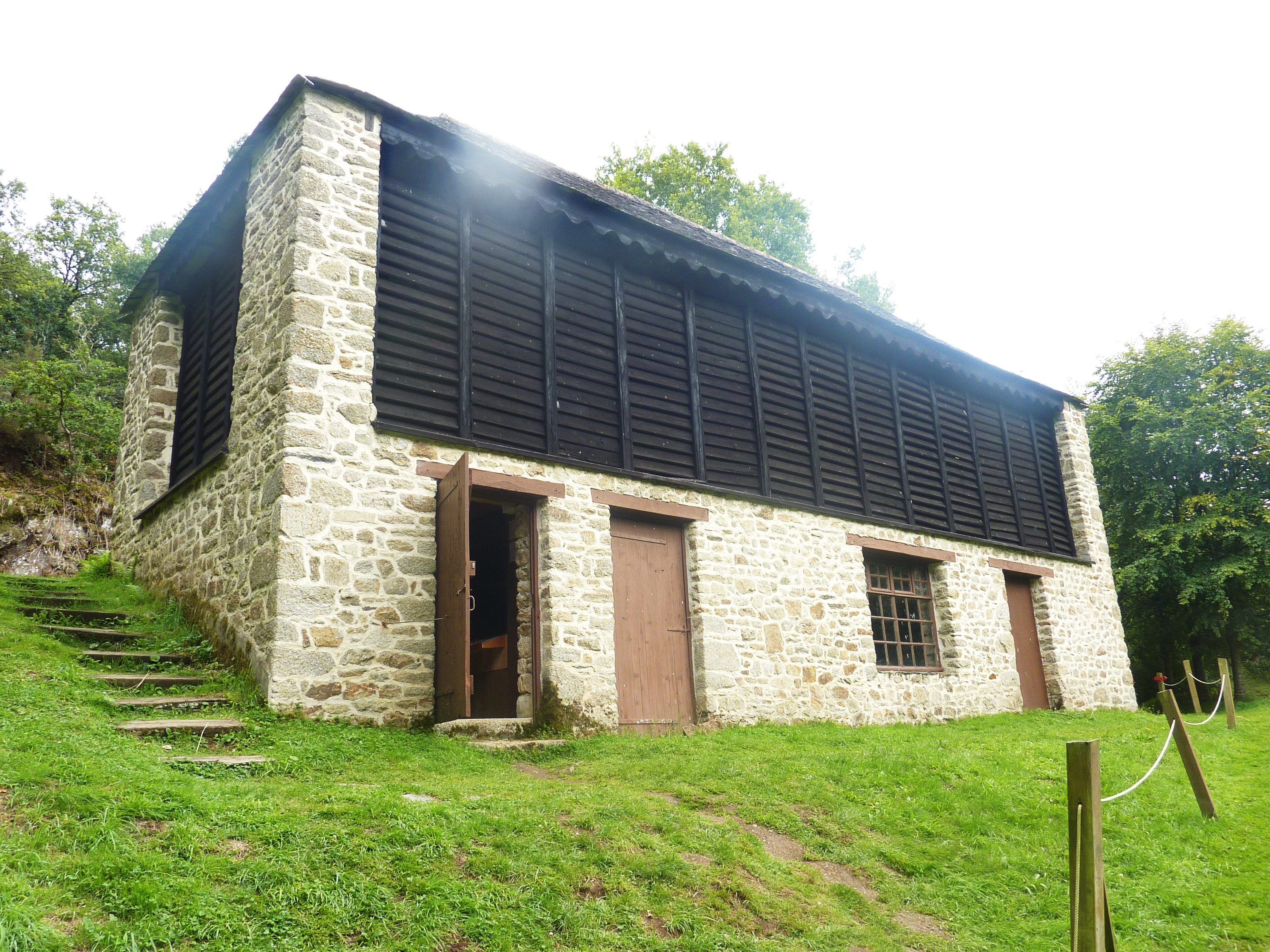
Moulins de Kerouat : l'ancienne tannerie Abgrall (initialement située au bourg de Lampaul-Guimiliau).
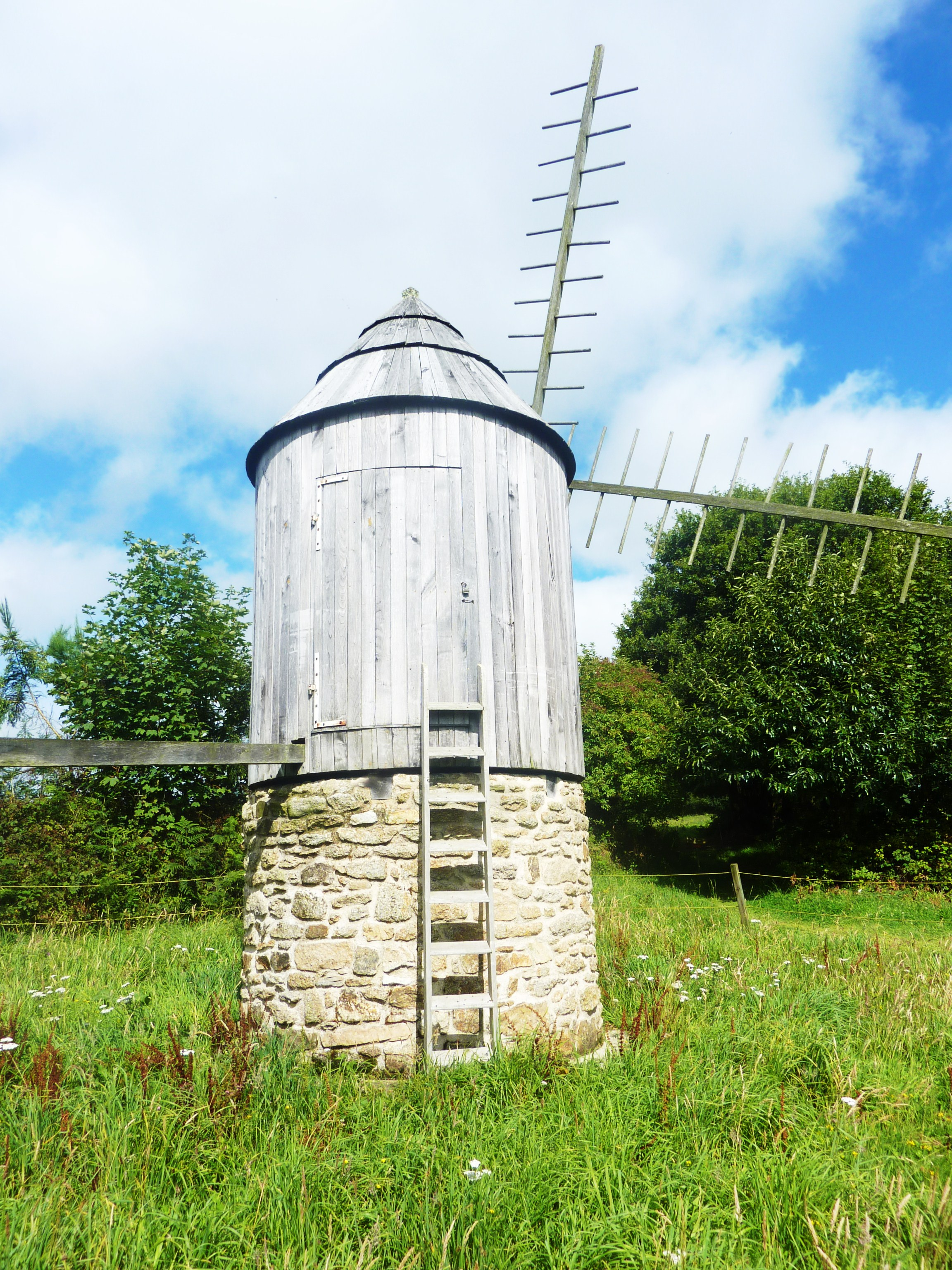
Moulins de Kerouat : le moulin chandelier (provient de Cléden-Cap-Sizun).

#### Le musée de la faune et de la flore «Art et Nature» de Kervelly
Ce musée permet de découvrir les animaux, la flore et les minéraux des quatre saisons dans les monts d'Arrée.

#### Le manoir du Bois de la Roche
Propriété privée. Il dispose d'un jardin d'agrément du XIIIe siècle.

#### Leskanndi
Cinquante-neuf kanndi ont été recensés sur le territoire communal (source mémoire de maitrise de Claire Morvan-1994- Les buanderies dans les paroisses de Plounéour Menez, Commana et Sizun au XVIIIe siècle). Situé dans le village éponyme, le kanndi de Rozonoual, ancienne propriété des moines de l'Ordre de Saint-Jean de Jérusalem, a été restauré par l'association "Lichen" entre 2007 et 2013. Celui de Kerdrein a fait l'objet d'un cristallisation des ruines en 2007 par la même association ("Lichen") et un autre est conservé Créac'h Goarniel.

#### La stèle christianisée du Champ de foire
Cette stèle dont l'emplacement d'origine est inconnu, date de l'âge du fer et pourrait provenir d'une nécropole protohistorique avant d'avoir été réutilisée comme borne milliaire à l'époque gallo-romaine. Déplacée, elle a été christianisée par l'ajout d'une croix figurant un Christ en croix qui pourrait remonter à l'époque médiévale.

#### Les croix et calvaires
Vingt-deux calvaires et croix de chemins aux styles variés et d'époques différentes.

#### Le plan d'eau du lac du Drennec
Possibilités d'activités nautiques, plage artificielle, sentier piétonnier, aires de repos et pique-nique, camping de 50 places, tennis et terrain de boules. Un lieu de restauration (bar-crêprerie) est ouvert en saison. Ses eaux sont presque exempts de pollution compte tenu de sa situation très en amont sur le bassin de l'Élorn.

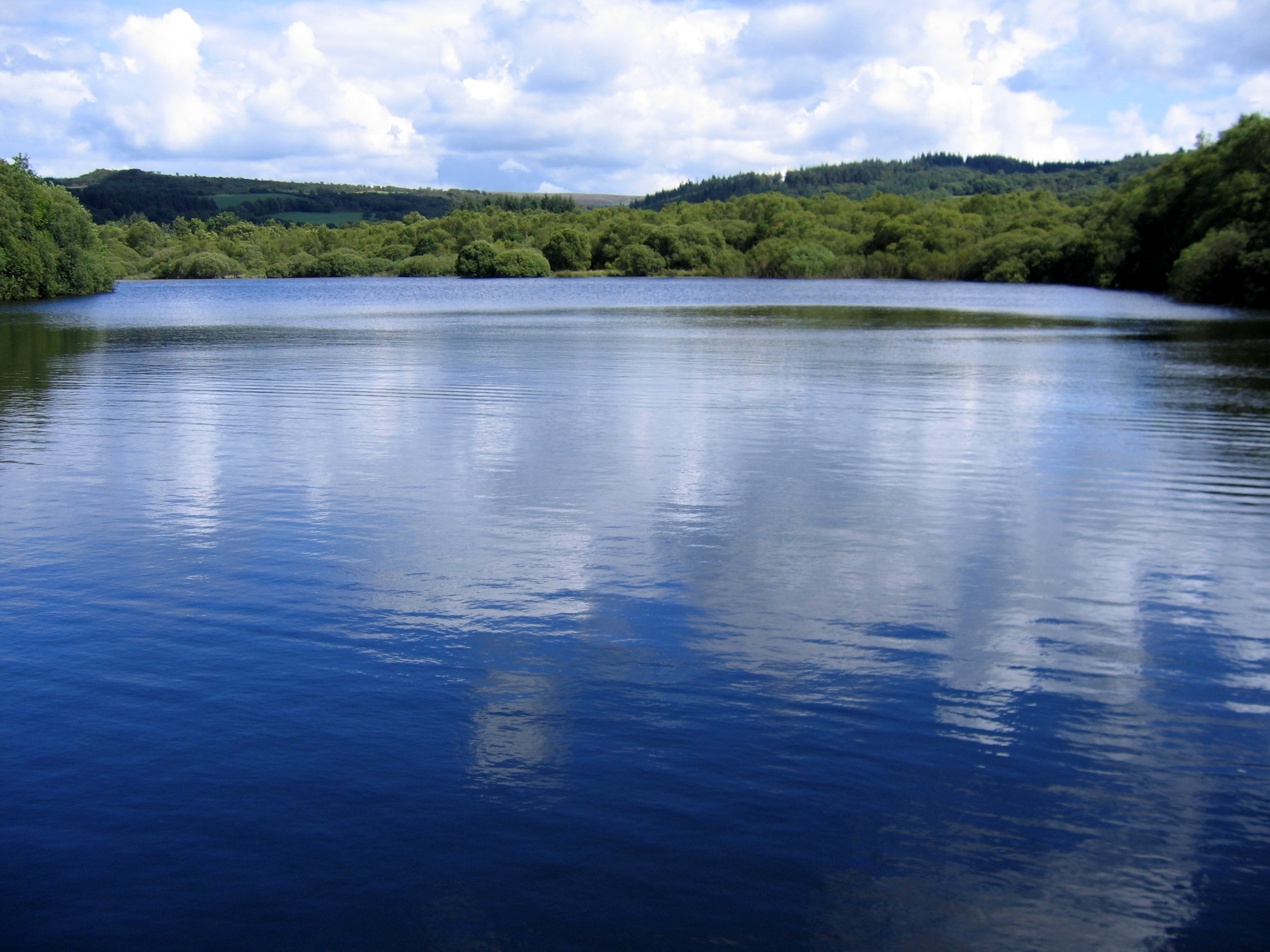
Le lac du Drennec.
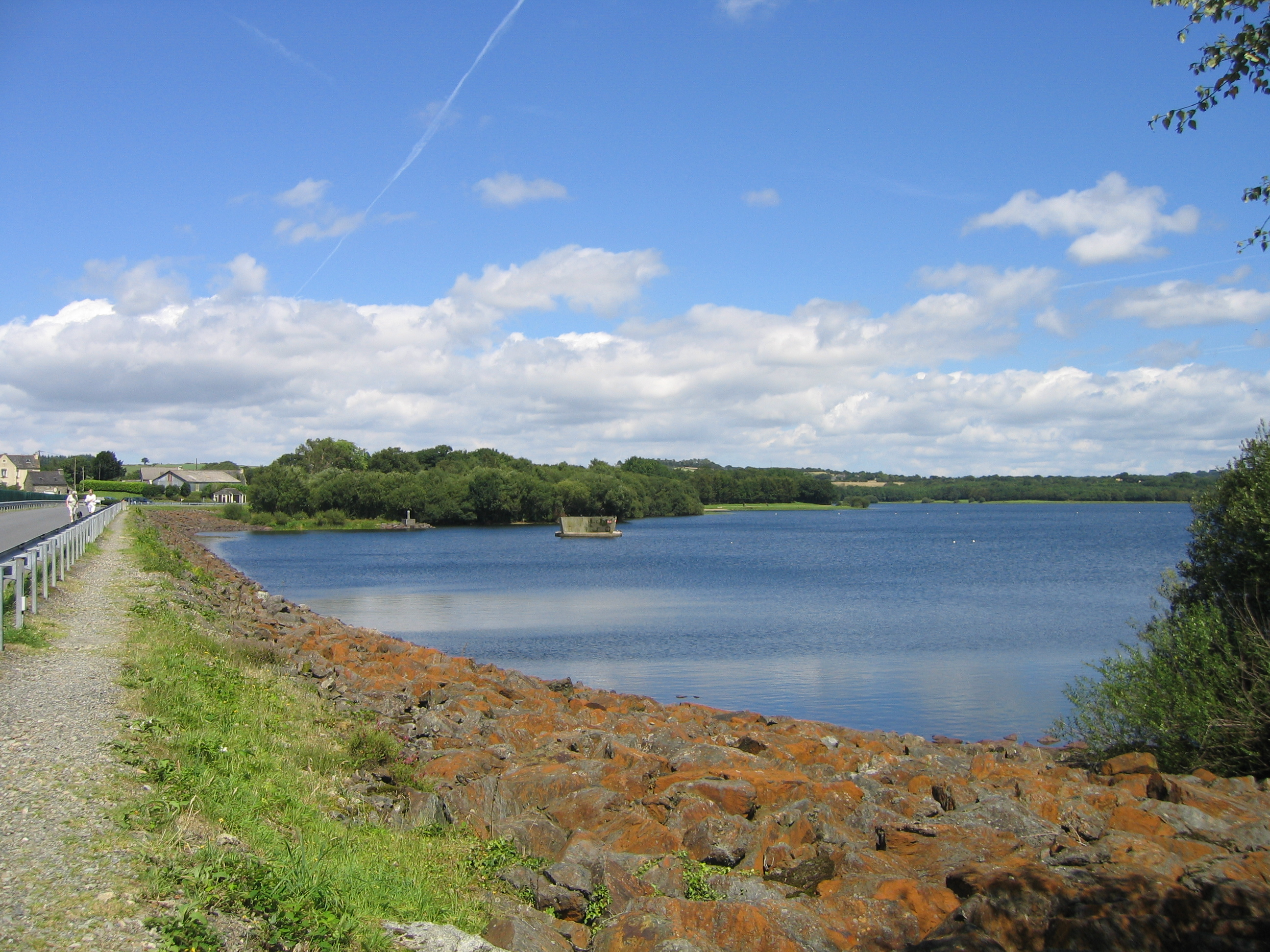
Le lac vu du barrage-digue.
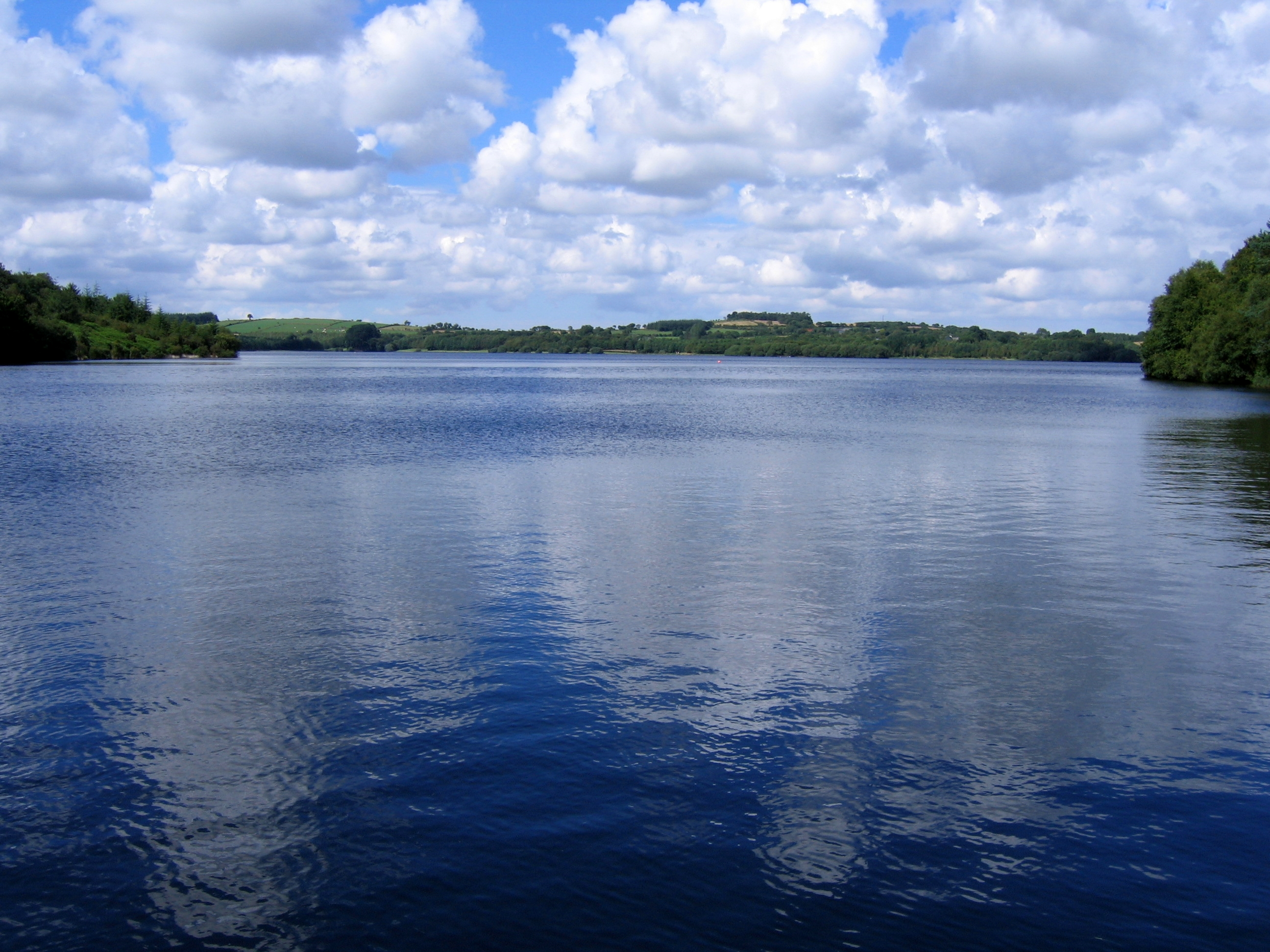
Le lac vu depuis la plage de la crêperie.
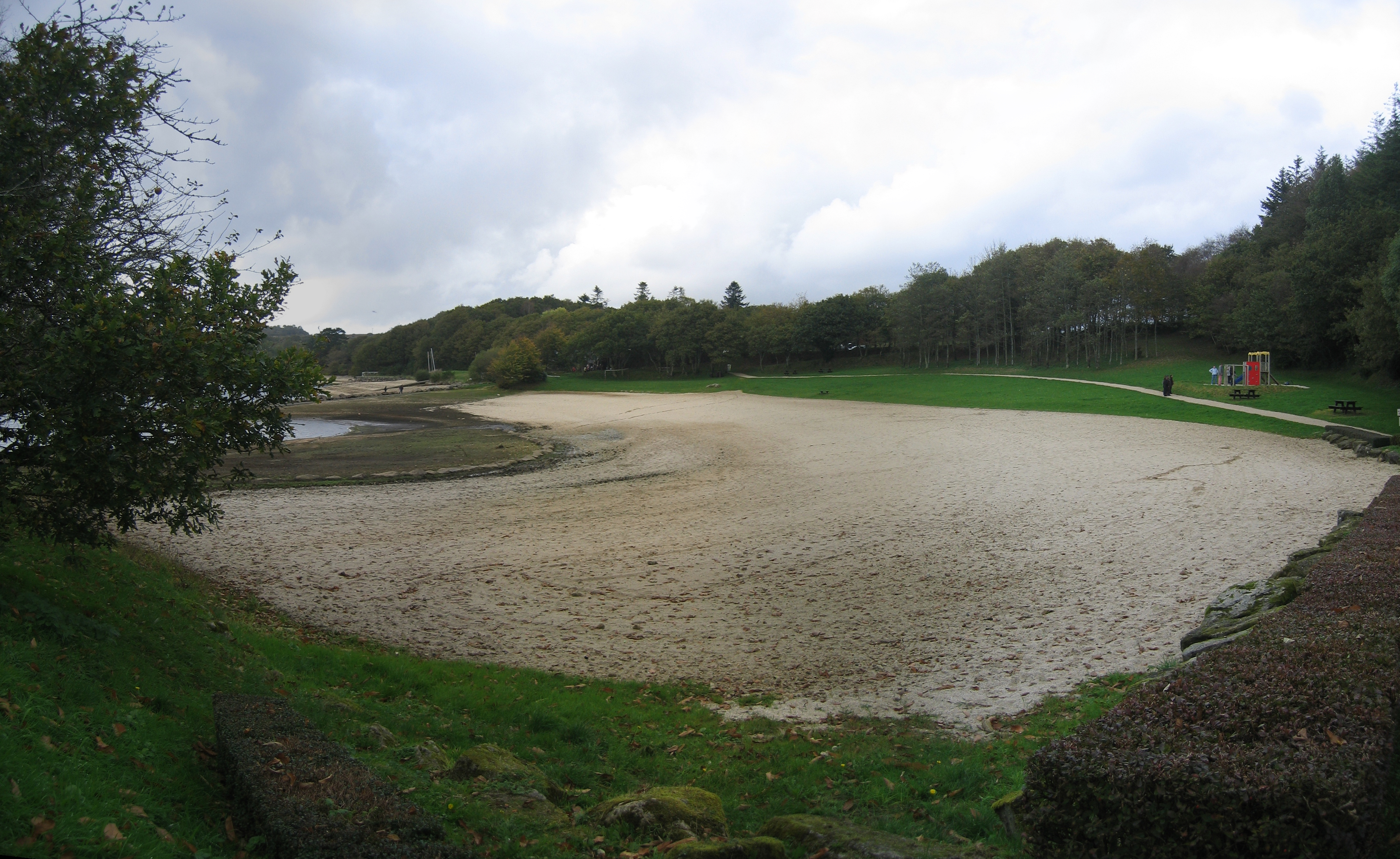
La plage côté crêperie du lac.
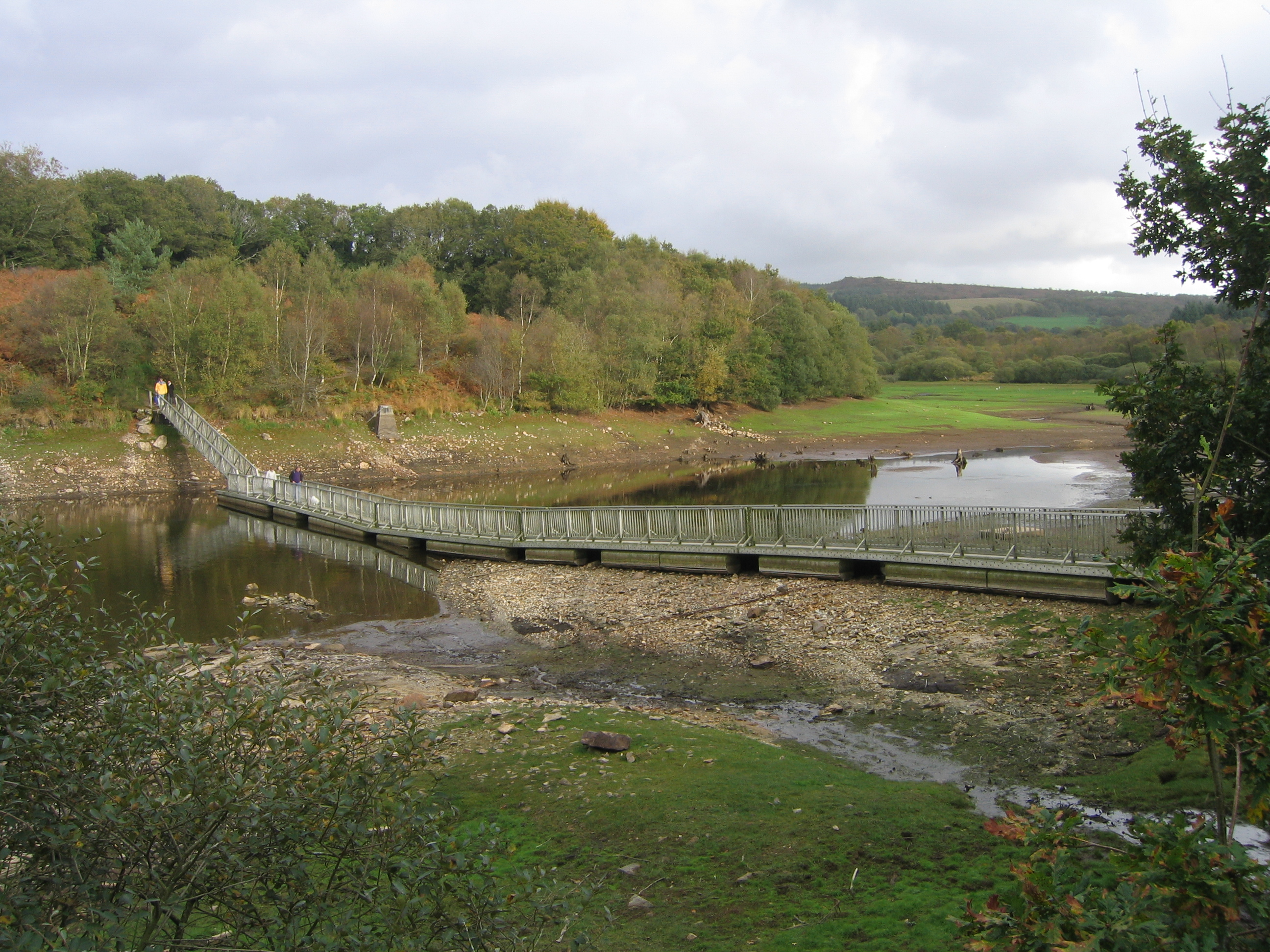
La passerelle sur l'Élorn en amont du lac en période de basses eaux.
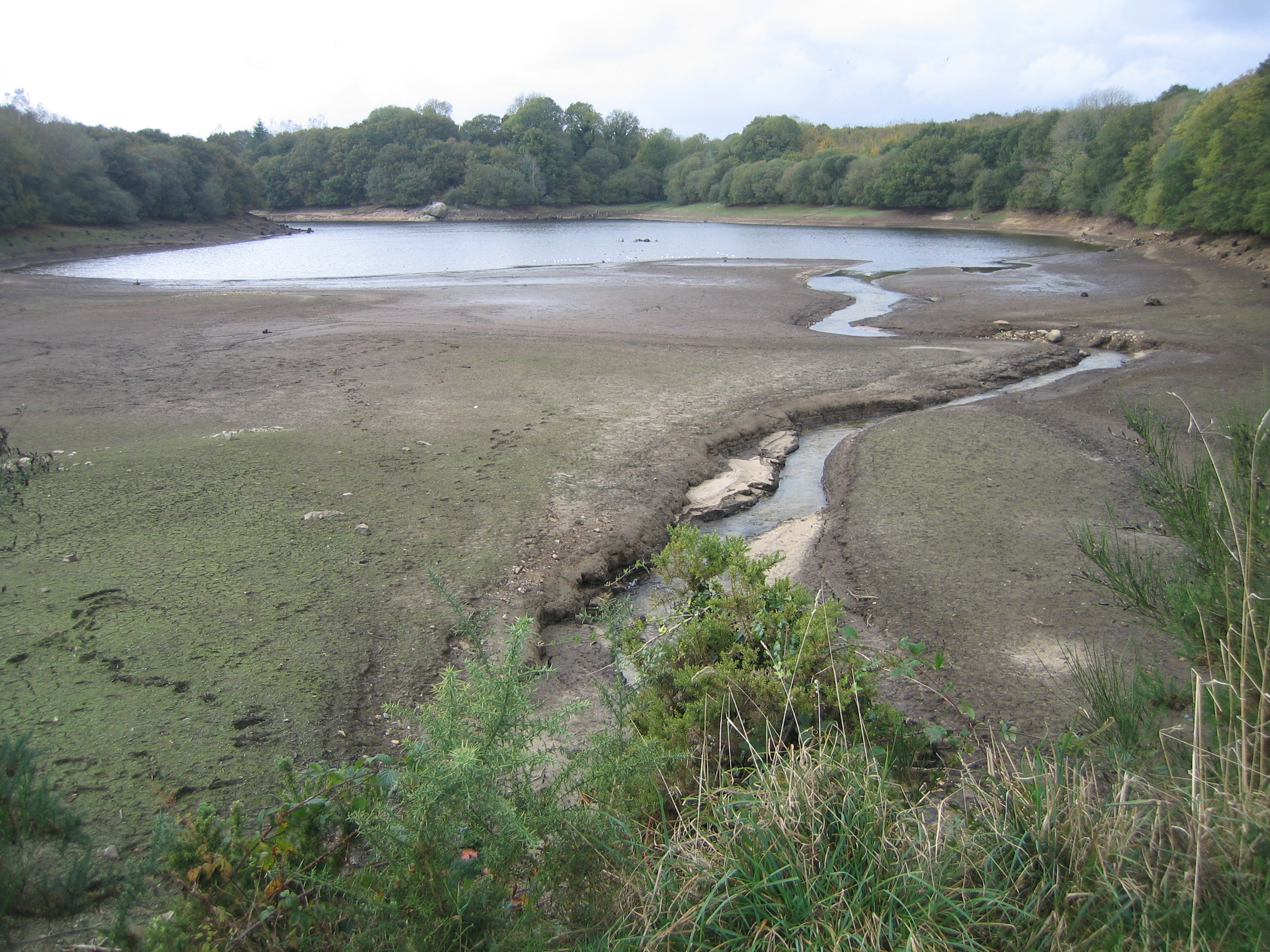
Le Mougau se jetant dans le lac en période de basses eaux.

#### La tourbière et le sentier pédestre du Mougau
La tourbière du Mougau appartient au département du Finistère et est gérée en association avec la commune de Commana et le Parc naturel régional d'Armorique.
Le sentier pédestre du Mougau (une boucle de 2 km, dite "Sentier des Korrigans", avec de nombreux pontons permettant de traverser les zones humides) permet de découvrir la tourbière du Mougau, une partie du versant nord des Monts d'Arrée, le lac du Drennec, etc..
On y observe des narthécies des marais, des rossolis à feuilles intermédiaires, des grassettes du Portugal, des lézards vivipares, des grenouilles agiles. Plus haut, la tourbière est dominée par une saulaie et la montagne schisteuse, domaine de la lande, de la bruyère des marais, des couleuvres à collier, des vipères pléiades, etc.. et où l'on remarque d'anciennes ardoisières ; le "Circuit de la Pierre bleue", long de 10 km, qui part de l'église de Commana, permet de découvrir ces paysages.

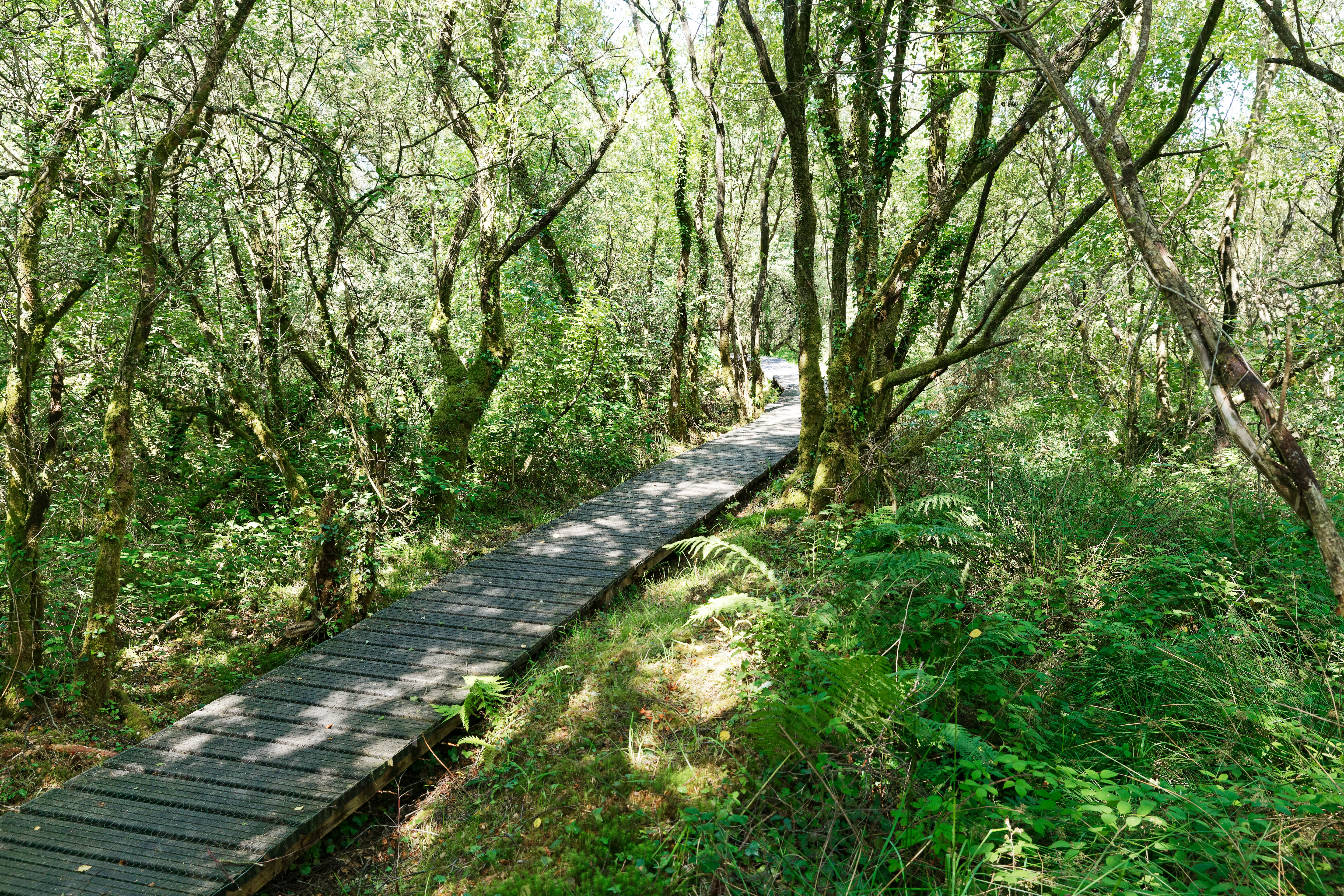
Sentier aménagé par platelage dans la tourbière du Mougau.
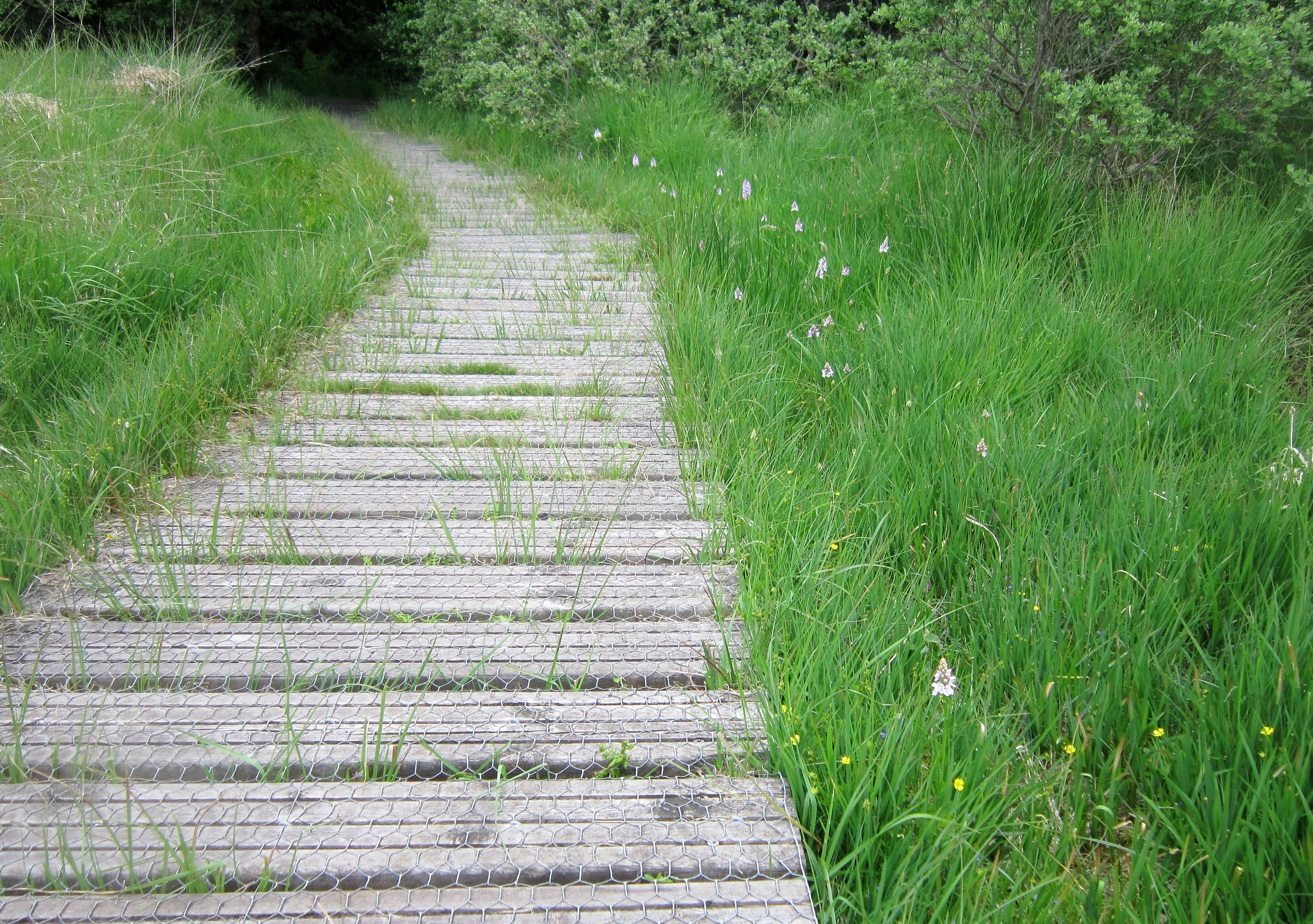
Orchidées en fleurs le long du sentier aménagé en platelage dans la tourbière du Mougau.
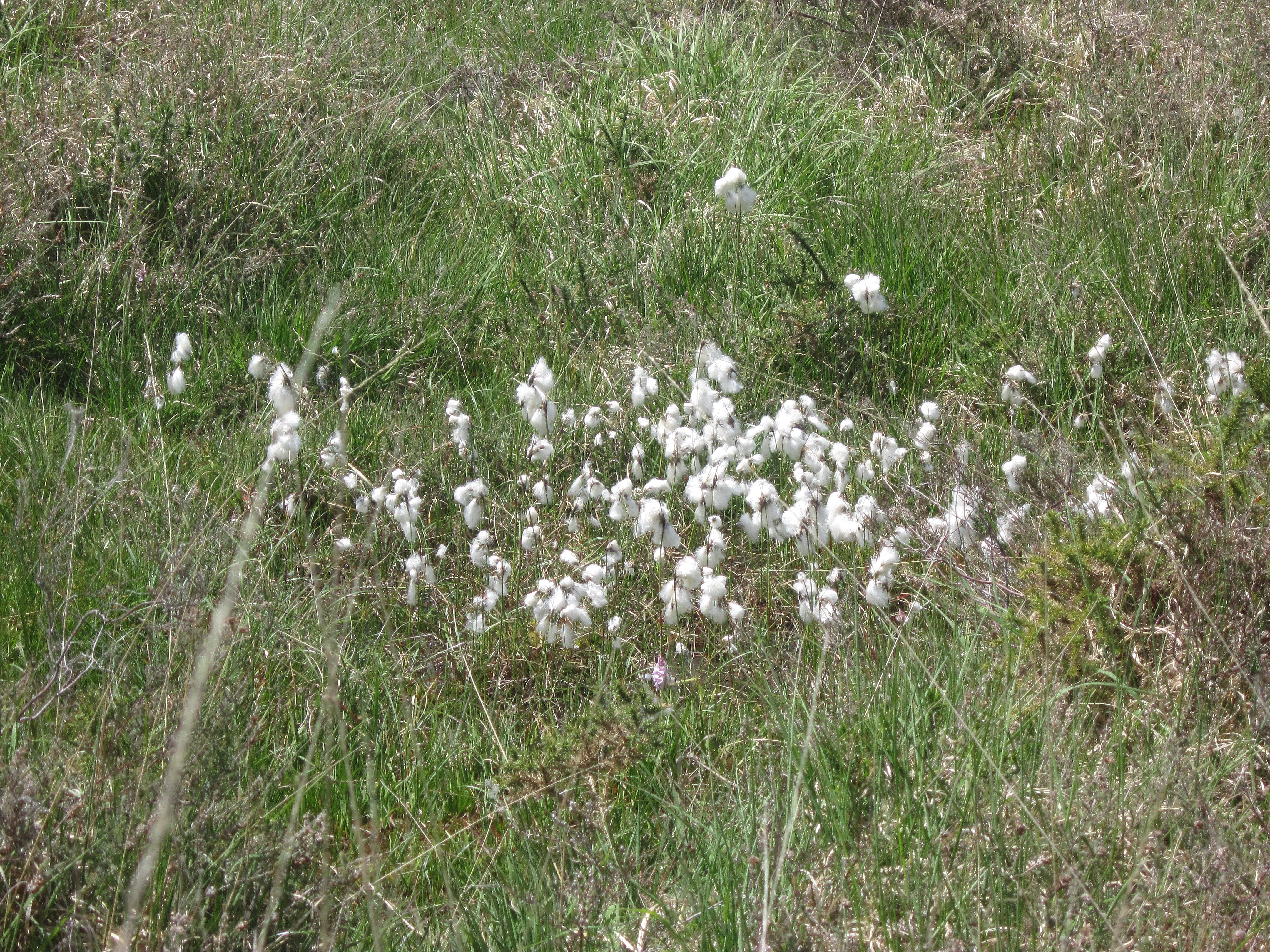
Linaigrettes en fleur dans le marais du Mougau.
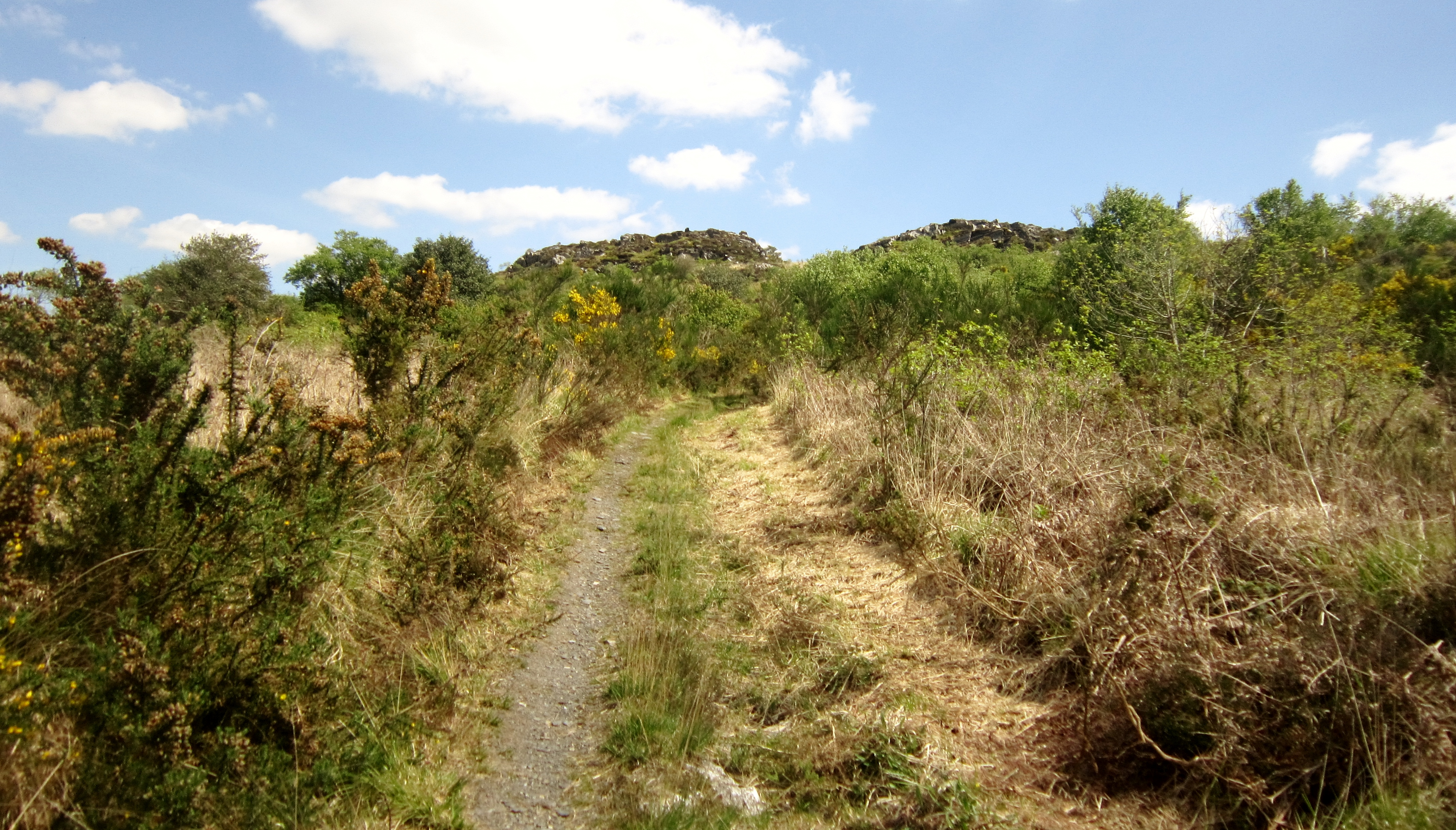
Sentier menant vers les crêtes des Monts d'Arrée en amont de la tourbière du Mougau.
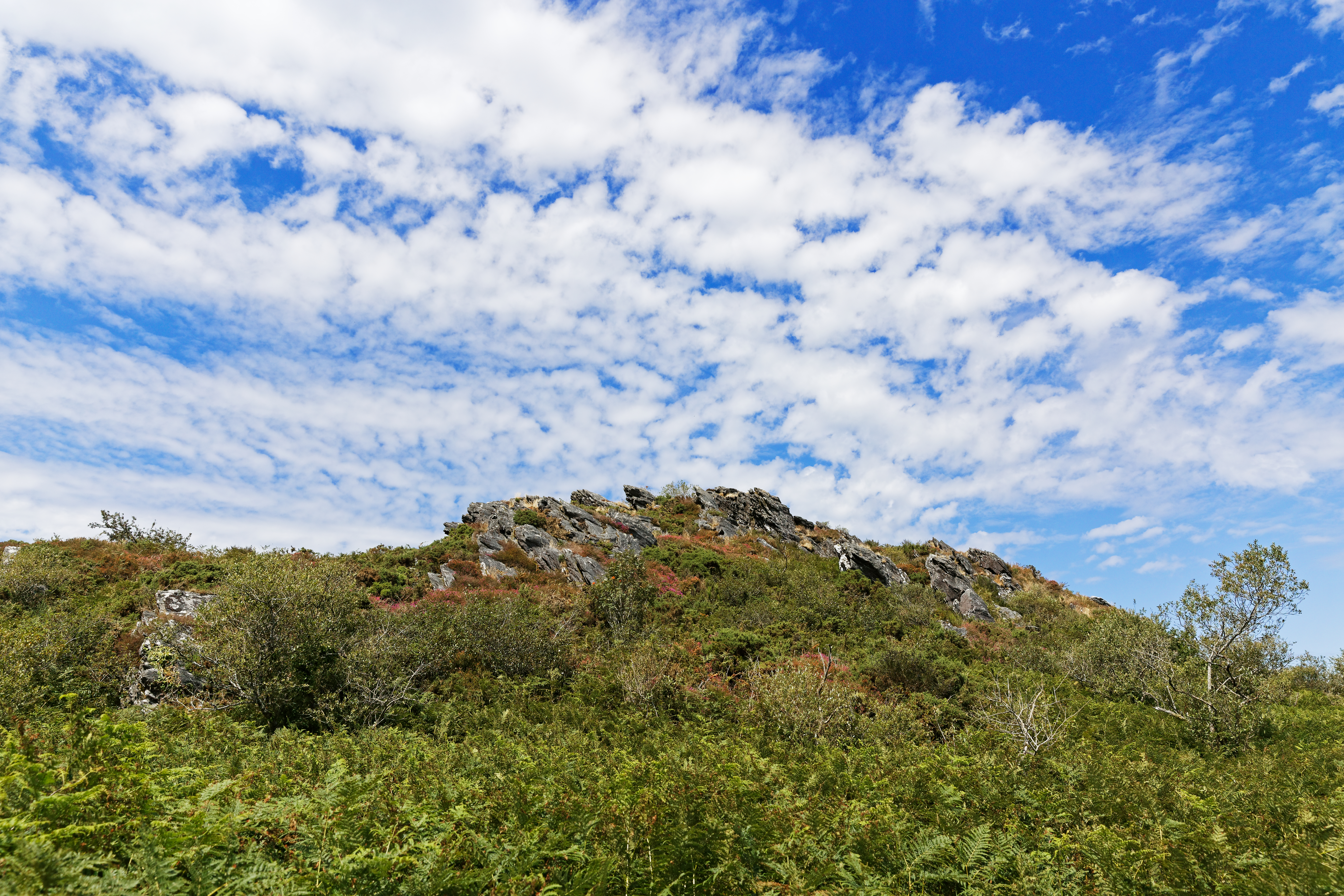
Circuit du Mougau : un des sommets des Monts d'Arrée.
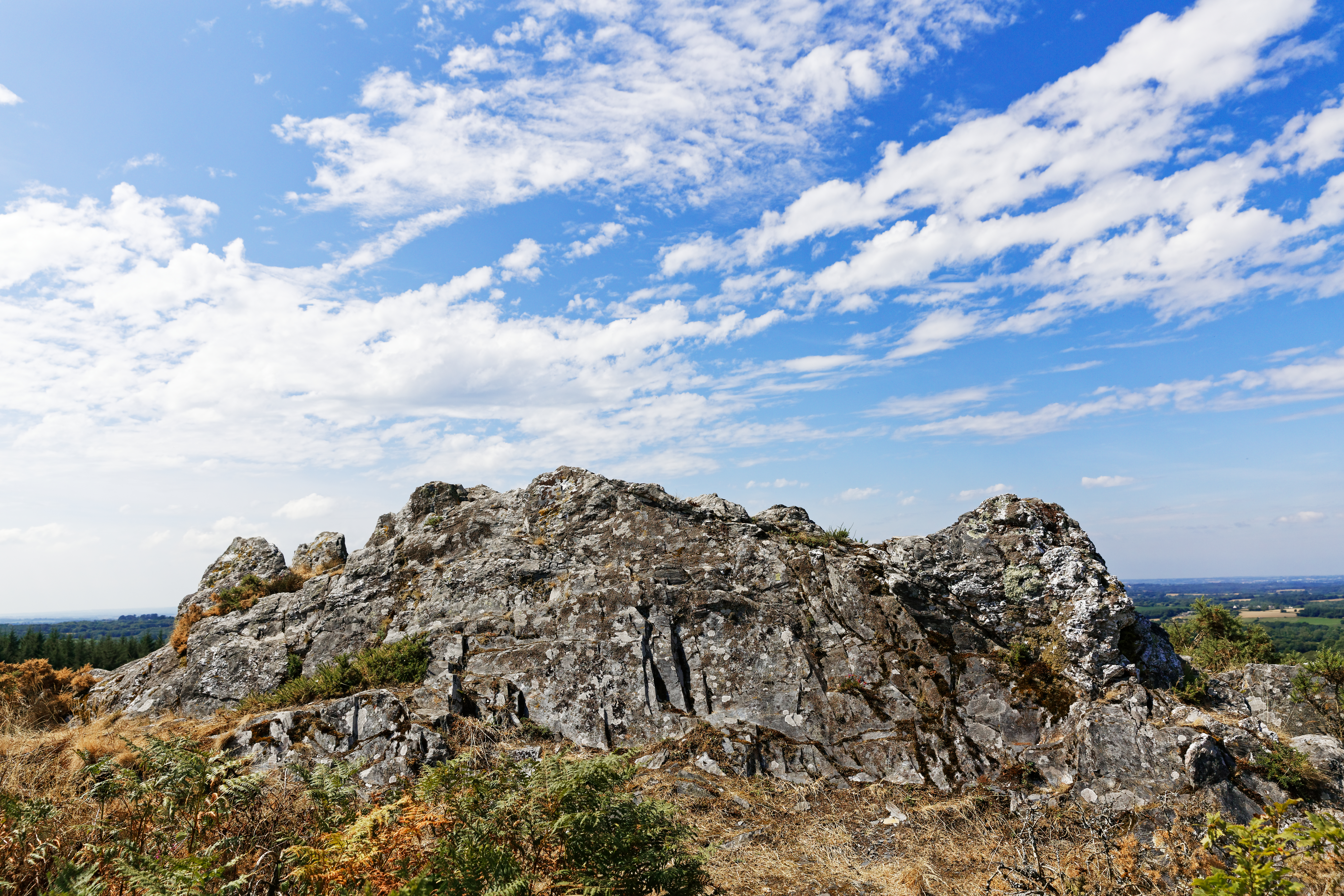
Circuit du Mougau : autre sommet des Monts d'Arrée.

## Personnalités
- Ernest du Laurens de la Barre est né en 1819 à Quimperlé et fait ses études à Rennes. Pendant ses vacances, il aime séjourner dans la propriété de son grand-père au manoir du Bois de la Roche et s'intéresse aux contes et légendes que connaissent les paysans des alentours. En 1857, il publie Les veillées de l'Armor, puis en 1863 Sous le chaume. En 1874, il s'installe au manoir et fait paraître en 1879 un nouveau recueil Les fantômes bretons, suivi en 1885 d'un autre, posthume, Les nouveaux fantômes bretons. Il est mort en 1882 à Commana[116]. Parmi ces contes, Le veneur infernal[117] raconte un récit légendaire de la création de la cuvette du Yeun Elez et de la chapelle du mont Saint-Michel de Brasparts.
- René Trellu (1889 - 1973) a vécu à Commana une partie de sa vie : instituteur entre 1919 et 1924, puis comme retraité et correspondant du Télégramme de Brest et de l'Ouest de 1942 à sa mort, survenue à Commana où il est enterré.
- François Manac'h (né le 11 août 1918 à la Garenne en Commana, décédé) : entré en 1929 au collège public de Morlaix (actuel lycée Tristan-Corbière), il devient gérant de la coopérative « La Montagnarde » à partir du 1er janvier 1938, devant toutefois interrompre momentanément cette activité du fait de la guerre car il est mobilisé de septembre 1939 à novembre 1941. Il devint après-guerre maire de Commana et conseiller général du canton de Sizun de 1945 à 1981. Il était membre du Parti socialiste. Son nom a été donné au collège public de Commana.
- Pierre Quéméneur, né le 19 août 1877 à Commana[118], était un entrepreneur et homme politique. Sa disparition en 1923 est à l'origine de l'affaire Seznec, célèbre affaire criminelle française. Étant la dernière personne à avoir vu Quéméneur vivant, selon une première enquête, Seznec devient le principal suspect, ce qui entraîne son arrestation, son inculpation et enfin son incarcération. Or le corps de Quéméneur n'a jamais été retrouvé.

## Littérature
- Pierre Zaccone a écrit une nouvelle Le vannier de Taulé[119] en 1860. C'est l'histoire d'un paysan originaire de Commana venu vivre à Taulé après avoir épousé une fille du pays prénommée Maharite et condamné injustement pour avoir incendié sa ferme, également auberge, située sur la route de Morlaix à Saint-Pol-de-Léon. Revenu après des années de bagne vivre à Taulé, mais désormais mal vu par la population locale qui le tient en suspicion, surnommé le « païen » et exerçant la profession de vannier, il est finalement innocenté peu avant sa mort.

## Dicton
- Voici un poème recueilli et traduit par F.-L. Sauvé, dans Lavarou Koz a Vreiz Izel, Revue celtique, 1876-1878[120] :

| Breton | Traduction en français |
| --- | --- |
| Lan-Baol ar c'herniel, Sant Thegonek ar bombansou, Gimilio ar gwall deodou, Plouneour baour, Komana gaez, E Pleber-Krist ema ar furnez | À Lampaul les cornes, À Saint-Thégonec les bombances, À Guimiliau les mauvaises langues, Plounéour la pauvre, – Commana la misérable, À Pleyber-Christ est la sagesse. |